# ATP Challenger Tour 2009
L'ATP Challenger Tour è una serie di tornei internazionali maschili di tennis studiati per consentire a giocatori di seconda fascia di acquisire un ranking sufficiente per accedere ai tabelloni principali. Nel 2009 sono stati organizzati 162 tornei challenger: i Paesi che hanno ospitato il maggior numero di tornei sono stati l'Italia con 25 eventi e gli Stati Uniti d'America con 20 tornei.
Nella stagione 2009 sono stati disputati 163 tornei Challenger con un montepremi compreso tra i 25.000 e i 150.000 dollari.

## Calendario

### Gennaio

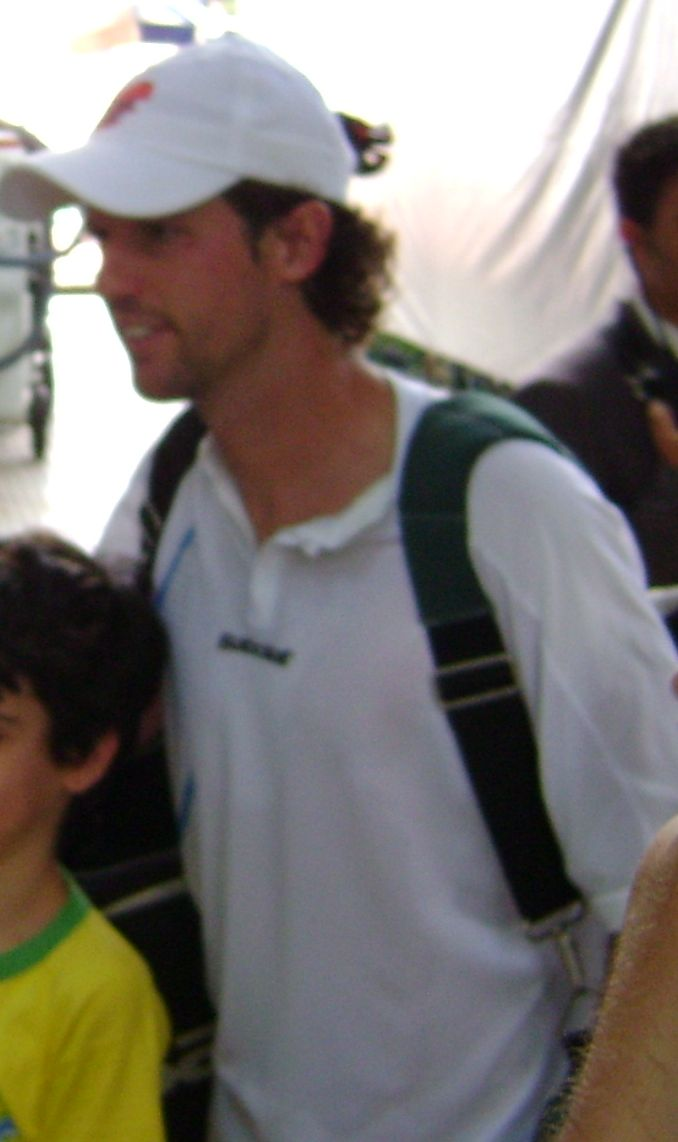
Ricardo Mello, primo vincitore di un torneo Challenger nel 2009.

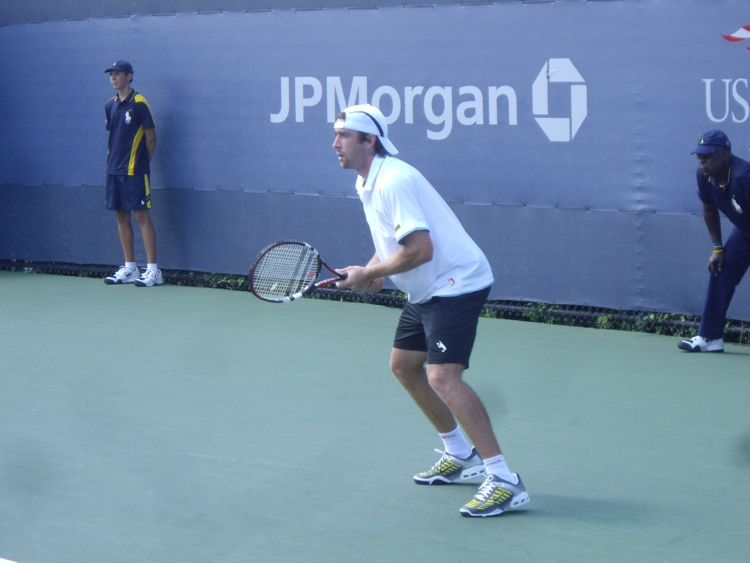
Benjamin Becker, vincitore del primo torneo Trentorn SERIE+, l'Heilbronn Open.

| Settimana  | Torneo | Campione                                          | Finalista                          | Semifinalisti                        | Quarti                                                                 |
| ---------- | --- | ------------------------------------------------- | ---------------------------------- | ------------------------------------ | ---------------------------------------------------------------------- |
| 5 gennaio  | Prime Cup Aberto de São Paulo 2009 San Paolo, Brasile Serie regolari 100 000 $+H - Cemento - 32S/32Q/16D Singolare – Doppio                     | Ricardo Mello 6–2, 6–4                            | Paul Capdeville                    | João Souza Horacio Zeballos          | Franco Ferreiro Sebastián Decoud Thiago Alves Rogério Dutra da Silva   |
| 5 gennaio  | Prime Cup Aberto de São Paulo 2009 San Paolo, Brasile Serie regolari 100 000 $+H - Cemento - 32S/32Q/16D Singolare – Doppio                     | Carlos Berlocq Leonardo Mayer 7–6(1), 6–3         | Mariano Hood Horacio Zeballos      | João Souza Horacio Zeballos          | Franco Ferreiro Sebastián Decoud Thiago Alves Rogério Dutra da Silva   |
| 5 gennaio  | Internationaux de Nouvelle-Calédonie 2009 Nouméa, Nuova Caledonia, Francia Serie regolari 75 000 $+H - Cemento - 32S/28Q/16D Singolare – Doppio | Brendan Evans 4–6, 6–3, 6–4                       | Florian Mayer                      | Mathieu Montcourt Ryan Sweeting      | Stefan Koubek Jean-Christophe Faurel Jean-René Lisnard Alex Bogdanović |
| 5 gennaio  | Internationaux de Nouvelle-Calédonie 2009 Nouméa, Nuova Caledonia, Francia Serie regolari 75 000 $+H - Cemento - 32S/28Q/16D Singolare – Doppio | cancellata per pioggia                            |                                    | Mathieu Montcourt Ryan Sweeting      | Stefan Koubek Jean-Christophe Faurel Jean-René Lisnard Alex Bogdanović |
| 12 gennaio | Challenger Salinas 2009 Salinas, Ecuador Serie regolari 35 000 $+H - Cemento - 32S/32Q/16D Singolare – Doppio                                   | Santiago Giraldo 6–3, 6–2                         | Michael Russell                    | Leonardo Mayer Carlos Berlocq        | Ramón Delgado Benjamin Becker Alejandro Falla Izak van der Merwe       |
| 12 gennaio | Challenger Salinas 2009 Salinas, Ecuador Serie regolari 35 000 $+H - Cemento - 32S/32Q/16D Singolare – Doppio                                   | Sanchai Ratiwatana Sonchat Ratiwatana 6–3, 7–6(4) | Juan Pablo Brzezicki Iván Miranda  | Leonardo Mayer Carlos Berlocq        | Ramón Delgado Benjamin Becker Alejandro Falla Izak van der Merwe       |
| 19 gennaio | Challenger ATP Iquique 2009 Iquique, Cile Serie regolari 35 000 $+H - Terra rossa - 32S/17Q/16D Singolare – Doppio                              | Máximo González 6–4, 6–4                          | Guillermo Hormazábal               | Juan Pablo Brzezicki Ricardo Hocevar | Horacio Zeballos Gastón Gaudio Boris Pašanski João Souza               |
| 19 gennaio | Challenger ATP Iquique 2009 Iquique, Cile Serie regolari 35 000 $+H - Terra rossa - 32S/17Q/16D Singolare – Doppio                              | Johan Brunström Jean-Julien Rojer 6–3, 6–4        | Pablo Cuevas Horacio Zeballos      | Juan Pablo Brzezicki Ricardo Hocevar | Horacio Zeballos Gastón Gaudio Boris Pašanski João Souza               |
| 26 gennaio | Intersport Heilbronn Open 2009 Talheim, Germania Tretorn SERIE+ 85 000 €+H - Tappeto indoor - 32S/32Q/16D Singolare – Doppio                    | Benjamin Becker 6–4, 6–4                          | Karol Beck                         | Michael Berrer Florian Mayer         | Arnaud Clément Olivier Rochus Serhij Stachovs'kyj Adrian Mannarino     |
| 26 gennaio | Intersport Heilbronn Open 2009 Talheim, Germania Tretorn SERIE+ 85 000 €+H - Tappeto indoor - 32S/32Q/16D Singolare – Doppio                    | Karol Beck Jaroslav Levinský 6–3, 6–2             | Benedikt Dorsch Philipp Petzschner | Michael Berrer Florian Mayer         | Arnaud Clément Olivier Rochus Serhij Stachovs'kyj Adrian Mannarino     |
| 26 gennaio | Home Depot Center USTA Challenger 2009 Carson, Stati Uniti Serie regolari 50 000 $ - Cemento - 32S/32Q/16D/4Q Singolare – Doppio                | Wayne Odesnik 6–4, 6–4                            | Scoville Jenkins                   | Vince Spadea Kevin Kim               | Donald Young Jesse Levine Cecil Mamiit Ramón Delgado                   |
| 26 gennaio | Home Depot Center USTA Challenger 2009 Carson, Stati Uniti Serie regolari 50 000 $ - Cemento - 32S/32Q/16D/4Q Singolare – Doppio                | Scott Lipsky David Martin 7–6(3), 4–6, [10–6]     | Lester Cook Donald Young           | Vince Spadea Kevin Kim               | Donald Young Jesse Levine Cecil Mamiit Ramón Delgado                   |
| 26 gennaio | Open Bucaramanga 2009 Bucaramanga, Colombia Serie regolari 35 000 $+H - Terra rossa - 32S/32Q/16D Singolare – Doppio                            | Horacio Zeballos 7–5, 6–2                         | Carlos Salamanca                   | Miguel López Grzegorz Panfil         | Víctor Estrella Burgos Alessio Di Mauro João Souza Filip Krajinović    |
| 26 gennaio | Open Bucaramanga 2009 Bucaramanga, Colombia Serie regolari 35 000 $+H - Terra rossa - 32S/32Q/16D Singolare – Doppio                            | Diego Álvarez Carlos Poch-Gradin 7–6(7), 6–1      | Carlos Avellan Eric Gomes          | Miguel López Grzegorz Panfil         | Víctor Estrella Burgos Alessio Di Mauro João Souza Filip Krajinović    |

### Febbraio

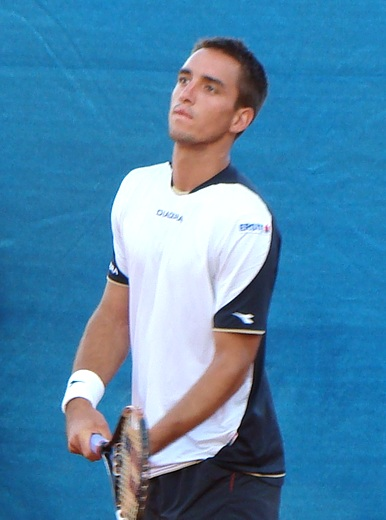
Viktor Troicki, vincitore del torneo di Belgrado.

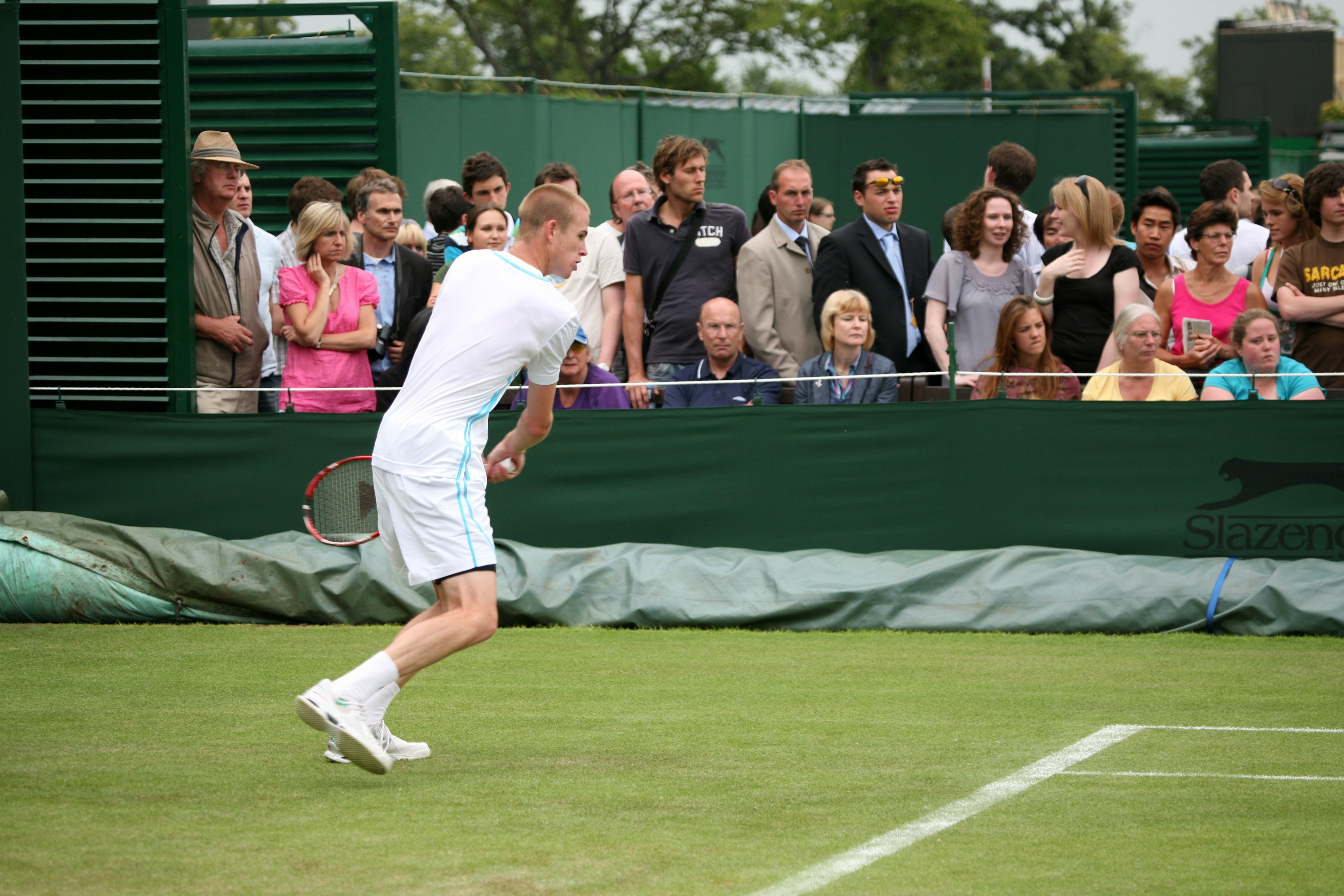
Kristof Vliegen, vincitore del torneo più ricco di febbraio, l'Open de Franche-Comté (106500 $).

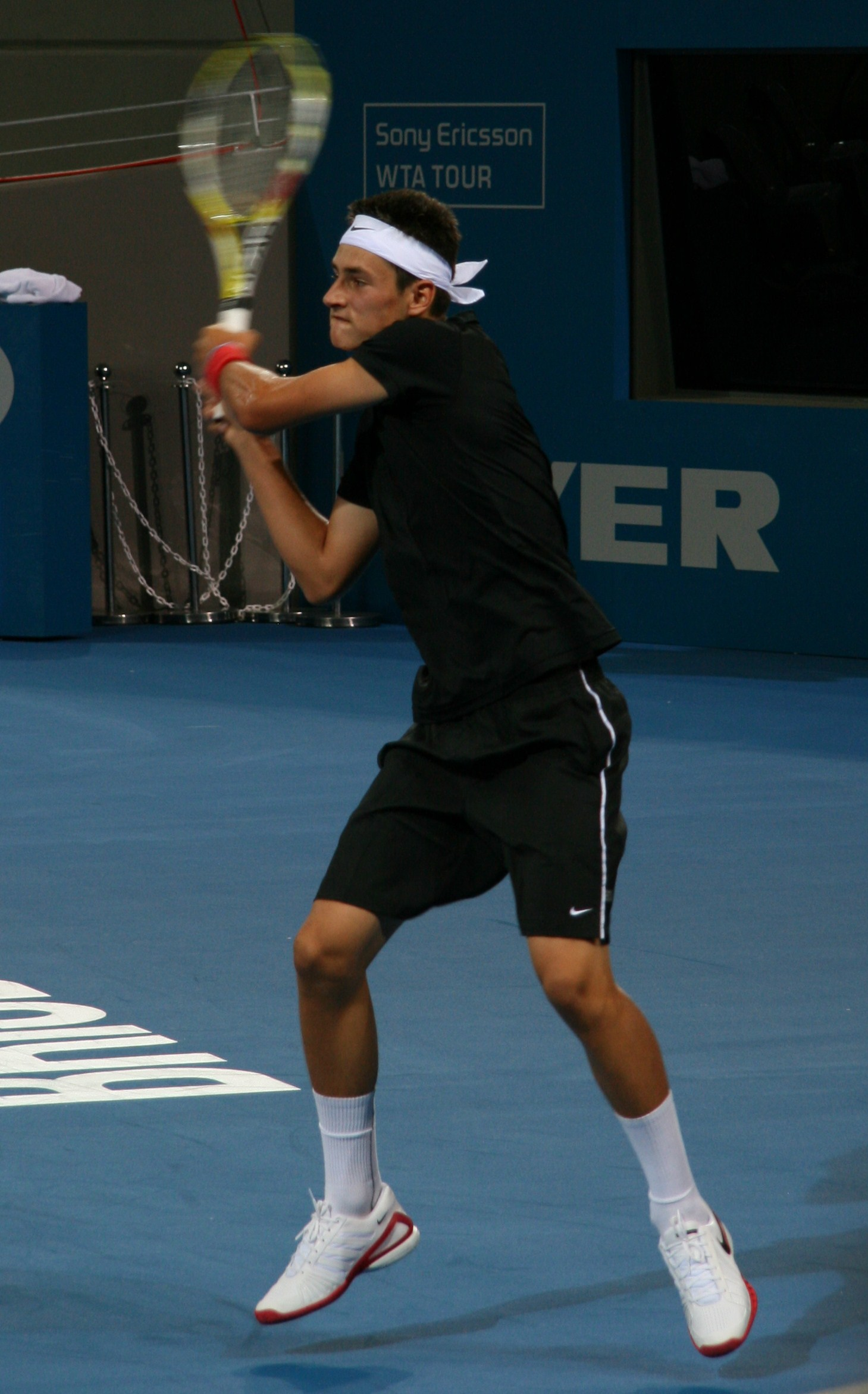
Bernard Tomić, giovane speranza australiana, coglie il primo successo stagionale al Maccabi Men's Challenger di Melbourne.

| Settimana   | Torneo | Campione                                                  | Finalista                              | Semifinalisti                    | Quarti                                                                   |
| ----------- | --- | --------------------------------------------------------- | -------------------------------------- | -------------------------------- | ------------------------------------------------------------------------ |
| 2 febbraio  | Challenger of Dallas 2009 Dallas, Stati Uniti Serie regolari 50 000 $ - Cemento (i) - 32S/32Q/16D/4Q Singolare – Doppio                          | Ryan Sweeting 6–4, 6–3                                    | Brendan Evans                          | Rajeev Ram Prakash Amritraj      | Kevin Kim Michael Russell Scoville Jenkins Amer Delić                    |
| 2 febbraio  | Challenger of Dallas 2009 Dallas, Stati Uniti Serie regolari 50 000 $ - Cemento (i) - 32S/32Q/16D/4Q Singolare – Doppio                          | Prakash Amritraj Rajeev Ram 6–3, 4–6, [10–8]              | Patrick Briaud Jason Marshall          | Rajeev Ram Prakash Amritraj      | Kevin Kim Michael Russell Scoville Jenkins Amer Delić                    |
| 2 febbraio  | KGHM Dialog Polish Indoors 2009 Breslavia, Polonia Tretorn SERIE+ 106 500 €+H - Cemento (i) - 32S/24Q/16D Singolare – Doppio                     | Michael Berrer 6–3, 6–4                                   | Aleksandr Kudrjavcev                   | Robin Vik Karol Beck             | Daniel Brands Santiago Giraldo Édouard Roger-Vasselin Sam Warburg        |
| 2 febbraio  | KGHM Dialog Polish Indoors 2009 Breslavia, Polonia Tretorn SERIE+ 106 500 €+H - Cemento (i) - 32S/24Q/16D Singolare – Doppio                     | Sanchai Ratiwatana Sonchat Ratiwatana 6–4, 3–6, [10–8]    | Benedikt Dorsch Sam Warburg            | Robin Vik Karol Beck             | Daniel Brands Santiago Giraldo Édouard Roger-Vasselin Sam Warburg        |
| 2 febbraio  | McDonald's Burnie International 2009 Burnie, Australia Serie regolari 50 000 $ - Cemento - 32S/28Q/16D Singolare – Doppio                        | Brydan Klein 6–3, 6–3                                     | Grega Žemlja                           | Peter Luczak John Millman        | Bernard Tomić Tasuku Iwami Kyu Tae Im Greg Jones                         |
| 2 febbraio  | McDonald's Burnie International 2009 Burnie, Australia Serie regolari 50 000 $ - Cemento - 32S/28Q/16D Singolare – Doppio                        | Miles Armstrong Sadik Kadir 6–3, 3–6, [10–7]              | Peter Luczak Robert Smeets             | Peter Luczak John Millman        | Bernard Tomić Tasuku Iwami Kyu Tae Im Greg Jones                         |
| 16 febbraio | Belgrado Challenger 2009 Belgrado, Serbia Tretorn SERIE+ 106 500 €+H - Cemento (i) - 32S/32Q/16D Singolare – Doppio                              | Viktor Troicki 6–4, 6–2                                   | Dominik Hrbatý                         | Olivier Rochus Benedikt Dorsch   | Daniel Brands Karol Beck Josselin Ouanna Sam Warburg                     |
| 16 febbraio | Belgrado Challenger 2009 Belgrado, Serbia Tretorn SERIE+ 106 500 €+H - Cemento (i) - 32S/32Q/16D Singolare – Doppio                              | Michael Kohlmann Philipp Marx 3–6, 6–2, [10–8]            | Aisam-ul-Haq Qureshi Lovro Zovko       | Olivier Rochus Benedikt Dorsch   | Daniel Brands Karol Beck Josselin Ouanna Sam Warburg                     |
| 16 febbraio | Morocco Tennis Tour - Tanger 2009 Tangeri, Marocco Serie regolari 30 000 €+H - Terra rossa - 32S/32Q/16D Singolare – Doppio                      | Marc López 5–7, 6–4, 7–6(9)                               | Pere Riba                              | Alberto Brizzi Leandro Migani    | Gabriel Moraru Lamine Ouahab Peter Luczak Malek Jaziri                   |
| 16 febbraio | Morocco Tennis Tour - Tanger 2009 Tangeri, Marocco Serie regolari 30 000 €+H - Terra rossa - 32S/32Q/16D Singolare – Doppio                      | Agostoin Gensse Éric Prodon 6–1, 7–6(3)                   | Giancarlo Petrazzuolo Simone Vagnozzi  | Alberto Brizzi Leandro Migani    | Gabriel Moraru Lamine Ouahab Peter Luczak Malek Jaziri                   |
| 23 febbraio | Internationaux du Doubs - Open de Franche-Comté 2009 Besançon, Francia Serie regolari 106 500 €+H - Cemento (i) - 32S/28Q/16D Singolare – Doppio | Kristof Vliegen 6–2, 6(6)–7, 6–3                          | Andreas Beck                           | Michail Kukuškin Josselin Ouanna | Stéphane Bohli Michael Berrer Édouard Roger-Vasselin Alexandre Sidorenko |
| 23 febbraio | Internationaux du Doubs - Open de Franche-Comté 2009 Besançon, Francia Serie regolari 106 500 €+H - Cemento (i) - 32S/28Q/16D Singolare – Doppio | Karol Beck Jaroslav Levinský 2–6, 7–5, [10–7]             | David Škoch Igor Zelenay               | Michail Kukuškin Josselin Ouanna | Stéphane Bohli Michael Berrer Édouard Roger-Vasselin Alexandre Sidorenko |
| 23 febbraio | Volkswagen Challenger 2009 Wolfsburg, Germania Serie regolari 30 000 €+H - Tappeto indoor - 32S/32Q/16D Singolare – Doppio                       | Ruben Bemelmans 7–6(5), 3–6, 6–3                          | Stefano Galvani                        | Michel Koning Lukáš Rosol        | Matthias Bachinger Alex Bogdanović Dominik Hrbatý Florian Mayer          |
| 23 febbraio | Volkswagen Challenger 2009 Wolfsburg, Germania Serie regolari 30 000 €+H - Tappeto indoor - 32S/32Q/16D Singolare – Doppio                       | Travis Rettenmaier Ken Skupski 6–3, 6–4                   | Serhij Bubka Aleksandr Kudrjavcev      | Michel Koning Lukáš Rosol        | Matthias Bachinger Alex Bogdanović Dominik Hrbatý Florian Mayer          |
| 23 febbraio | Morocco Tennis Tour - Meknes 2009 Meknès, Marocco Serie regolari 30 000 €+H - Terra rossa - 32S/29Q/16D Singolare – Doppio                       | Rui Machado 6–2, 6(6)–7, 6–3                              | David Marrero                          | Lamine Ouahab Peter Luczak       | Jiří Vaněk Fernando Vicente Alessio Di Mauro Pavol Červenák              |
| 23 febbraio | Morocco Tennis Tour - Meknes 2009 Meknès, Marocco Serie regolari 30 000 €+H - Terra rossa - 32S/29Q/16D Singolare – Doppio                       | Marc López Lamine Ouahab 6–3, 7–5                         | Alessio Di Mauro Giancarlo Petrazzuolo | Lamine Ouahab Peter Luczak       | Jiří Vaněk Fernando Vicente Alessio Di Mauro Pavol Červenák              |
| 23 febbraio | Maccabi Men's Challenger 2009 Melbourne, Australia Serie regolari 50 000 $ - Cemento - 32S/32Q/16D Singolare – Doppio                            | Bernard Tomić 5–7, 6–4, 6–3                               | Marinko Matosevic                      | Brydan Klein Colin Ebelthite     | Jun Mitsuhashi Ivo Klec Nick Lindahl Danai Udomchoke                     |
| 23 febbraio | Maccabi Men's Challenger 2009 Melbourne, Australia Serie regolari 50 000 $ - Cemento - 32S/32Q/16D Singolare – Doppio                            | Sanchai Ratiwatana Sonchat Ratiwatana 7–6(5), 5–7, [10–7] | Ti Chen Danai Udomchoke                | Brydan Klein Colin Ebelthite     | Jun Mitsuhashi Ivo Klec Nick Lindahl Danai Udomchoke                     |

### Marzo

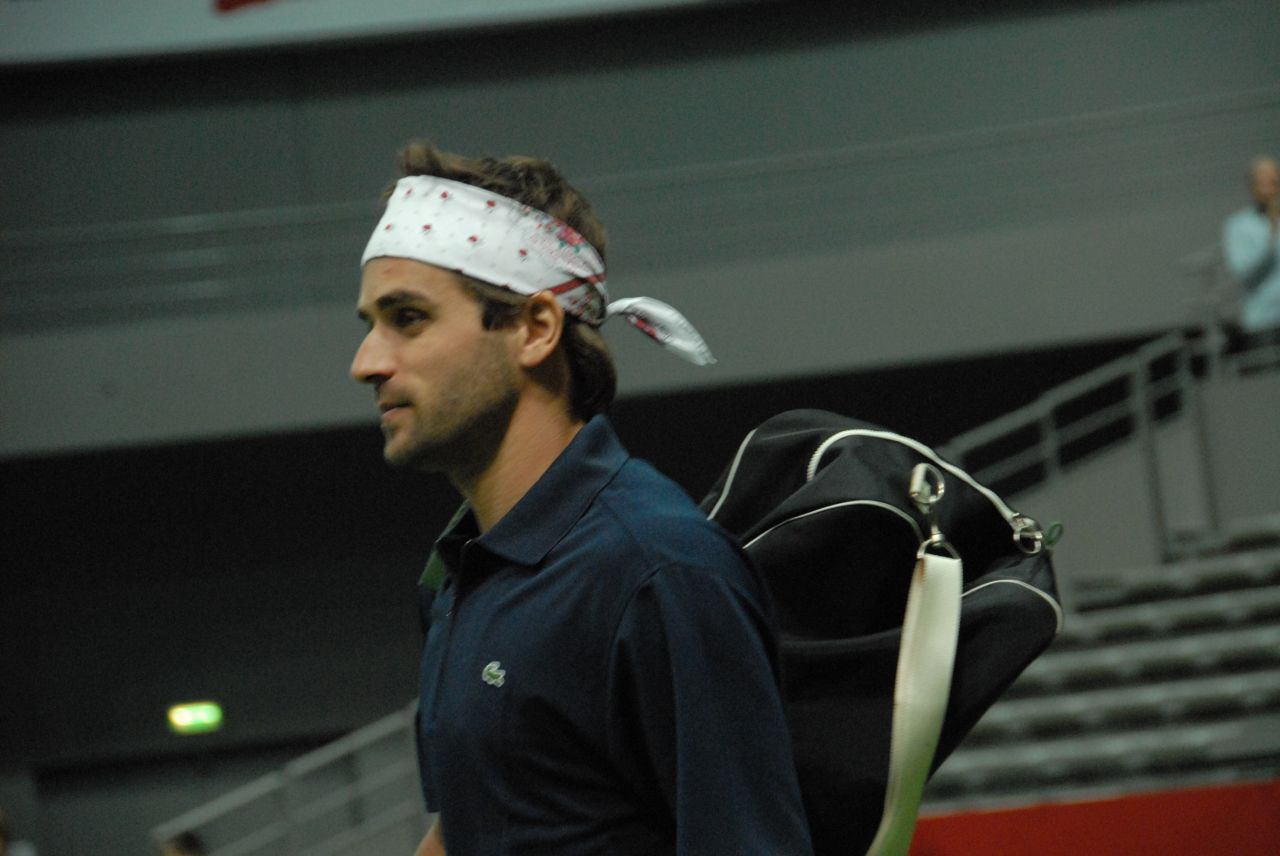
Arnaud Clément, vincitore sia in singolare che in doppio nel torneo Challenger DCNS de Cherbourg.

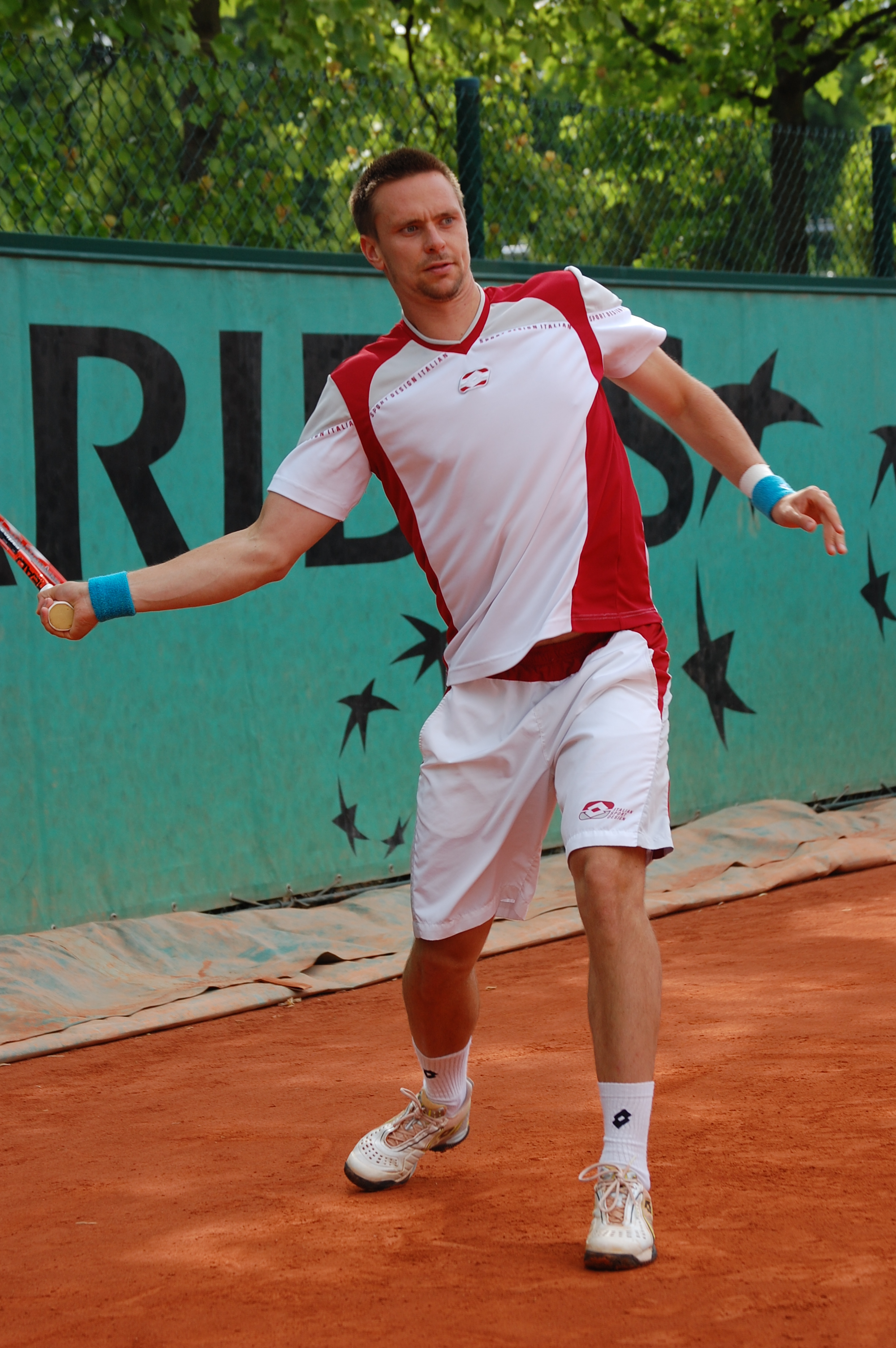
Robin Söderling, vincitore del torneo di Sunrise in Florda, tra i più importanti del circuito Challenger.

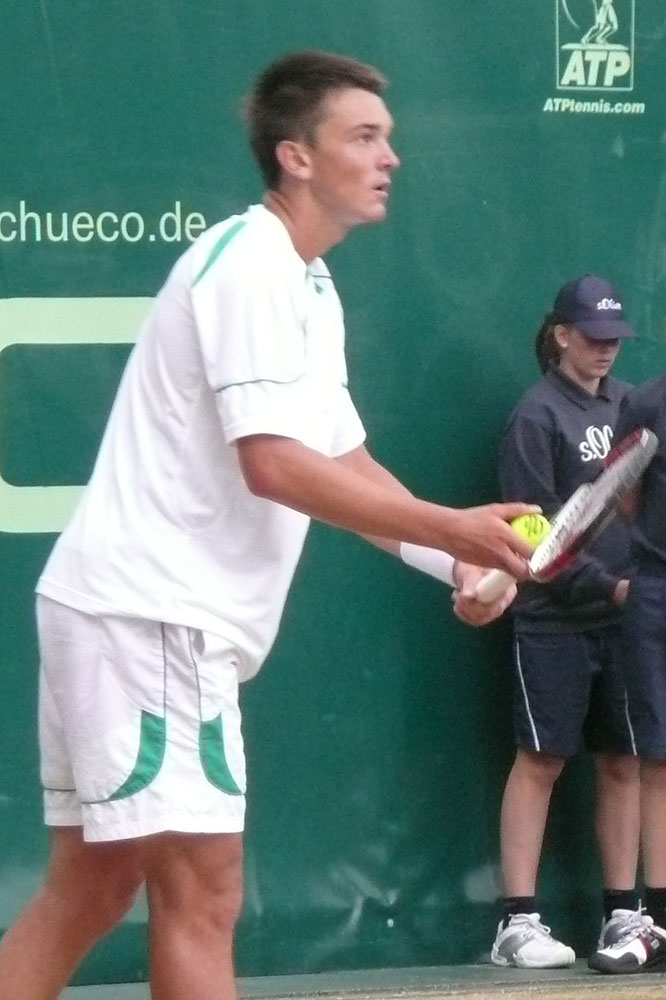
Andreas Beck, vincitore del SAT Khorat Open, torneo thailandese da 50000 $.

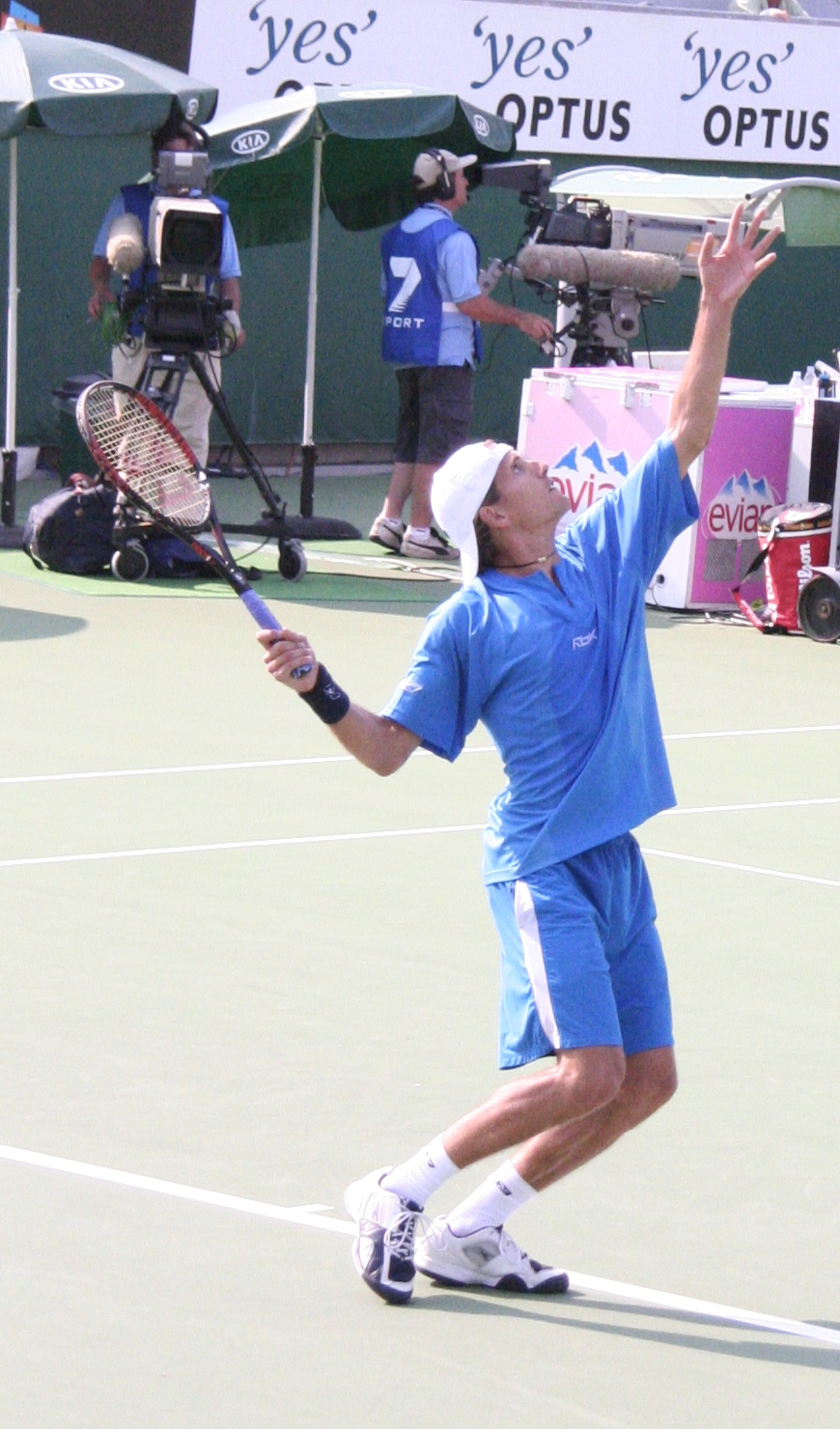
Rubén Ramírez Hidalgo, che con Santiago Ventura ha vinto in marzo ben tre tornei di doppio.

| Settimana | Torneo | Campione                                                  | Finalista                              | Semifinalisti                           | Quarti                                                                    |
| --------- | --- | --------------------------------------------------------- | -------------------------------------- | --------------------------------------- | ------------------------------------------------------------------------- |
| 2 marzo   | Challenger DCNS de Cherbourg 2009 Cherbourg, Francia Serie regolari 42 500 €+H - Cemento (i) - 32S/32Q/16D Singolare – Doppio                      | Arnaud Clément 6–2, 6–4                                   | Thierry Ascione                        | Édouard Roger-Vasselin Adrian Mannarino | Dominik Meffert Nicolas Mahut Romain Jouan George Bastl                   |
| 2 marzo   | Challenger DCNS de Cherbourg 2009 Cherbourg, Francia Serie regolari 42 500 €+H - Cemento (i) - 32S/32Q/16D Singolare – Doppio                      | Arnaud Clément Édouard Roger-Vasselin 4–6, 6–2, [10–3]    | Martin Fischer Martin Slanar           | Édouard Roger-Vasselin Adrian Mannarino | Dominik Meffert Nicolas Mahut Romain Jouan George Bastl                   |
| 2 marzo   | Internazionali di Tennis di Bergamo 2009 Bergamo, Italia Tretorn SERIE+ 106 500 €+H - Cemento (i) - 32S/24Q/16D Singolare – Doppio                 | Lukáš Rosol 6–1, 4–6, 7–6(3)                              | Benedikt Dorsch                        | Michail Kukuškin Björn Phau             | Fabrice Santoro Marco Crugnola Pavel Šnobel Aleksandr Kudrjavcev          |
| 2 marzo   | Internazionali di Tennis di Bergamo 2009 Bergamo, Italia Tretorn SERIE+ 106 500 €+H - Cemento (i) - 32S/24Q/16D Singolare – Doppio                 | Karol Beck Jaroslav Levinský 7–6(6), 6–4                  | Chris Haggard Pavel Vízner             | Michail Kukuškin Björn Phau             | Fabrice Santoro Marco Crugnola Pavel Šnobel Aleksandr Kudrjavcev          |
| 9 marzo   | Shimadzu All Japan Indoor Tennis Championships 2009 Kyoto, Giappone Serie regolari 35 000 $+H - Tappeto indoor - 32S/28Q/16D/3Q Singolare – Doppio | Serhij Bubka 7–6(6), 6–4                                  | Takao Suzuki                           | Ivan Dodig Tatsuma Itō                  | Hiroki Moriya Matthias Bachinger Jun Mitsuhashi Toshihide Matsui          |
| 9 marzo   | Shimadzu All Japan Indoor Tennis Championships 2009 Kyoto, Giappone Serie regolari 35 000 $+H - Tappeto indoor - 32S/28Q/16D/3Q Singolare – Doppio | Aisam-ul-Haq Qureshi Martin Slanar 6(7)–7, 7–6(3), [10–6] | Tatsuma Itō Takao Suzuki               | Ivan Dodig Tatsuma Itō                  | Hiroki Moriya Matthias Bachinger Jun Mitsuhashi Toshihide Matsui          |
| 9 marzo   | Challenger Providencia 2009 Santiago, Cile Serie regolari 35 000 $+H - Terra rossa - 32S/29Q/15D Singolare – Doppio                                | Máximo González 6–4, 6–3                                  | Mariano Zabaleta                       | Caio Zampieri Franco Ferreiro           | Jorge Aguilar Júlio Silva Sergio Roitman Diego Álvarez                    |
| 9 marzo   | Challenger Providencia 2009 Santiago, Cile Serie regolari 35 000 $+H - Terra rossa - 32S/29Q/15D Singolare – Doppio                                | Sebastián Prieto Horacio Zeballos 7–6(2), 6–2             | Rogério Dutra da Silva Flávio Saretta  | Caio Zampieri Franco Ferreiro           | Jorge Aguilar Júlio Silva Sergio Roitman Diego Álvarez                    |
| 9 marzo   | Morocco Tennis Tour 2009 Rabat, Marocco Serie regolari 42 500 €+H - Terra rossa - 32S/29Q/16D Singolare – Doppio                                   | Laurent Recouderc 6–0, 6–2                                | Santiago Ventura                       | Iván Miranda Victor Crivoi              | Daniel Muñoz de la Nava David Marrero Rubén Ramírez Hidalgo Lamine Ouahab |
| 9 marzo   | Morocco Tennis Tour 2009 Rabat, Marocco Serie regolari 42 500 €+H - Terra rossa - 32S/29Q/16D Singolare – Doppio                                   | Rubén Ramírez Hidalgo Santiago Ventura 6–4, 7–6(5)        | Michael Kohlmann Philipp Marx          | Iván Miranda Victor Crivoi              | Daniel Muñoz de la Nava David Marrero Rubén Ramírez Hidalgo Lamine Ouahab |
| 16 marzo  | Bancolombia Open 2009 Bogotà, Colombia Serie regolari 125 000 $+H - Terra rossa - 32S/27Q/16D Singolare – Doppio                                   | Horacio Zeballos 7–6(3), 6–0                              | Santiago González                      | Franco Ferreiro Giovanni Lapentti       | Mariano Puerta Diego Álvarez Ricardo Mello Ricardo Hocevar                |
| 16 marzo  | Bancolombia Open 2009 Bogotà, Colombia Serie regolari 125 000 $+H - Terra rossa - 32S/27Q/16D Singolare – Doppio                                   | Sebastián Prieto Horacio Zeballos 4–6, 6–1, [11–9]        | Alexander Peya Fernando Vicente        | Franco Ferreiro Giovanni Lapentti       | Mariano Puerta Diego Álvarez Ricardo Mello Ricardo Hocevar                |
| 16 marzo  | Sunrise Tennis Championship 2009 Sunrise, Stati Uniti Serie regolari 125 000 $+H - Cemento - 32S/32Q/16D Singolare – Doppio                        | Robin Söderling 6–1, 6–1                                  | Tomáš Berdych                          | Janko Tipsarević Feliciano López        | Arnaud Clément Tejmuraz Gabašvili Miša Zverev Rainer Schüttler            |
| 16 marzo  | Sunrise Tennis Championship 2009 Sunrise, Stati Uniti Serie regolari 125 000 $+H - Cemento - 32S/32Q/16D Singolare – Doppio                        | Eric Butorac Bobby Reynolds 5–7, 6–4, [10–4]              | Jeff Coetzee Jordan Kerr               | Janko Tipsarević Feliciano López        | Arnaud Clément Tejmuraz Gabašvili Miša Zverev Rainer Schüttler            |
| 16 marzo  | Morocco Tennis Tour Marrakech 2009 Marrakech, Marocco Serie regolari 106 500 €+H - Terra rossa - 32S/27Q/16D Singolare – Doppio                    | Marcos Daniel 4–6, 7–5, 6–2                               | Lamine Ouahab                          | Ivo Minář Alexandre Sidorenko           | Rui Machado Pablo Andújar Rabie Chaki Santiago Ventura                    |
| 16 marzo  | Morocco Tennis Tour Marrakech 2009 Marrakech, Marocco Serie regolari 106 500 €+H - Terra rossa - 32S/27Q/16D Singolare – Doppio                    | Rubén Ramírez Hidalgo Santiago Ventura 6–3, 7–6(5)        | Alberto Martín Daniel Muñoz de la Nava | Ivo Minář Alexandre Sidorenko           | Rui Machado Pablo Andújar Rabie Chaki Santiago Ventura                    |
| 16 marzo  | SAT Bangkok Open 2009 Bangkok, Thailandia Serie regolari 50 000 $ - Cemento - 32S/32Q/16D Singolare – Doppio                                       | Florian Mayer 7–5, 6–2                                    | Danai Udomchoke                        | Noam Okun Kyu Tae Im                    | Andreas Beck Paolo Lorenzi Gō Soeda Marsel İlhan                          |
| 16 marzo  | SAT Bangkok Open 2009 Bangkok, Thailandia Serie regolari 50 000 $ - Cemento - 32S/32Q/16D Singolare – Doppio                                       | Joshua Goodall Joseph Sirianni 6–3, 6–1                   | Michail Elgin Aleksandr Kudrjavcev     | Noam Okun Kyu Tae Im                    | Andreas Beck Paolo Lorenzi Gō Soeda Marsel İlhan                          |
| 16 marzo  | Città di Caltanissetta 2009 Caltanissetta, Italia Serie regolari 30 000 €+H - Terra rossa - 32S/30Q/16D Singolare – Doppio                         | Jesse Huta Galung 6–2, 6–3                                | Thiemo de Bakker                       | David Marrero Xavier Malisse            | Niels Desein Juan Pablo Brzezicki Iván Miranda Stefano Galvani            |
| 16 marzo  | Città di Caltanissetta 2009 Caltanissetta, Italia Serie regolari 30 000 €+H - Terra rossa - 32S/30Q/16D Singolare – Doppio                         | Juan Pablo Brzezicki David Marrero 7–6(5), 6–3            | Daniele Bracciali Simone Vagnozzi      | David Marrero Xavier Malisse            | Niels Desein Juan Pablo Brzezicki Iván Miranda Stefano Galvani            |
| 23 marzo  | Open Barletta 2009 Barletta, Italia Serie regolari 42 500 €+H - Terra rossa - 32S/31Q/16D Singolare – Doppio                                       | Ivo Minář 6–4, 6–3                                        | Santiago Ventura                       | David Marrero Denis Istomin             | Luis Horna Alessio Di Mauro Rubén Ramírez Hidalgo Jurij Ščukin            |
| 23 marzo  | Open Barletta 2009 Barletta, Italia Serie regolari 42 500 €+H - Terra rossa - 32S/31Q/16D Singolare – Doppio                                       | Rubén Ramírez Hidalgo Santiago Ventura 7–6(1), 6–2        | Pablo Cuevas Luis Horna                | David Marrero Denis Istomin             | Luis Horna Alessio Di Mauro Rubén Ramírez Hidalgo Jurij Ščukin            |
| 23 marzo  | BH Telecom Indoors 2009 Sarajevo, Bosnia ed Erzegovina Serie regolari 30 000 €+H - Cemento (i) - 32S/22Q/16D Singolare – Doppio                    | Ivan Dodig 6–4, 6–3                                       | Dominik Meffert                        | Gary Lugassy Andreas Haider-Maurer      | Lukáš Lacko Konstantin Kravčuk Blaž Kavčič Ismar Gorčić                   |
| 23 marzo  | BH Telecom Indoors 2009 Sarajevo, Bosnia ed Erzegovina Serie regolari 30 000 €+H - Cemento (i) - 32S/22Q/16D Singolare – Doppio                    | Konstantin Kravčuk Dawid Olejniczak 6–2, 3–6, [10–7]      | James Auckland Rogier Wassen           | Gary Lugassy Andreas Haider-Maurer      | Lukáš Lacko Konstantin Kravčuk Blaž Kavčič Ismar Gorčić                   |
| 23 marzo  | The Jersey International 2009 Jersey, Gran Bretagna Serie regolari 42 500 € - Cemento (i) - 32S/22Q/16D Singolare – Doppio                         | Daniel Evans 6–3, 6–2                                     | Jan Minář                              | Sébastien de Chaunac Alex Bogdanović    | Adrian Mannarino Andrea Stoppini Daniel Cox Stéphane Robert               |
| 23 marzo  | The Jersey International 2009 Jersey, Gran Bretagna Serie regolari 42 500 € - Cemento (i) - 32S/22Q/16D Singolare – Doppio                         | Eric Butorac Travis Rettenmaier 6–4, 6–3                  | Colin Fleming Ken Skupski              | Sébastien de Chaunac Alex Bogdanović    | Adrian Mannarino Andrea Stoppini Daniel Cox Stéphane Robert               |
| 23 marzo  | SAT Khorat Open 2009 Khorat, Thailandia Serie regolari 50 000 $ - Cemento - 32S/22Q/16D Singolare – Doppio                                         | Andreas Beck 7–5, 6–3                                     | Filip Prpic                            | Rajeev Ram Marsel İlhan                 | Paolo Lorenzi Noam Okun Izak van der Merwe Gō Soeda                       |
| 23 marzo  | SAT Khorat Open 2009 Khorat, Thailandia Serie regolari 50 000 $ - Cemento - 32S/22Q/16D Singolare – Doppio                                         | Rohan Bopanna Aisam-ul-Haq Qureshi 6–3, 6(5)–7, [10–5]    | Sanchai Ratiwatana Sonchat Ratiwatana  | Rajeev Ram Marsel İlhan                 | Paolo Lorenzi Noam Okun Izak van der Merwe Gō Soeda                       |
| 30 marzo  | Tennis Napoli Cup 2009 Napoli, Italia Serie regolari 85 000 €+H - Terra rossa - 32S/32Q/16D Singolare – Doppio                                     | Pablo Cuevas 6–1, 6–3                                     | Victor Crivoi                          | Fabio Fognini Pablo Andújar             | Andrej Golubev Marcos Daniel Federico Delbonis Santiago Ventura           |
| 30 marzo  | Tennis Napoli Cup 2009 Napoli, Italia Serie regolari 85 000 €+H - Terra rossa - 32S/32Q/16D Singolare – Doppio                                     | Pablo Cuevas David Marrero 6–4, 6–3                       | Lukáš Rosol Frank Moser                | Fabio Fognini Pablo Andújar             | Andrej Golubev Marcos Daniel Federico Delbonis Santiago Ventura           |
| 30 marzo  | Open Prévadiès 2009 Saint-Brieuc, Francia Serie regolari 30 000 €+H - Terra rossa (i) - 32S/20Q/16D Singolare – Doppio                             | Josselin Ouanna 7–5, 1–6, 6–4                             | Adrian Mannarino                       | Jurij Ščukin Andrea Stoppini            | Grega Žemlja Jean-René Lisnard Thierry Ascione Juan Pablo Brzezicki       |
| 30 marzo  | Open Prévadiès 2009 Saint-Brieuc, Francia Serie regolari 30 000 €+H - Terra rossa (i) - 32S/20Q/16D Singolare – Doppio                             | David Martin Simone Stadler 6–3, 6–2                      | Peter Luczak Joseph Sirianni           | Jurij Ščukin Andrea Stoppini            | Grega Žemlja Jean-René Lisnard Thierry Ascione Juan Pablo Brzezicki       |

### Aprile

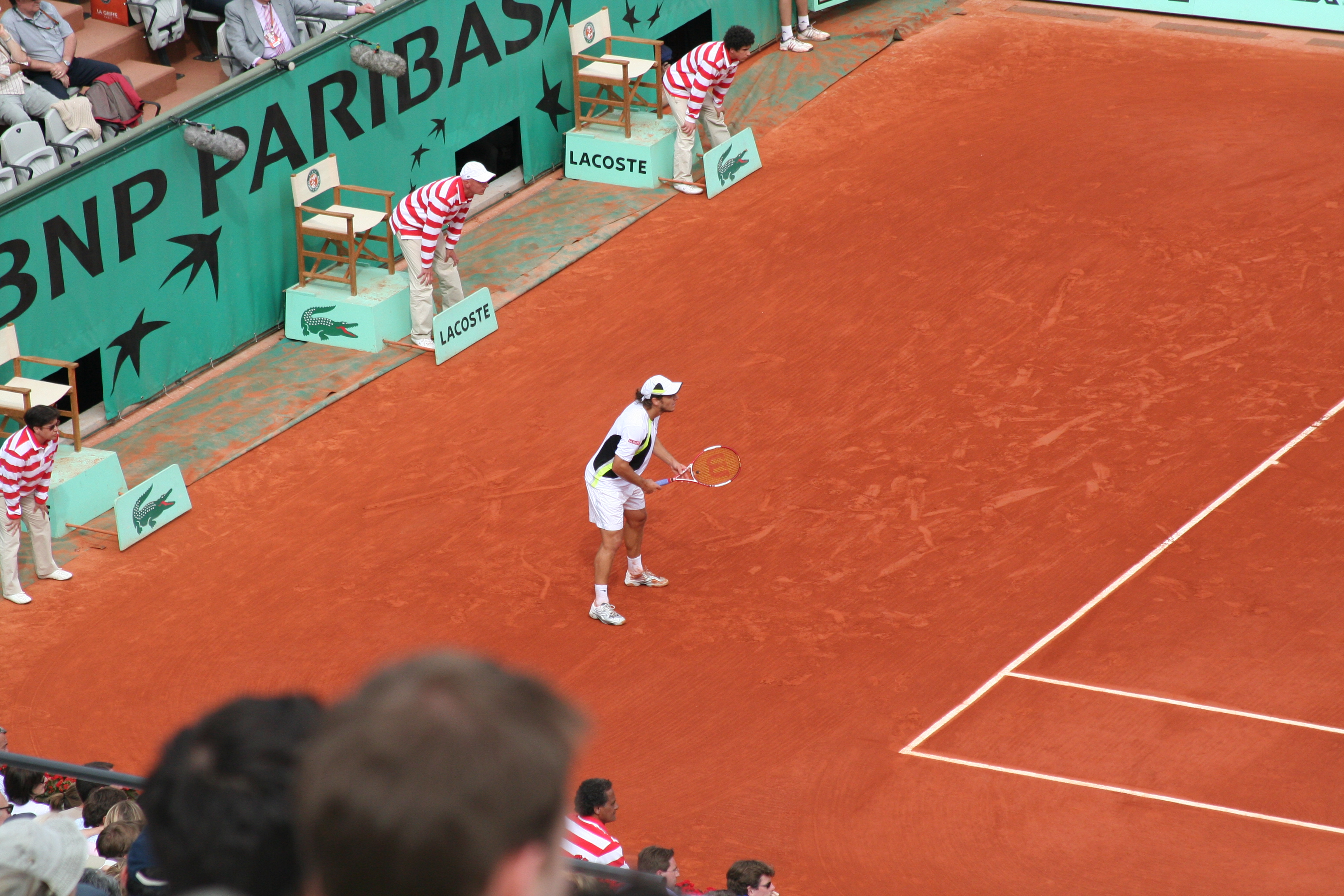
Gaston Gaudio (qui al Roland Garros) vince in aprile il Tunis Open, torneo tra quelli della Trentorn SERIE+.

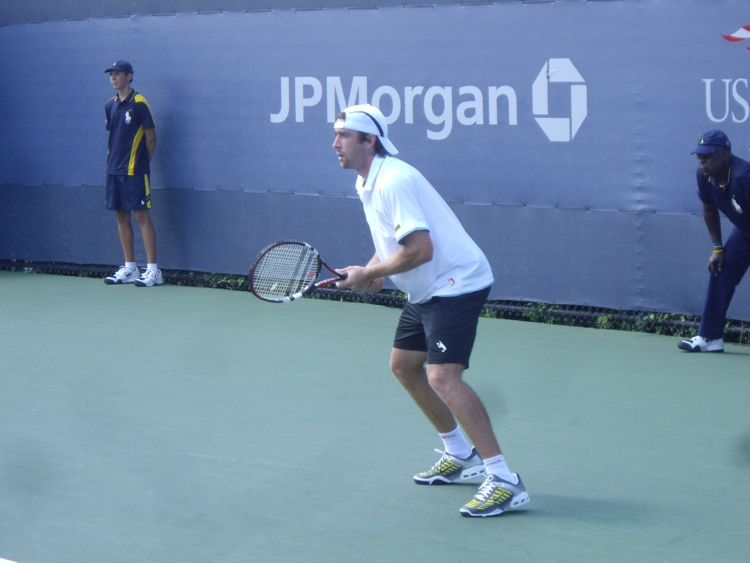
Ancora Benjamin Becker, che in aprile coglie ben due successi in singolare, a Baton Rouge e a Rodi, quest'ultimo facente parte dei tornei Trentorn SERIE+.

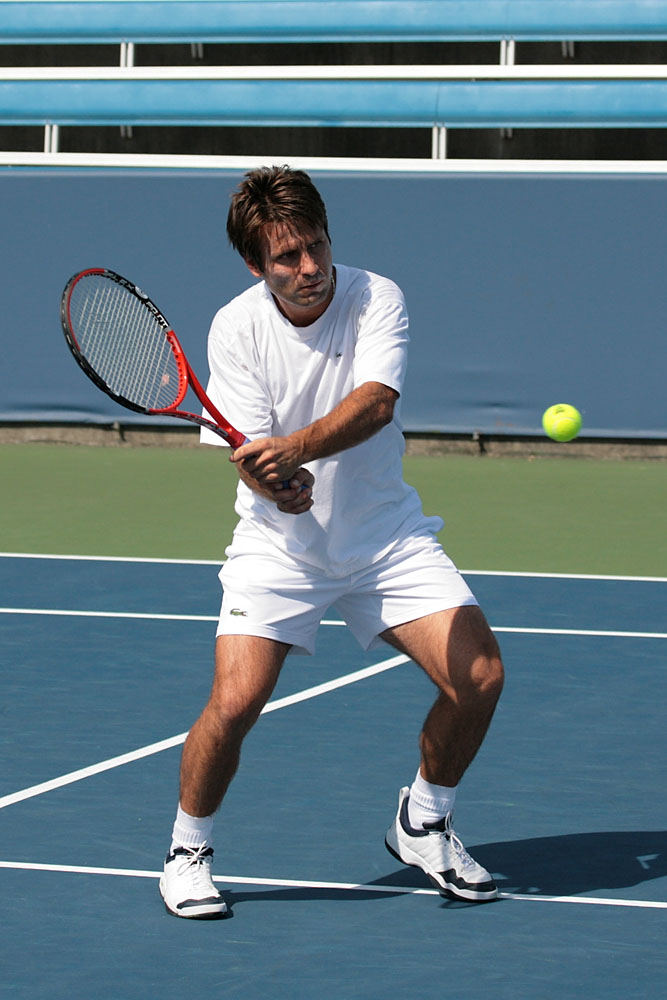
Fabrice Santoro, vincitore al Soweto Open in Sudafrica, torneo da 100000 $.

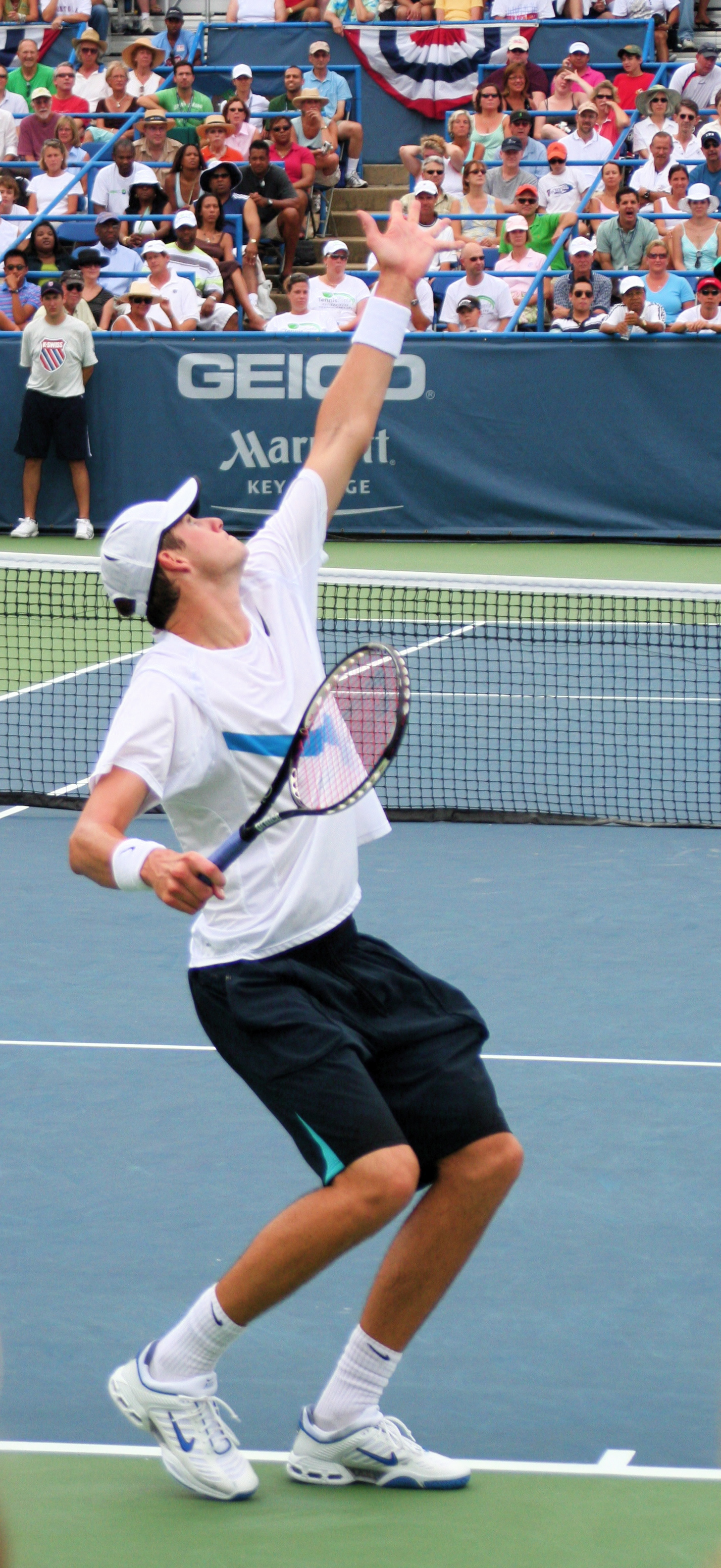
John Isner, giovane statunitense, vincitore al Tallahassee Tennis Challenger a Tallahassee, Florida, Stati Uniti.

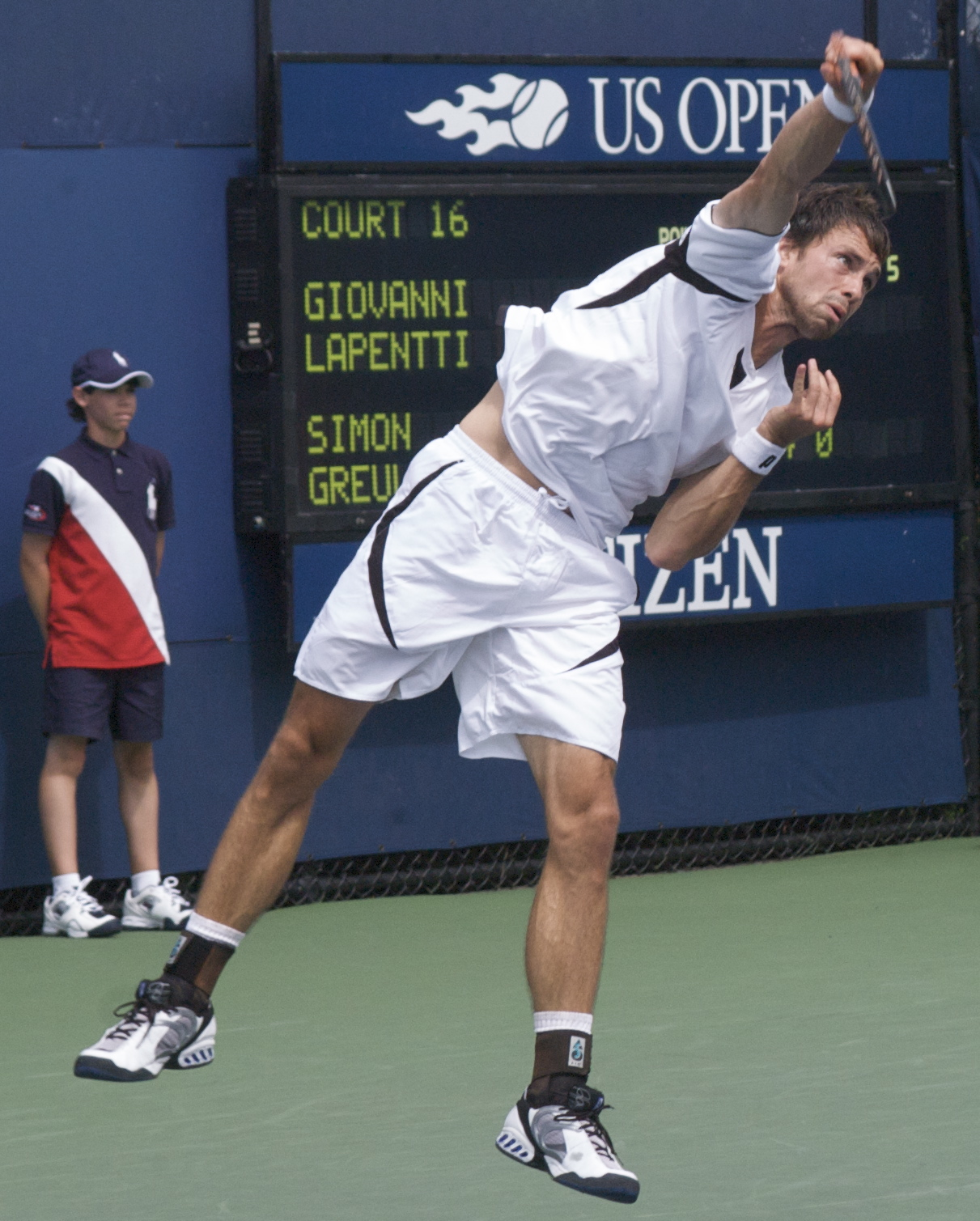
Simon Greul, che in aprile coglie due successi in doppio, entrambi a Roma, il primo al Rai Open e il secondo al Roma Open Garden.

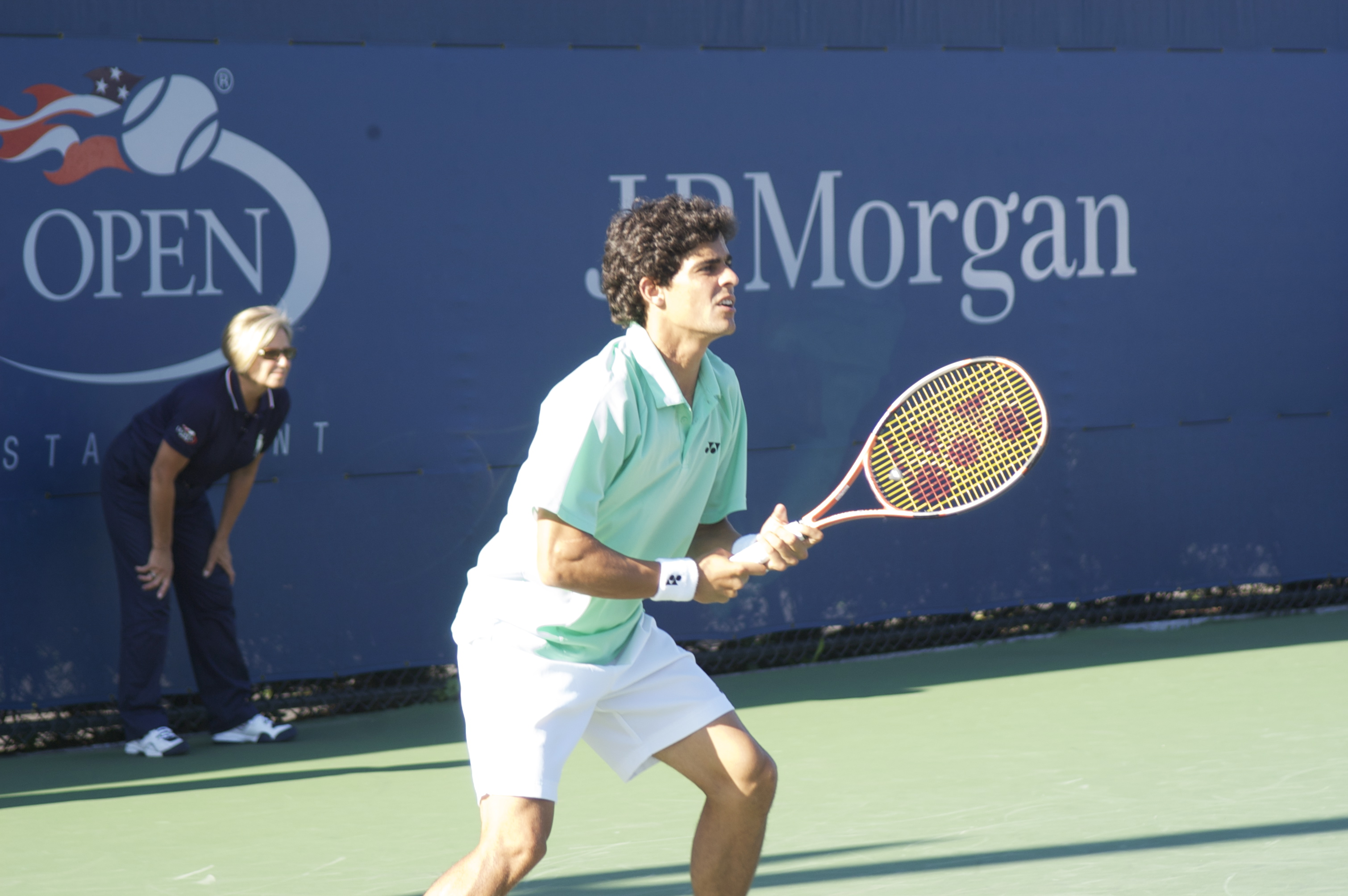
Rui Machado, che coglie il secondo successo stagionale ad Atene.

| Settimana | Torneo | Campione                                              | Finalista                            | Semifinalisti                      | Quarti                                                                                       |
| --------- | --- | ----------------------------------------------------- | ------------------------------------ | ---------------------------------- | -------------------------------------------------------------------------------------------- |
| 6 aprile  | San Luis Potosí Challenger 2009 San Luis Potosí, Messico Serie regolari 35 000 $+H - Terra rossa - 32S/32Q/16D Singolare – Doppio                  | Santiago Giraldo 6–2, 6(3)–7, 6–2                     | Paolo Lorenzi                        | Santiago González Mariano Puerta   | Horacio Zeballos Franco Ferreiro Víctor Estrella Burgos Rainer Eitzinger                     |
| 6 aprile  | San Luis Potosí Challenger 2009 San Luis Potosí, Messico Serie regolari 35 000 $+H - Terra rossa - 32S/32Q/16D Singolare – Doppio                  | Santiago González Horacio Zeballos 6–2, 7–6(5)        | Franco Ferreiro Júlio Silva          | Santiago González Mariano Puerta   | Horacio Zeballos Franco Ferreiro Víctor Estrella Burgos Rainer Eitzinger                     |
| 6 aprile  | Internazionali di Tennis Monza e Brianza 2009 Monza, Italia Serie regolari 30 000 €+H - Terra rossa - 32S/32Q/16D Singolare – Doppio               | David Marrero 5–7, 6–4, 6–4                           | Antonio Veić                         | Alessio Di Mauro Jean-René Lisnard | Alexander Flock Julian Reister Albert Ramos Viñolas Viñolas Viñolas Viñolas Adrian Mannarino |
| 6 aprile  | Internazionali di Tennis Monza e Brianza 2009 Monza, Italia Serie regolari 30 000 €+H - Terra rossa - 32S/32Q/16D Singolare – Doppio               | James Auckland Travis Rettenmaier 7–5, 6(6)–7, [10–4] | Dušan Karol Jaroslav Pospíšil        | Alessio Di Mauro Jean-René Lisnard | Alexander Flock Julian Reister Albert Ramos Viñolas Viñolas Viñolas Viñolas Adrian Mannarino |
| 6 aprile  | Athens Open Challenger 2009 Atene, Grecia Serie regolari 85 000 €+H - Cemento - 32S/32Q/16D Singolare – Doppio                                     | Rui Machado 6–3, 7–6(4)                               | Daniel Muñoz de la Nava              | Jan Hájek Daniel Brands            | Dominik Hrbatý Alexandre Sidorenko Konstantinos Economidis Denis Istomin                     |
| 6 aprile  | Athens Open Challenger 2009 Atene, Grecia Serie regolari 85 000 €+H - Cemento - 32S/32Q/16D Singolare – Doppio                                     | Rameez Junaid Philipp Marx 6–4, 6–3                   | Jesse Huta Galung Rui Machado        | Jan Hájek Daniel Brands            | Dominik Hrbatý Alexandre Sidorenko Konstantinos Economidis Denis Istomin                     |
| 6 aprile  | Baton Rouge Pro Tennis Classic 2009 Baton Rouge, Stati Uniti Singolare – Doppio                                                                    | Benjamin Becker 6–2, 3–6, 6–4                         | Rajeev Ram                           | Samuel Groth Marinko Matosevic     | Lester Cook Conor Niland Benedikt Dorsch Matthias Bachinger                                  |
| 6 aprile  | Baton Rouge Pro Tennis Classic 2009 Baton Rouge, Stati Uniti Singolare – Doppio                                                                    | Rajeev Ram Bobby Reynolds 6–3, 6(6)–7, [10–3]         | Harsh Mankad Scott Oudsema           | Samuel Groth Marinko Matosevic     | Lester Cook Conor Niland Benedikt Dorsch Matthias Bachinger                                  |
| 13 aprile | Abierto Internacional Varonil Club Casablanca 2009 Città del Messico, Messico Serie regolari 35 000 $+H - Cemento - 32S/32Q/16D Singolare – Doppio | Dick Norman 6–4, 6(6)–7, 7–5                          | Marcel Felder                        | Danai Udomchoke Kyu Tae Im         | Michael Lammer Giovanni Lapentti Prakash Amritraj Dawid Olejniczak                           |
| 13 aprile | Abierto Internacional Varonil Club Casablanca 2009 Città del Messico, Messico Serie regolari 35 000 $+H - Cemento - 32S/32Q/16D Singolare – Doppio | Sanchai Ratiwatana Sonchat Ratiwatana 6–3, 6–3        | Víctor Estrella Burgos João Souza    | Danai Udomchoke Kyu Tae Im         | Michael Lammer Giovanni Lapentti Prakash Amritraj Dawid Olejniczak                           |
| 13 aprile | Rai Open 2009 Roma, Italia Serie regolari 30 000 €+H - Terra rossa - 32S/32Q/16D Singolare – Doppio                                                | Sebastián Decoud 7–6(2), 6–1                          | Simon Greul                          | Marco Crugnola Éric Prodon         | Tomas Tenconi Andrea Arnaboldi Jiří Vaněk Jesse Huta Galung                                  |
| 13 aprile | Rai Open 2009 Roma, Italia Serie regolari 30 000 €+H - Terra rossa - 32S/32Q/16D Singolare – Doppio                                                | Simon Greul Alessandro Motti 6–4, 7–5                 | Daniele Bracciali Filippo Volandri   | Marco Crugnola Éric Prodon         | Tomas Tenconi Andrea Arnaboldi Jiří Vaněk Jesse Huta Galung                                  |
| 13 aprile | Soweto Open 2009 Johannesburg, Sudafrica Serie regolari 100 000 $+H - Cemento - 32S/24Q/16D Singolare – Doppio                                     | Fabrice Santoro 7–5, 6–4                              | Rik De Voest                         | Thiago Alves Fritz Wolmarans       | Nicolas Mahut Harel Levy Karol Beck Joseph Sirianni                                          |
| 13 aprile | Soweto Open 2009 Johannesburg, Sudafrica Serie regolari 100 000 $+H - Cemento - 32S/24Q/16D Singolare – Doppio                                     | George Bastl Chris Guccione 6–2, 4–6, [11–9]          | Michail Elgin Aleksandr Kudrjavcev   | Thiago Alves Fritz Wolmarans       | Nicolas Mahut Harel Levy Karol Beck Joseph Sirianni                                          |
| 20 aprile | Sofia Cup 2009 Sofia, Bulgaria Serie regolari 85 000 € - Terra rossa - 32S/32Q/16D Singolare – Doppio                                              | Ivo Minář 6–4, 6–3                                    | Florian Mayer                        | Alexandre Sidorenko Steve Darcis   | Andreas Haider-Maurer Roko Karanušić Olivier Rochus Lukáš Rosol                              |
| 20 aprile | Sofia Cup 2009 Sofia, Bulgaria Serie regolari 85 000 € - Terra rossa - 32S/32Q/16D Singolare – Doppio                                              | Dominik Hrbatý David Škoch 6–2, 6–4                   | James Auckland Peter Luczak          | Alexandre Sidorenko Steve Darcis   | Andreas Haider-Maurer Roko Karanušić Olivier Rochus Lukáš Rosol                              |
| 20 aprile | Tallahassee Tennis Challenger 2009 Tallahassee, Stati Uniti Serie regolari 50 000 $ - Cemento - 32S/32Q/16D/4Q Singolare – Doppio                  | John Isner 7–5, 6–4                                   | Donald Young                         | Danai Udomchoke Robert Kendrick    | Ryan Sweeting Prakash Amritraj Kyu Tae Im Marinko Matosevic                                  |
| 20 aprile | Tallahassee Tennis Challenger 2009 Tallahassee, Stati Uniti Serie regolari 50 000 $ - Cemento - 32S/32Q/16D/4Q Singolare – Doppio                  | Eric Butorac Scott Lipsky 6–1, 6–4                    | Colin Fleming Ken Skupski            | Danai Udomchoke Robert Kendrick    | Ryan Sweeting Prakash Amritraj Kyu Tae Im Marinko Matosevic                                  |
| 20 aprile | Roma Open 2009 Roma, Italia Serie regolari 30 000 €+H - Terra rossa - 32S/32Q/16D Singolare – Doppio                                               | Daniel Köllerer 6–3, 6–3                              | Andreas Vinciguerra                  | Paolo Lorenzi Filippo Volandri     | Ilia Bozoljac Victor Crivoi Michael Russell Jiří Vaněk                                       |
| 20 aprile | Roma Open 2009 Roma, Italia Serie regolari 30 000 €+H - Terra rossa - 32S/32Q/16D Singolare – Doppio                                               | Simon Greul Christopher Kas 4–6, 7–6(2), [10–2]       | Johan Brunström Jean-Julien Rojer    | Paolo Lorenzi Filippo Volandri     | Ilia Bozoljac Victor Crivoi Michael Russell Jiří Vaněk                                       |
| 27 aprile | Tunis Open 2009 Tunisi, Tunisia Tretorn SERIE+ 125 000 $+H - Terra rossa - 32S/32Q/16D Singolare – Doppio                                          | Gastón Gaudio 6–2, 1–6, 6–3                           | Frederico Gil                        | Jarkko Nieminen Roko Karanušić     | Guillermo Cañas Alexandre Sidorenko Rui Machado Diego Junqueira                              |
| 27 aprile | Tunis Open 2009 Tunisi, Tunisia Tretorn SERIE+ 125 000 $+H - Terra rossa - 32S/32Q/16D Singolare – Doppio                                          | Brian Dabul Leonardo Mayer 6–4, 7–6(6)                | Johan Brunström Jean-Julien Rojer    | Jarkko Nieminen Roko Karanušić     | Guillermo Cañas Alexandre Sidorenko Rui Machado Diego Junqueira                              |
| 27 aprile | Prosperita Open 2009 Ostrava, Repubblica Ceca Serie regolari 42 500 € - Terra rossa - 32S/32Q/16D Singolare – Doppio                               | Jan Hájek 7–5, 6–1                                    | Ivan Dodig                           | Steve Darcis David Marrero         | Łukasz Kubot Lukáš Rosol Olivier Rochus Jiří Vaněk                                           |
| 27 aprile | Prosperita Open 2009 Ostrava, Repubblica Ceca Serie regolari 42 500 € - Terra rossa - 32S/32Q/16D Singolare – Doppio                               | Jan Hájek Robin Vik 6–2, 6–4                          | Matúš Horečný Tomáš Janči            | Steve Darcis David Marrero         | Łukasz Kubot Lukáš Rosol Olivier Rochus Jiří Vaněk                                           |
| 27 aprile | Aegean Tennis Cup 2009 Rodi, Grecia Tretorn SERIE+ 85 000 €+H - Cemento - 32S/23Q/16D Singolare – Doppio                                           | Benjamin Becker 7–5, 6–3                              | Simon Stadler                        | Prakash Amritraj Thiago Alves      | Dudi Sela Benedikt Dorsch Brendan Evans Rohan Bopanna                                        |
| 27 aprile | Aegean Tennis Cup 2009 Rodi, Grecia Tretorn SERIE+ 85 000 €+H - Cemento - 32S/23Q/16D Singolare – Doppio                                           | Karol Beck Jaroslav Levinský 6–3, 6–3                 | Rajeev Ram Bobby Reynolds            | Prakash Amritraj Thiago Alves      | Dudi Sela Benedikt Dorsch Brendan Evans Rohan Bopanna                                        |
| 27 aprile | Open Pereira 2009 Pereira, Colombia Serie regolari 35 000 $+H - Terra rossa - 32S/30Q/16D Singolare – Doppio                                       | Alejandro Falla 6–4, 4–6, 6–2                         | Horacio Zeballos                     | Mariano Puerta João Souza          | Eduardo Struvay James Ward Giovanni Lapentti Santiago Giraldo                                |
| 27 aprile | Open Pereira 2009 Pereira, Colombia Serie regolari 35 000 $+H - Terra rossa - 32S/30Q/16D Singolare – Doppio                                       | Víctor Estrella Burgos João Souza 6–4, 6–4            | Juan Sebastián Cabal Alejandro Falla | Mariano Puerta João Souza          | Eduardo Struvay James Ward Giovanni Lapentti Santiago Giraldo                                |
| 27 aprile | Open Costa Adeje - Isla de Tenerife 2009 Tenerife, Spagna Serie regolari 30 000 €+H - Cemento - 32S/28Q/16D Singolare – Doppio                     | Marco Chiudinelli 6–3, 6–4                            | Paolo Lorenzi                        | Iván Navarro Philipp Petzschner    | Lu Yen-hsun Björn Rehnquist Michael Lammer Michael Yani                                      |
| 27 aprile | Open Costa Adeje - Isla de Tenerife 2009 Tenerife, Spagna Serie regolari 30 000 €+H - Cemento - 32S/28Q/16D Singolare – Doppio                     | Philipp Petzschner Alexander Peya 6–2, 3–6, [10–4]    | James Auckland Joshua Goodall        | Iván Navarro Philipp Petzschner    | Lu Yen-hsun Björn Rehnquist Michael Lammer Michael Yani                                      |

### Maggio

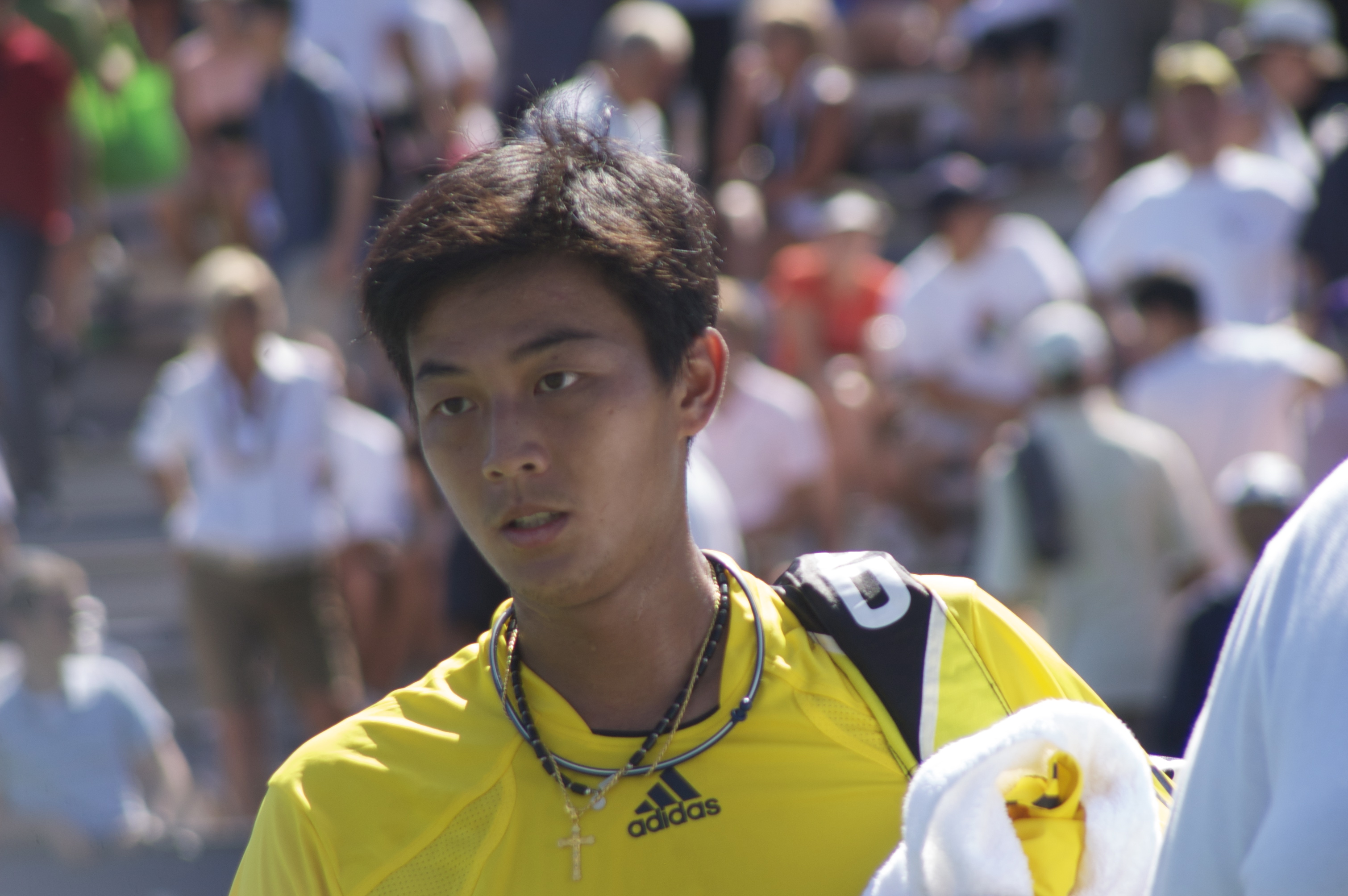
Lu Yen-hsun, giocatore di Taiwan, ha vinto l'Israel Open, valido per la Trentorn SERIE+.

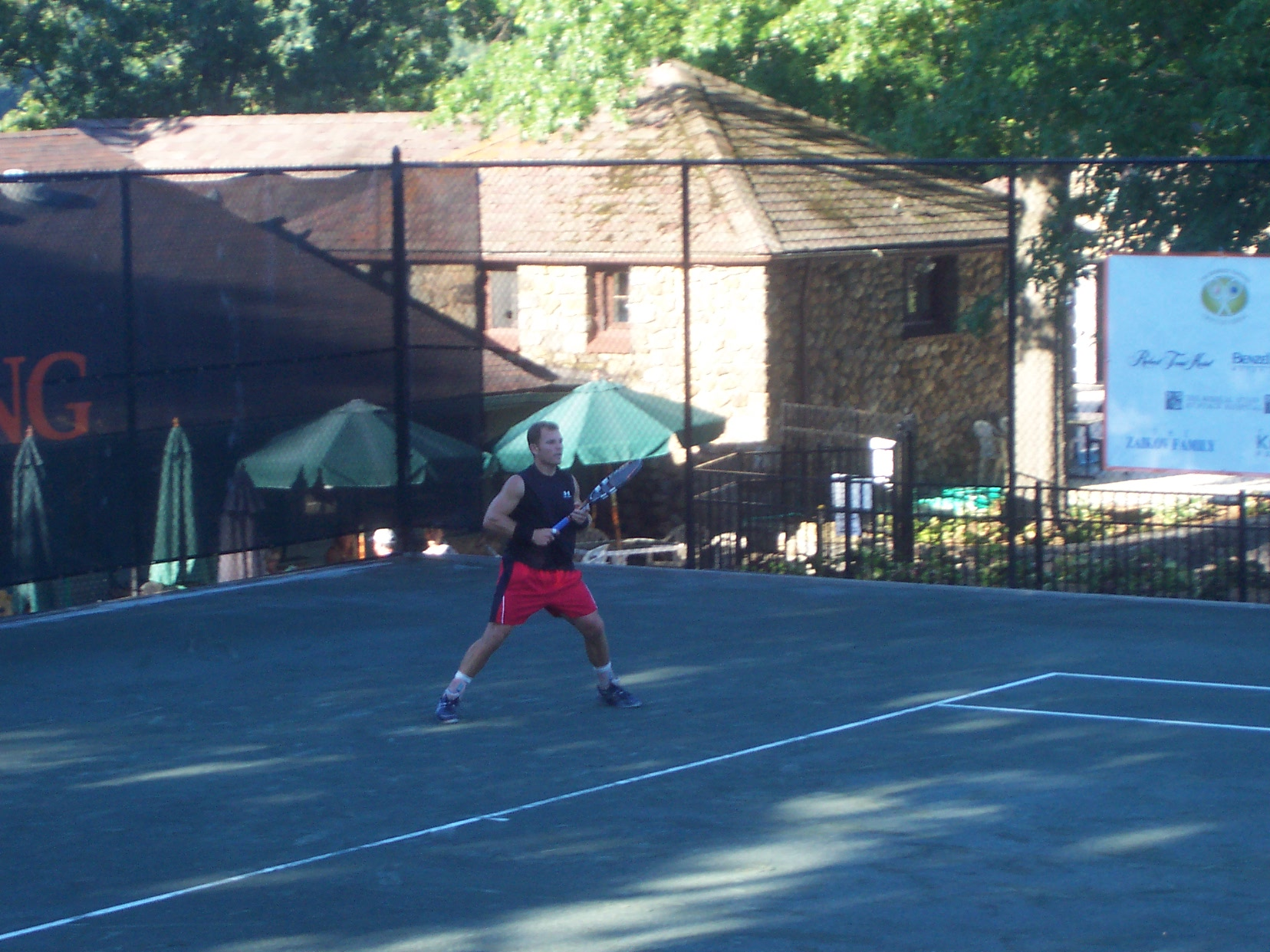
Michael Russell, vincitore di due tornei del singolare nel mese di maggio, il Tail Savannah Challenger e il LA Tennis Open USTA Men's Challenger.

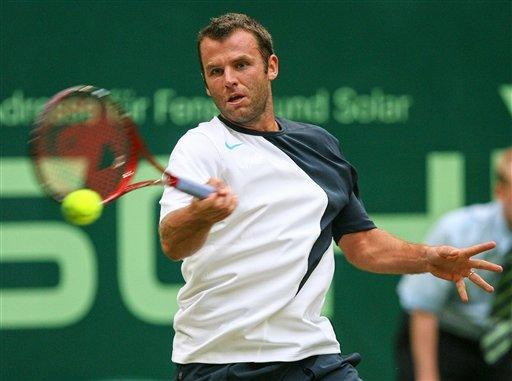
Marc Gicquel, vincitore del Tournoi International de Tennis de Bordeaux, in Francia.

| Settimana | Torneo | Campione                                                    | Finalista                                  | Semifinalisti                         | Quarti                                                                      |
| --------- | --- | ----------------------------------------------------------- | ------------------------------------------ | ------------------------------------- | --------------------------------------------------------------------------- |
| 4 maggio  | Israel Open 2009 Ramat HaSharon, Israele Tretorn SERIE+ 100 000 $ - Cemento - 32S/32Q/16D Singolare – Doppio                      | Lu Yen-hsun 6–3, 3–1 rit                                    | Benjamin Becker                            | Marinko Matosevic Simon Stadler       | Dudi Sela Harel Levy Marsel İlhan Benedikt Dorsch                           |
| 4 maggio  | Israel Open 2009 Ramat HaSharon, Israele Tretorn SERIE+ 100 000 $ - Cemento - 32S/32Q/16D Singolare – Doppio                      | George Bastl Chris Guccione 7–5, 7–6(6)                     | Jonathan Erlich Andy Ram                   | Marinko Matosevic Simon Stadler       | Dudi Sela Harel Levy Marsel İlhan Benedikt Dorsch                           |
| 4 maggio  | Savannah Challenger 2009 Savannah, Stati Uniti Regular series 50 000 $ - Terra verde - 32S/20Q/16D/4Q Singolare – Doppio          | Michael Russell 6–4, 7–6(6)                                 | Alex Kuznetsov                             | Kevin Kim Jesse Levine                | Fritz Wolmarans John Isner Marcel Felder Ryler DeHeart                      |
| 4 maggio  | Savannah Challenger 2009 Savannah, Stati Uniti Regular series 50 000 $ - Terra verde - 32S/20Q/16D/4Q Singolare – Doppio          | Carsten Ball Travis Rettenmaier 7–6(4), 6–4                 | Harsh Mankad Kaes Van't Hof                | Kevin Kim Jesse Levine                | Fritz Wolmarans John Isner Marcel Felder Ryler DeHeart                      |
| 4 maggio  | Sanremo Tennis Cup 2009 Sanremo, Italia Regular series 30 000 €+H - Terra rossa - 32S/20Q/16D Singolare – Doppio                  | Kevin Anderson 2–6, 6–2, 7–5                                | Blaž Kavčič                                | Jurij Ščukin Daniele Bracciali        | Ilia Bozoljac Miguel Ángel López Jaén Juan Pablo Brzezicki Daniele Giorgini |
| 4 maggio  | Sanremo Tennis Cup 2009 Sanremo, Italia Regular series 30 000 €+H - Terra rossa - 32S/20Q/16D Singolare – Doppio                  | Jurij Ščukin Dmitrij Sitak 6–4, 7–6(4)                      | Daniele Bracciali Giancarlo Petrazzuolo    | Jurij Ščukin Daniele Bracciali        | Ilia Bozoljac Miguel Ángel López Jaén Juan Pablo Brzezicki Daniele Giorgini |
| 11 maggio | Zagreb Open 2009 Zagabria, Croazia Regular series 50 000 €+H - Terra rossa - 32S/32Q/16D Singolare – Doppio                       | Marcos Daniel 6–3, 6–4                                      | Olivier Rochus                             | Nicolas Devilder Ricardo Hocevar      | Ilia Bozoljac Brian Dabul Boris Pašanski Roko Karanušić                     |
| 11 maggio | Zagreb Open 2009 Zagabria, Croazia Regular series 50 000 €+H - Terra rossa - 32S/32Q/16D Singolare – Doppio                       | Peter Luczak Alessandro Motti 6–4, 6–4                      | Brendan Evans Ryan Sweeting                | Nicolas Devilder Ricardo Hocevar      | Ilia Bozoljac Brian Dabul Boris Pašanski Roko Karanušić                     |
| 11 maggio | Busan Open Challenger 2009 Pusan, Corea del Sud Regular series 75 000 $+H - Cemento - 32S/32Q/16D Singolare – Doppio              | Danai Udomchoke 6–2, 6–2                                    | Blaž Kavčič                                | Kyu Tae Im Florian Mayer              | Toshihide Matsui Aisam-ul-Haq Qureshi Lukáš Lacko Samuel Groth              |
| 11 maggio | Busan Open Challenger 2009 Pusan, Corea del Sud Regular series 75 000 $+H - Cemento - 32S/32Q/16D Singolare – Doppio              | Sanchai Ratiwatana Sonchat Ratiwatana 6–4, 6–2              | Tasuku Iwami Toshihide Matsui              | Kyu Tae Im Florian Mayer              | Toshihide Matsui Aisam-ul-Haq Qureshi Lukáš Lacko Samuel Groth              |
| 11 maggio | Aberto de Tênis de Santa Catarina 2009 Blumenau, Brasile Regular series 35 000 $+H - Terra rossa - 32S/32Q/16D Singolare – Doppio | Marcelo Demoliner 6–1, 6–0                                  | Rogério Dutra da Silva                     | Leonardo Tavares Eric Gomes           | Júlio Silva Marcel Felder David Savic Daniel Silva                          |
| 11 maggio | Aberto de Tênis de Santa Catarina 2009 Blumenau, Brasile Regular series 35 000 $+H - Terra rossa - 32S/32Q/16D Singolare – Doppio | Marcelo Demoliner Rodrigo Guidolin 7–5, 4–6, [13–11]        | Rogério Dutra da Silva Júlio Silva         | Leonardo Tavares Eric Gomes           | Júlio Silva Marcel Felder David Savic Daniel Silva                          |
| 11 maggio | BNP Paribas Primrose 2009 Bordeaux, Francia Regular series 85 000 €+H - Terra rossa - 32S/25Q/16D Singolare – Doppio              | Marc Gicquel 3–6, 6–1, 6–4                                  | Mathieu Montcourt                          | Laurent Recouderc Andrej Golubev      | Gastón Gaudio Arnaud Clément Josselin Ouanna Jurij Ščukin                   |
| 11 maggio | BNP Paribas Primrose 2009 Bordeaux, Francia Regular series 85 000 €+H - Terra rossa - 32S/25Q/16D Singolare – Doppio              | Pablo Cuevas Horacio Zeballos 4–6, 6–4, [10–4]              | Xavier Pujo Stéphane Robert                | Laurent Recouderc Andrej Golubev      | Gastón Gaudio Arnaud Clément Josselin Ouanna Jurij Ščukin                   |
| 11 maggio | Izmir Cup 2009 Smirne, Turchia Regular series 64 000 €+H - Cemento - 32S/31Q/16D Singolare – Doppio                               | Andrea Stoppini 7–6(5), 6–2                                 | Marsel İlhan                               | Harel Levy Joachim Johansson          | Paolo Lorenzi Pavel Šnobel Joshua Goodall Dominik Meffert                   |
| 11 maggio | Izmir Cup 2009 Smirne, Turchia Regular series 64 000 €+H - Cemento - 32S/31Q/16D Singolare – Doppio                               | Jonathan Erlich Harel Levy 6–3, 6–3                         | Prakash Amritraj Rajeev Ram                | Harel Levy Joachim Johansson          | Paolo Lorenzi Pavel Šnobel Joshua Goodall Dominik Meffert                   |
| 11 maggio | Sarasota Open 2009 Sarasota, Stati Uniti Regular series 50 000 $ - Terra verde - 32S/28Q/16D Singolare – Doppio                   | James Ward 7–6(4), 4–6, 6–3                                 | Carsten Ball                               | Xavier Malisse Michael Yani           | Ryan Harrison Éric Prodon Michael Russell Jonathan Dasnieres de Veigy       |
| 11 maggio | Sarasota Open 2009 Sarasota, Stati Uniti Regular series 50 000 $ - Terra verde - 32S/28Q/16D Singolare – Doppio                   | Víctor Estrella Burgos Santiago González 6–2, 6–4           | Harsh Mankad Kaes Van't Hof                | Xavier Malisse Michael Yani           | Ryan Harrison Éric Prodon Michael Russell Jonathan Dasnieres de Veigy       |
| 18 maggio | Fergana Challenger 2009 Fergana, Uzbekistan Regular series 35 000 €+H - Cemento - 32S/27Q/16D Singolare – Doppio                  | Lukáš Lacko 4–6, 7–5, 7–6(4)                                | Samuel Groth                               | Illja Marčenko Evgenij Kirillov       | Danai Udomchoke Pierre-Ludovic Duclos Aleksandr Kudrjavcev Artem Sitak      |
| 18 maggio | Fergana Challenger 2009 Fergana, Uzbekistan Regular series 35 000 €+H - Cemento - 32S/27Q/16D Singolare – Doppio                  | Pavel Chekhov Alexey Kedriouk 4–6, 6–3, [10–5]              | Pierre-Ludovic Duclos Aisam-ul-Haq Qureshi | Illja Marčenko Evgenij Kirillov       | Danai Udomchoke Pierre-Ludovic Duclos Aleksandr Kudrjavcev Artem Sitak      |
| 18 maggio | Cremona Challenger 2009 Cremona, Italia Regular series 30 000 €+H - Cemento - 32S/18Q/16D Singolare – Doppio                      | Benjamin Becker 7–6(3), 6–1                                 | Izak van der Merwe                         | Marco Chiudinelli Stefano Galvani     | Grigor Dimitrov Nick Lindahl Conor Niland Jan Minář                         |
| 18 maggio | Cremona Challenger 2009 Cremona, Italia Regular series 30 000 €+H - Cemento - 32S/18Q/16D Singolare – Doppio                      | Colin Fleming Ken Skupski 6–2, 6–1                          | Daniele Bracciali Alessandro Motti         | Marco Chiudinelli Stefano Galvani     | Grigor Dimitrov Nick Lindahl Conor Niland Jan Minář                         |
| 25 maggio | Baden Open 2009 Karlsruhe, Germania Regular series 30 000 €+H - Terra rossa - 32S/32Q/16D Singolare – Doppio                      | Florian Mayer 6–2, 6–4                                      | Dustin Brown                               | Julian Reister Dominik Meffert        | Matthias Bachinger Ričardas Berankis Niels Desein Pere Riba                 |
| 25 maggio | Baden Open 2009 Karlsruhe, Germania Regular series 30 000 €+H - Terra rossa - 32S/32Q/16D Singolare – Doppio                      | Rameez Junaid Philipp Marx 7–5, 6–4                         | Tomasz Bednarek Aisam-ul-Haq Qureshi       | Julian Reister Dominik Meffert        | Matthias Bachinger Ričardas Berankis Niels Desein Pere Riba                 |
| 25 maggio | Alessandria Challenger 2009 Alessandria, Italia Regular series 30 000 €+H - Terra rossa - 32S/14Q/16D Singolare – Doppio          | Blaž Kavčič 7–5, 6–3                                        | Jesse Levine                               | Rubén Ramírez Hidalgo Alejandro Falla | Stéphane Robert Marco Crugnola Ricardo Hocevar Daniel Munoz-de La Nava      |
| 25 maggio | Alessandria Challenger 2009 Alessandria, Italia Regular series 30 000 €+H - Terra rossa - 32S/14Q/16D Singolare – Doppio          | Rubén Ramírez Hidalgo Jose Antonio Sanchez-de Luna 6–4, 6–2 | Martín Alund Guillermo Hormazábal          | Rubén Ramírez Hidalgo Alejandro Falla | Stéphane Robert Marco Crugnola Ricardo Hocevar Daniel Munoz-de La Nava      |
| 25 maggio | USTA LA Tennis Open 2009 Carson, Stati Uniti Regular series 50 000 $ - Cemento - 32S/32Q/16D/4Q Singolare – Doppio                | Michael Russell 6–1, 6–1                                    | Michael Yani                               | Michael Ryderstedt Lester Cook        | Fritz Wolmarans Nick Lindahl Jesse Witten Danai Udomchoke                   |
| 25 maggio | USTA LA Tennis Open 2009 Carson, Stati Uniti Regular series 50 000 $ - Cemento - 32S/32Q/16D/4Q Singolare – Doppio                | Harsh Mankad Frederik Nielsen 6–4, 6–4                      | Carsten Ball Travis Rettenmaier            | Michael Ryderstedt Lester Cook        | Fritz Wolmarans Nick Lindahl Jesse Witten Danai Udomchoke                   |

### Giugno

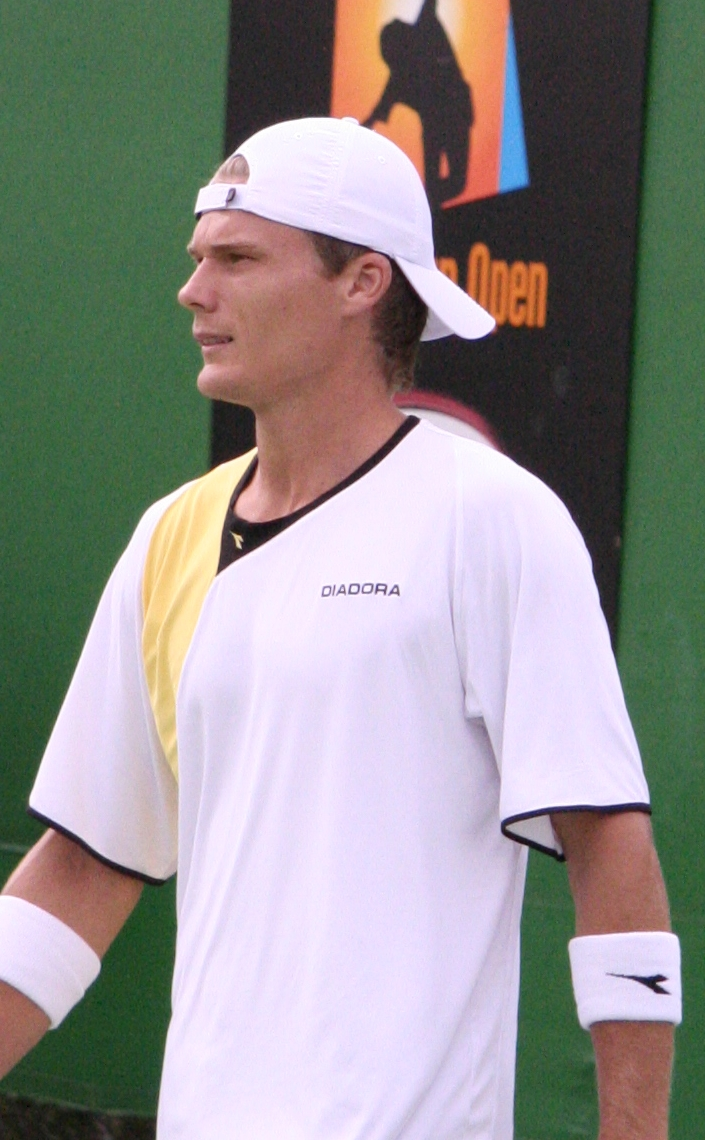
L'australiano Peter Luczak vincitore del primo torneo di giugno, il Schickedanz Open a Fürth, Germania.

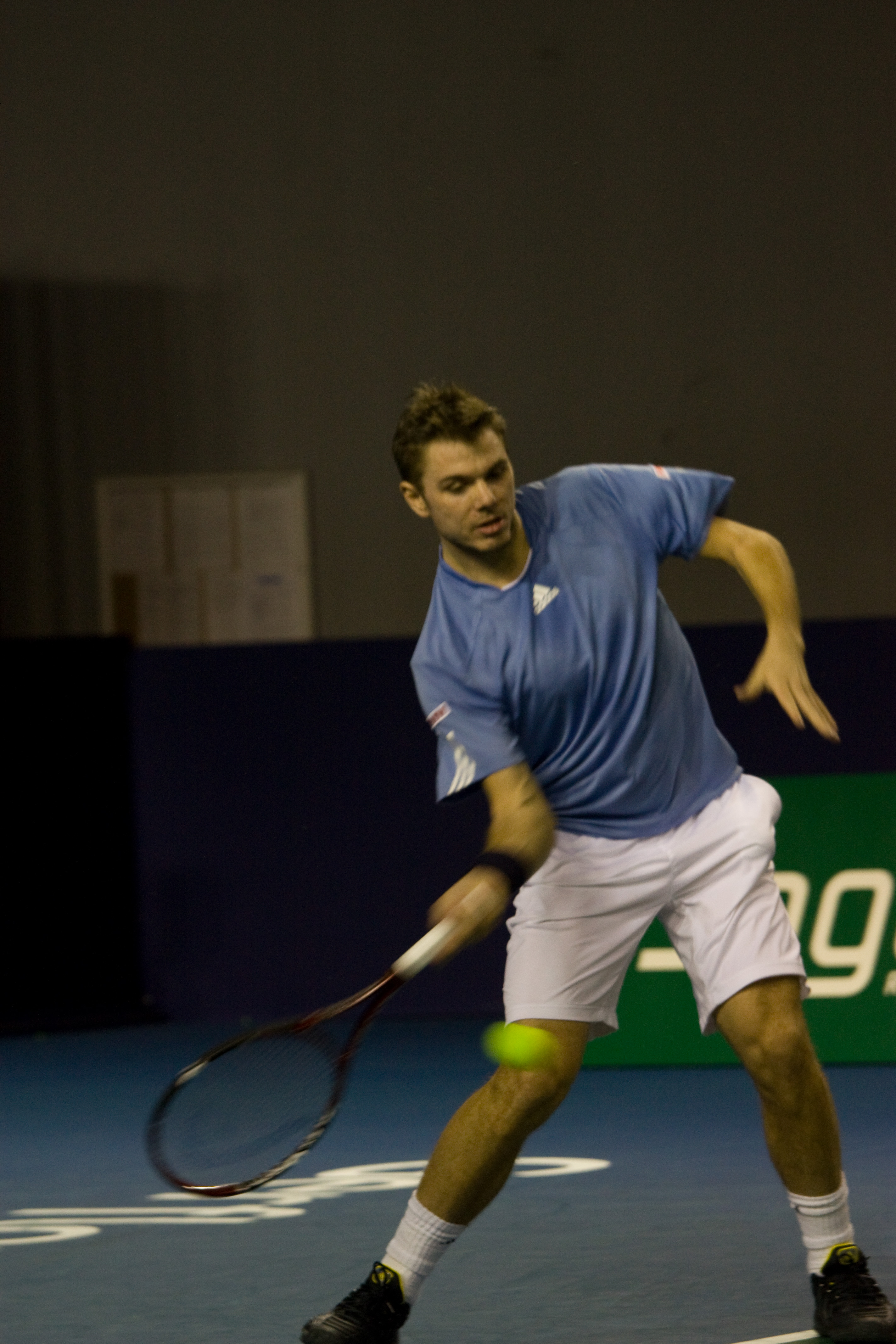
Stan Wawrinka, vincitore del BSI Challenger Lugano, valido per la Trentorn SERIE+.

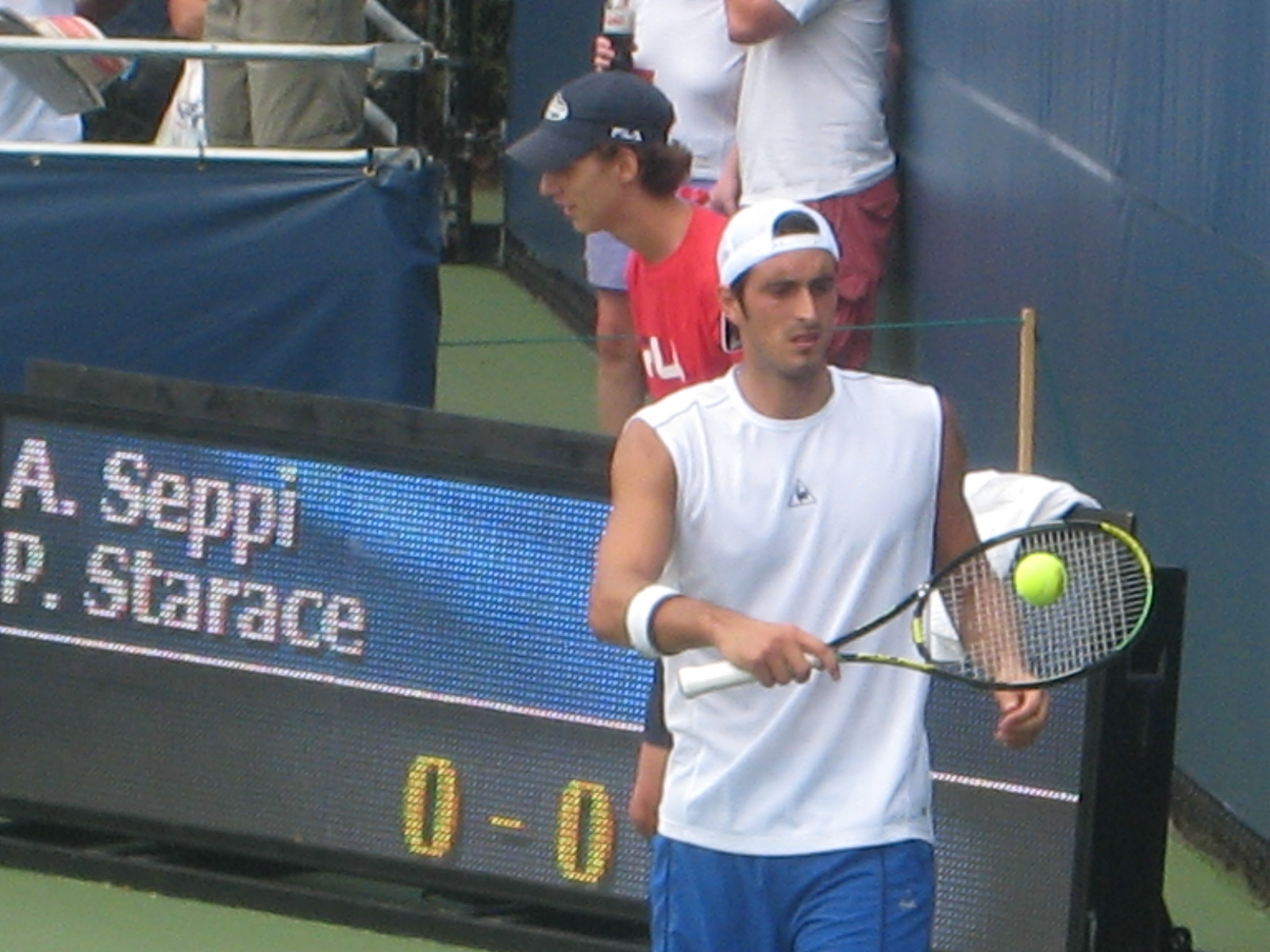
Potito Starace, vincitore dell'altro torneo Trentorn SERIE+, il Sporting Challenger di Torino, sia in singolare che in doppio.

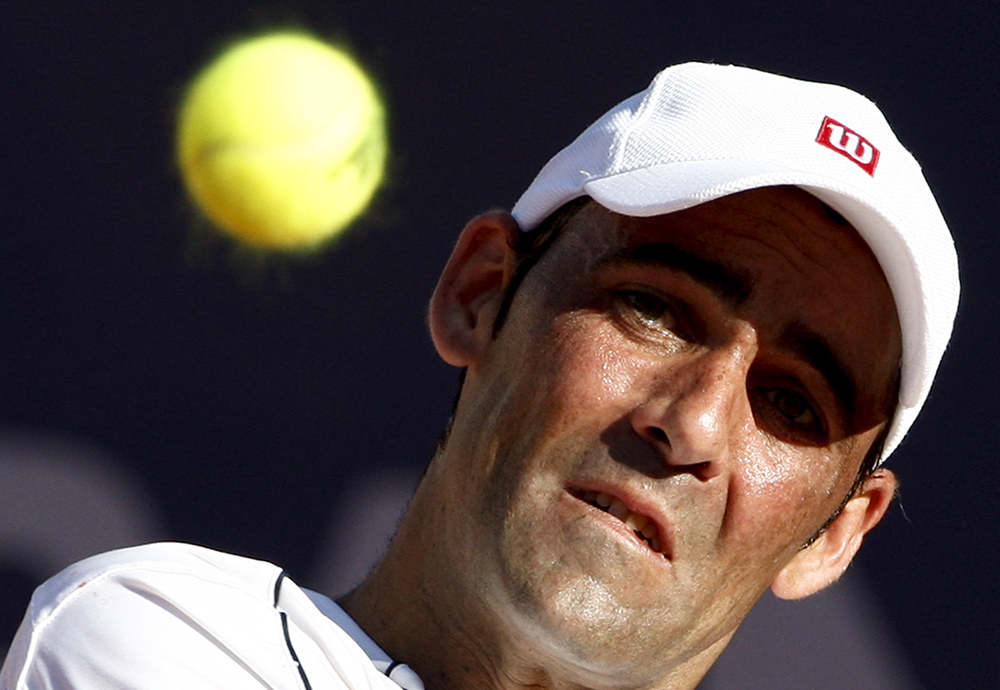
Óscar Hernández, spagnolo, vincitore del Nord LB Open.

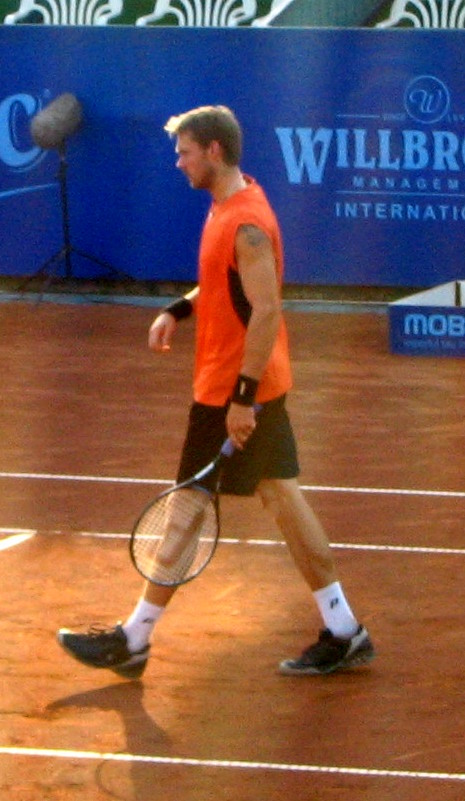
Johan Brunström, che insieme a Jean-Julien Rojer ha vinto ben tre titoli in doppio in giugno.

| Settimana | Torneo | Campione                                                     | Finalista                         | Semifinalisti                          | Quarti                                                              |
| --------- | --- | ------------------------------------------------------------ | --------------------------------- | -------------------------------------- | ------------------------------------------------------------------- |
| 1º giugno | Schickedanz Open 2009 Fürth, Germania Serie regolare 42 500 €+H - Terra Rossa - 32S/32Q/16D Singolare – Doppio                        | Peter Luczak 6–2, 6–0                                        | Juan Pablo Brzezicki              | Tejmuraz Gabašvili Daniel Brands       | Pere Riba Rubén Ramírez Hidalgo Jiří Vaněk Daniel Köllerer          |
| 1º giugno | Schickedanz Open 2009 Fürth, Germania Serie regolare 42 500 €+H - Terra Rossa - 32S/32Q/16D Singolare – Doppio                        | Rubén Ramírez Hidalgo Santiago Ventura 4–6, 6–1, [10–6]      | Simon Greul Alessandro Motti      | Tejmuraz Gabašvili Daniel Brands       | Pere Riba Rubén Ramírez Hidalgo Jiří Vaněk Daniel Köllerer          |
| 1º giugno | Unicredit Czech Open 2009 Prostějov, Repubblica Ceca Serie regolare 127 500 €+H - Terra rossa - 32S/32Q/16D Singolare – Doppio        | Jan Hájek 6–2, 1–6, 6–4                                      | Steve Darcis                      | Potito Starace Tomáš Berdych           | Alberto Martín Ivan Ljubičić Iván Navarro Martin Kližan             |
| 1º giugno | Unicredit Czech Open 2009 Prostějov, Repubblica Ceca Serie regolare 127 500 €+H - Terra rossa - 32S/32Q/16D Singolare – Doppio        | Johan Brunström Jean-Julien Rojer 6–2, 6–3                   | Pablo Cuevas Dominik Hrbatý       | Potito Starace Tomáš Berdych           | Alberto Martín Ivan Ljubičić Iván Navarro Martin Kližan             |
| 1º giugno | Nottingham Trophy 2009 Nottingham, Gran Bretagna Serie regolare 42 500 € - Erba - 32S/32Q/16D/4Q Singolare – Doppio                   | Brendan Evans 6(4)–7, 6–4, 7–6(4)                            | Ilia Bozoljac                     | Joshua Goodall Serhij Bubka            | Prakash Amritraj Grigor Dimitrov Adrian Mannarino Robert Kendrick   |
| 1º giugno | Nottingham Trophy 2009 Nottingham, Gran Bretagna Serie regolare 42 500 € - Erba - 32S/32Q/16D/4Q Singolare – Doppio                   | Eric Butorac Scott Lipsky 6–4, 6–4                           | Colin Fleming Ken Skupski         | Joshua Goodall Serhij Bubka            | Prakash Amritraj Grigor Dimitrov Adrian Mannarino Robert Kendrick   |
| 1º giugno | Yuba City Racquet Club Challenger 2009 Yuba City, Stati Uniti Serie regolare 50 000 $ - Cemento - 32S/32Q/16D/4Q Singolare – Doppio   | Ryler DeHeart 6–2, 3–6, 7–5                                  | Carsten Ball                      | Michael Russell Michael Yani           | Cecil Mamiit Adam Feeney Lester Cook Eric Nunez                     |
| 1º giugno | Yuba City Racquet Club Challenger 2009 Yuba City, Stati Uniti Serie regolare 50 000 $ - Cemento - 32S/32Q/16D/4Q Singolare – Doppio   | Carsten Ball Travis Rettenmaier 6–3, 6–4                     | Adam Feeney Nathan Healey         | Michael Russell Michael Yani           | Cecil Mamiit Adam Feeney Lester Cook Eric Nunez                     |
| 8 giugno  | Challenger Lugano 2009 Lugano, Svizzera Tretorn SERIE+ 85 000 €+H - Terra rossa - 32S/32Q/16D Singolare – Doppio                      | Stan Wawrinka 7–5, 6–3                                       | Potito Starace                    | Peter Luczak Andrea Arnaboldi          | Mathieu Montcourt Lukáš Rosol Simon Greul Cristian Villagrán        |
| 8 giugno  | Challenger Lugano 2009 Lugano, Svizzera Tretorn SERIE+ 85 000 €+H - Terra rossa - 32S/32Q/16D Singolare – Doppio                      | Johan Brunström Jean-Julien Rojer walkover                   | Pablo Cuevas Sergio Roitman       | Peter Luczak Andrea Arnaboldi          | Mathieu Montcourt Lukáš Rosol Simon Greul Cristian Villagrán        |
| 8 giugno  | Kosice Open 2009 Košice, Slovacchia Serie regolare 30 000 €+H - Terra rossa - 32S/28Q/16D Singolare – Doppio                          | Stéphane Robert 7–6(5), 7–6(5)                               | Jiří Vaněk                        | Miguel Ángel López Jaén Boris Pašanski | Martin Kližan Adrian Ungur Jan Hájek Rubén Ramírez Hidalgo          |
| 8 giugno  | Kosice Open 2009 Košice, Slovacchia Serie regolare 30 000 €+H - Terra rossa - 32S/28Q/16D Singolare – Doppio                          | Rubén Ramírez Hidalgo Santiago Ventura 6–2, 7–6(5)           | Dominik Hrbatý Martin Kližan      | Miguel Ángel López Jaén Boris Pašanski | Martin Kližan Adrian Ungur Jan Hájek Rubén Ramírez Hidalgo          |
| 15 giugno | Bytom Open 2009 Bytom, Polonia Serie regolare 30 000 €+H - Terra rossa - 32S/32Q/16D Singolare – Doppio                               | Laurent Recouderc 6–3, 6–4                                   | Jan Hájek                         | P Červenák R Ramírez Hidalgo           | Jerzy Janowicz Santiago Ventura G Rufin Nicolás Todero              |
| 15 giugno | Bytom Open 2009 Bytom, Polonia Serie regolare 30 000 €+H - Terra rossa - 32S/32Q/16D Singolare – Doppio                               | Pablo Santos / Gabriel Trujillo Soler 6–3, 7–6(3)            | Jan Hájek Dušan Karol             | P Červenák R Ramírez Hidalgo           | Jerzy Janowicz Santiago Ventura G Rufin Nicolás Todero              |
| 15 giugno | Aspria Tennis Cup 2009 Milano, Italia Serie regolare 30 000 €+H - Terra rossa - 32S/32Q/16D Singolare – Doppio                        | Alessio Di Mauro 6–4, 7–6(3)                                 | Vincent Millot                    | Federico Delbonis Filippo Volandri     | Nicolás Massú Mariano Puerta Mathieu Montcourt Wayne Odesnik        |
| 15 giugno | Aspria Tennis Cup 2009 Milano, Italia Serie regolare 30 000 €+H - Terra rossa - 32S/32Q/16D Singolare – Doppio                        | Yves Allegro Daniele Bracciali 6–4, 6–2                      | Manuel Jorquera Francesco Piccari | Federico Delbonis Filippo Volandri     | Nicolás Massú Mariano Puerta Mathieu Montcourt Wayne Odesnik        |
| 22 giugno | Camparini Gioielli Cup 2009 Reggio Emilia, Italia Serie regolare 42 500 €+H - Terra rossa - 32S/32Q/16D Singolare – Doppio            | Paolo Lorenzi 7–5, 1–6, 6–2                                  | Jean-René Lisnard                 | Denis Gremelmayr Sebastián Decoud      | Peter Polansky Miguel Ángel López Jaén Flavio Cipolla Marcos Daniel |
| 22 giugno | Camparini Gioielli Cup 2009 Reggio Emilia, Italia Serie regolare 42 500 €+H - Terra rossa - 32S/32Q/16D Singolare – Doppio            | Miguel Ángel López Jaén Pere Riba 6–4, 6–4                   | Gianluca Naso Walter Trusendi     | Denis Gremelmayr Sebastián Decoud      | Peter Polansky Miguel Ángel López Jaén Flavio Cipolla Marcos Daniel |
| 22 giugno | Mamaia Challenger 2009 Costanza, Romania Serie regolare 30 000 €+H - Terra rossa - 32S/32Q/16D Singolare – Doppio                     | Blaž Kavčič 3–6, 6–3, 6–4                                    | Julian Reister                    | João Souza Andreas Haider-Maurer       | Jaroslav Pospíšil Adrian Ungur Fernando Vicente Dieter Kindlmann    |
| 22 giugno | Mamaia Challenger 2009 Costanza, Romania Serie regolare 30 000 €+H - Terra rossa - 32S/32Q/16D Singolare – Doppio                     | Adrián García David Marrero 7–6(5), 6–2                      | Adrian Cruciat Florin Mergea      | João Souza Andreas Haider-Maurer       | Jaroslav Pospíšil Adrian Ungur Fernando Vicente Dieter Kindlmann    |
| 29 giugno | Nielsen USTA Pro Tennis Championship 2009 Winnetka, Stati Uniti Serie regolare 50 000 $ - Cemento - 32S/32Q/16D/4Q Singolare – Doppio | Alex Kuznetsov 6–4, 7–6(1)                                   | Tim Smyczek                       | Ryler De Heart Kristian Pless          | Scoville Jenkins Donald Young Luka Gregorc Todd Widom               |
| 29 giugno | Nielsen USTA Pro Tennis Championship 2009 Winnetka, Stati Uniti Serie regolare 50 000 $ - Cemento - 32S/32Q/16D/4Q Singolare – Doppio | Carsten Ball Travis Rettenmaier 6–1, 6–2                     | Brett Joelson Ryan Sweeting       | Ryler De Heart Kristian Pless          | Scoville Jenkins Donald Young Luka Gregorc Todd Widom               |
| 29 giugno | Nord LB Open 2009 Braunschweig, Germania Serie regolare 106 500 €+H - Terra rossa - 32S/32Q/16D Singolare – Doppio                    | Óscar Hernández 6–1, 3–6, 6–4                                | Tejmuraz Gabašvili                | Andreas Beck Florian Mayer             | Alberto Martín Lukáš Rosol Nicolás Massú Kristof Vliegen            |
| 29 giugno | Nord LB Open 2009 Braunschweig, Germania Serie regolare 106 500 €+H - Terra rossa - 32S/32Q/16D Singolare – Doppio                    | Johan Brunström Jean-Julien Rojer 7–6(2), 6–4                | Brian Dabul Nicolás Massú         | Andreas Beck Florian Mayer             | Alberto Martín Lukáš Rosol Nicolás Massú Kristof Vliegen            |
| 29 giugno | Sporting Challenger 2009 Torino, Italia Tretorn SERIE+ 85 000 €+H - Terra rossa - 32S/32Q/16D Singolare – Doppio                      | Potito Starace 7–6(4), 6–3                                   | Máximo González                   | Simon Greul Jiří Vaněk                 | Thomas Fabbiano Santiago Giraldo Andreas Vinciguerra Thiago Alves   |
| 29 giugno | Sporting Challenger 2009 Torino, Italia Tretorn SERIE+ 85 000 €+H - Terra rossa - 32S/32Q/16D Singolare – Doppio                      | Daniele Bracciali Potito Starace 6–3, 6–4                    | Santiago Giraldo Pere Riba        | Simon Greul Jiří Vaněk                 | Thomas Fabbiano Santiago Giraldo Andreas Vinciguerra Thiago Alves   |
| 29 giugno | Rijeka Open 2009 Fiume, Croazia Serie regolare 30 000 €+H - Terra rossa - 32S/32Q/16D Singolare – Doppio                              | Paolo Lorenzi 6–3, 7–6(2)                                    | Blaž Kavčič                       | Jan Hájek Mathieu Montcourt            | Michael Lammer Stéphane Bohli Stéphane Robert Simone Vagnozzi       |
| 29 giugno | Rijeka Open 2009 Fiume, Croazia Serie regolare 30 000 €+H - Terra rossa - 32S/32Q/16D Singolare – Doppio                              | Sebastián Decoud Miguel Ángel López Jaén 7–6(7), 3–6, [10–8] | Ivan Dodig Antonio Veić           | Jan Hájek Mathieu Montcourt            | Michael Lammer Stéphane Bohli Stéphane Robert Simone Vagnozzi       |

### Luglio

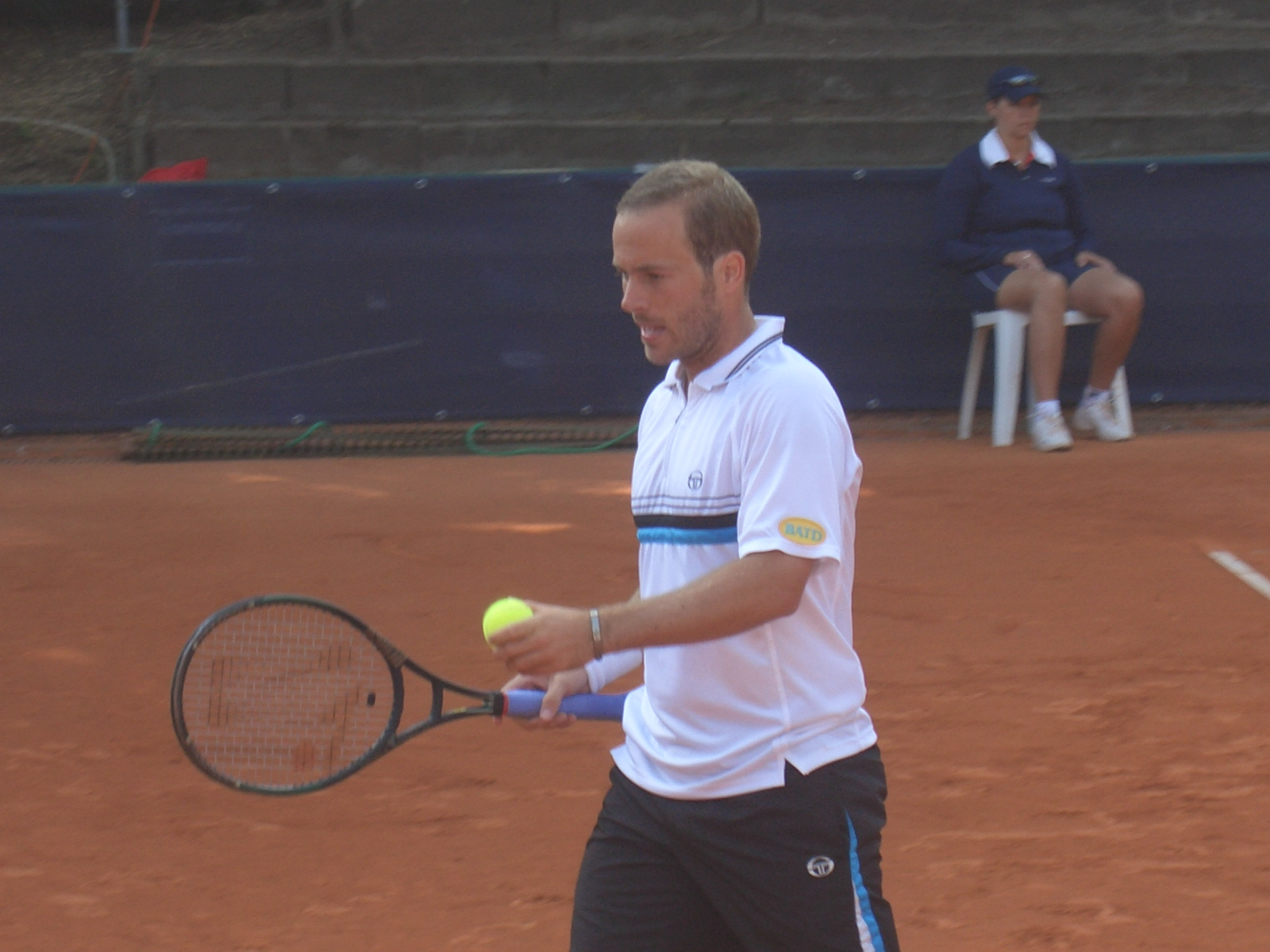
Olivier Rochus, belga vincitore del Manchester Trophy (30000 $).

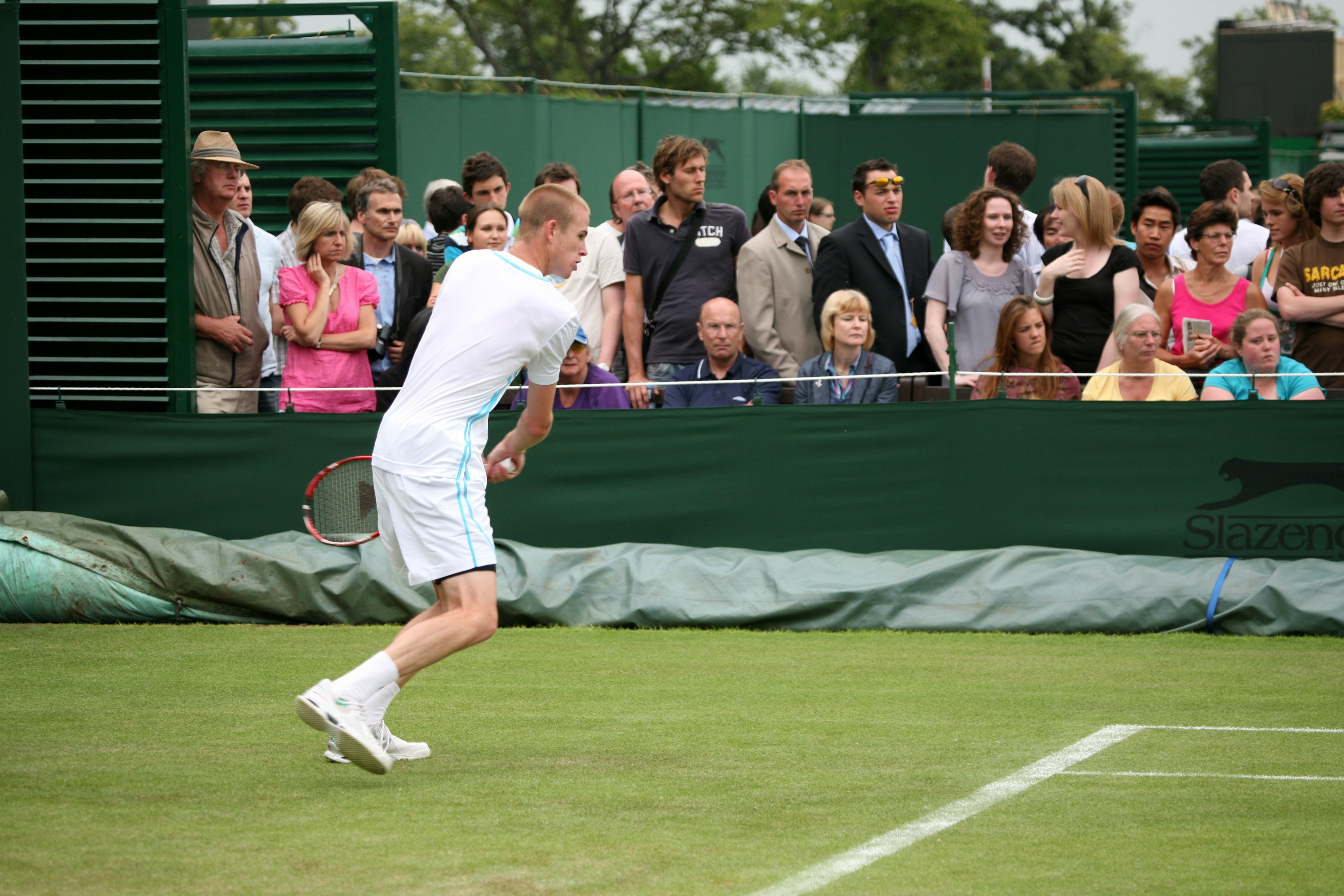
Il già citato Kristof Vliegen, in questo caso vincitore del The Hague Open, a Scheveningen, valido per la Trentorn SERIE+.

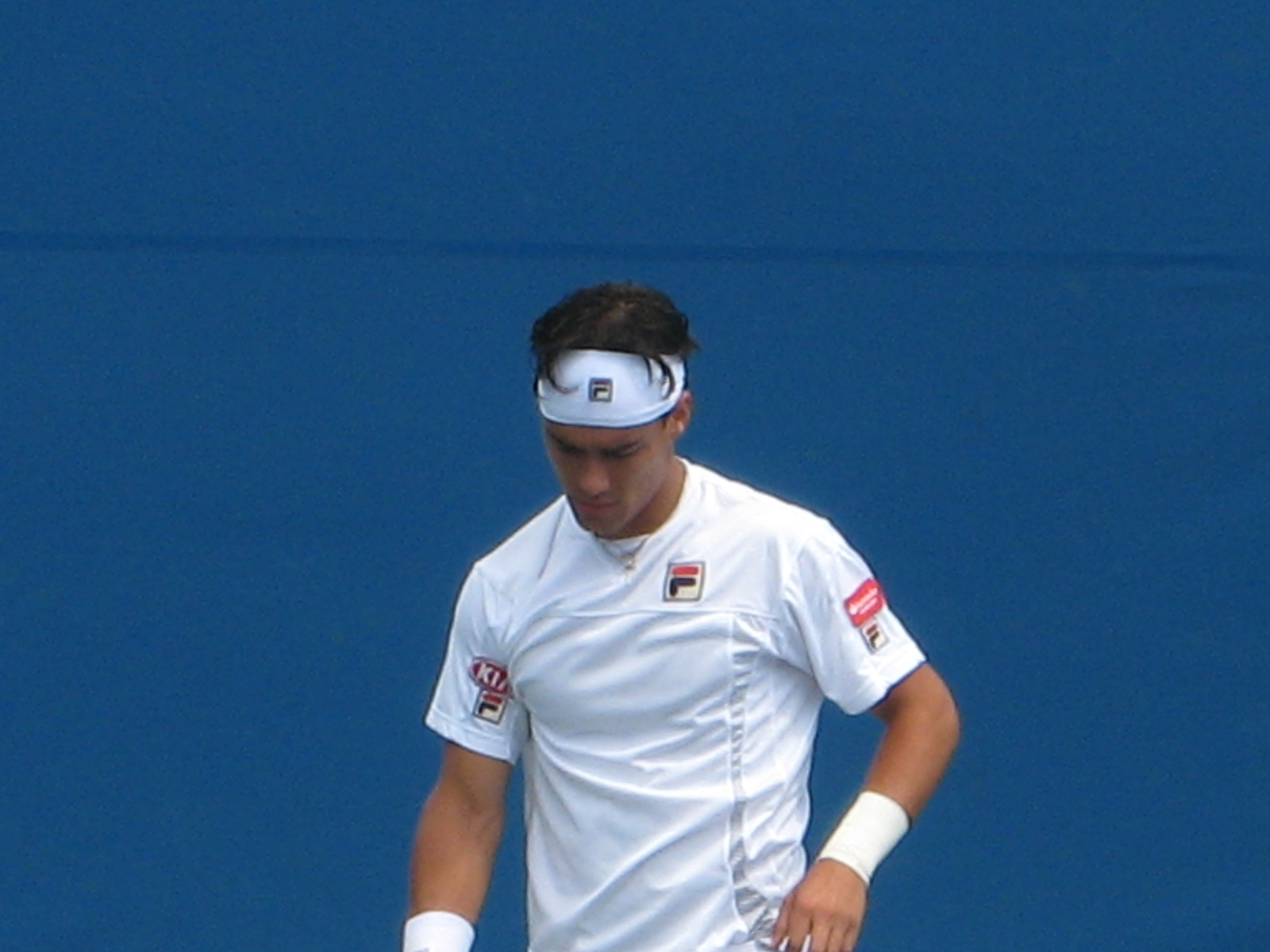
lo spezzino Fabio Fognini, vincitore del Carisap Tennis Cup.

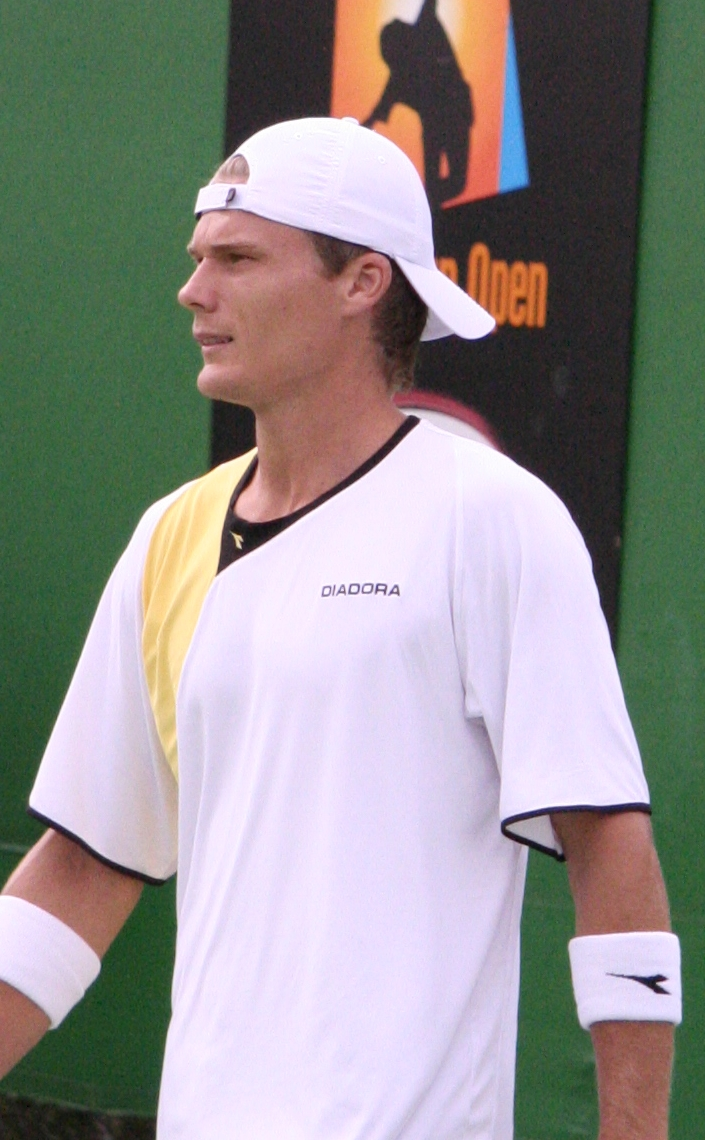
Ancora Peter Luczak, vincitore del torneo Trentorn SERIE+ di Poznań.

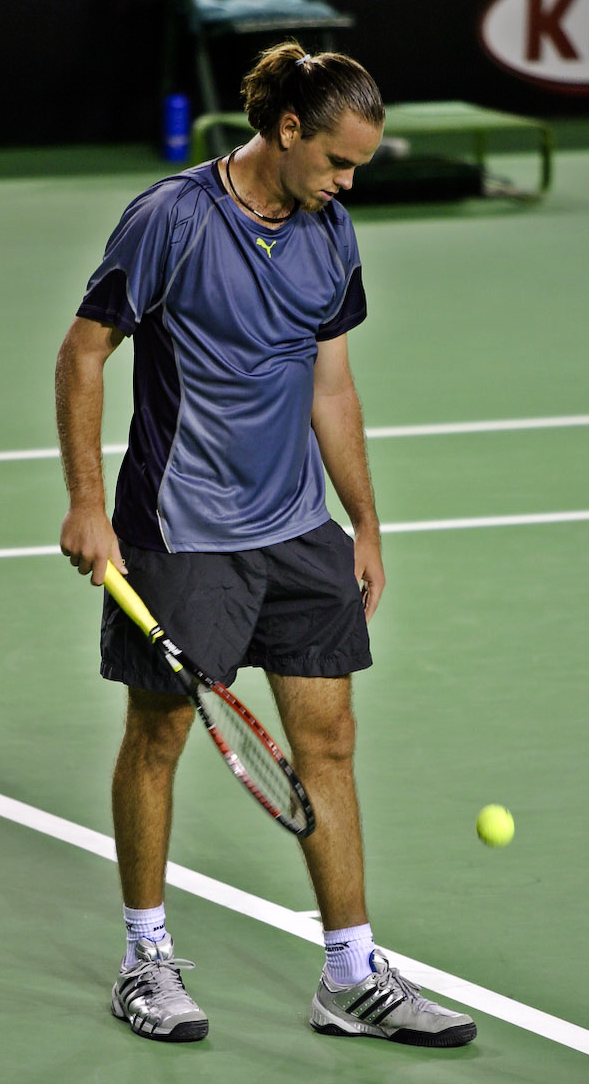
Xavier Malisse, vincitore per 6–4, 6–4 al Granby challenger di Granby, Canada.

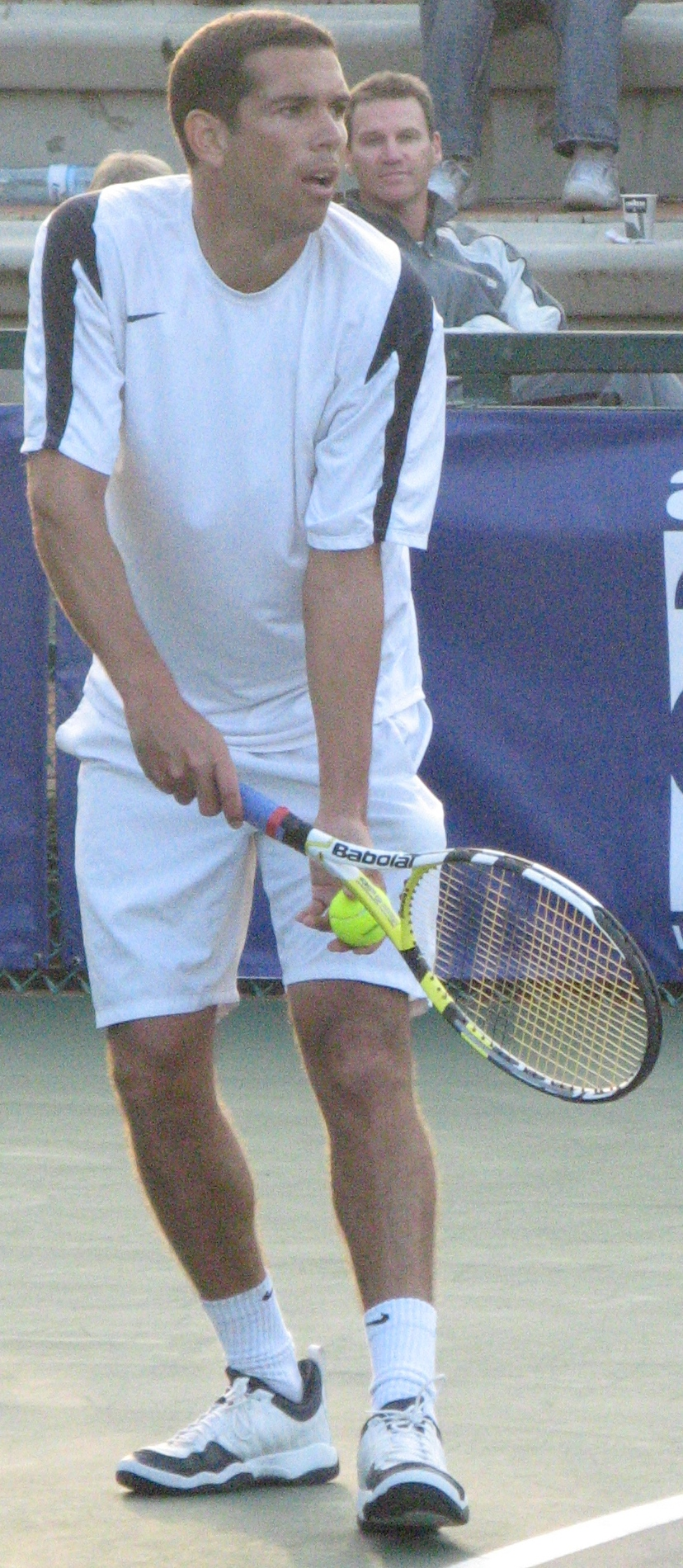
Harel Levy, vincitore al Fifth Third Bank Tennis Championships di Lexington, Stati Uniti.

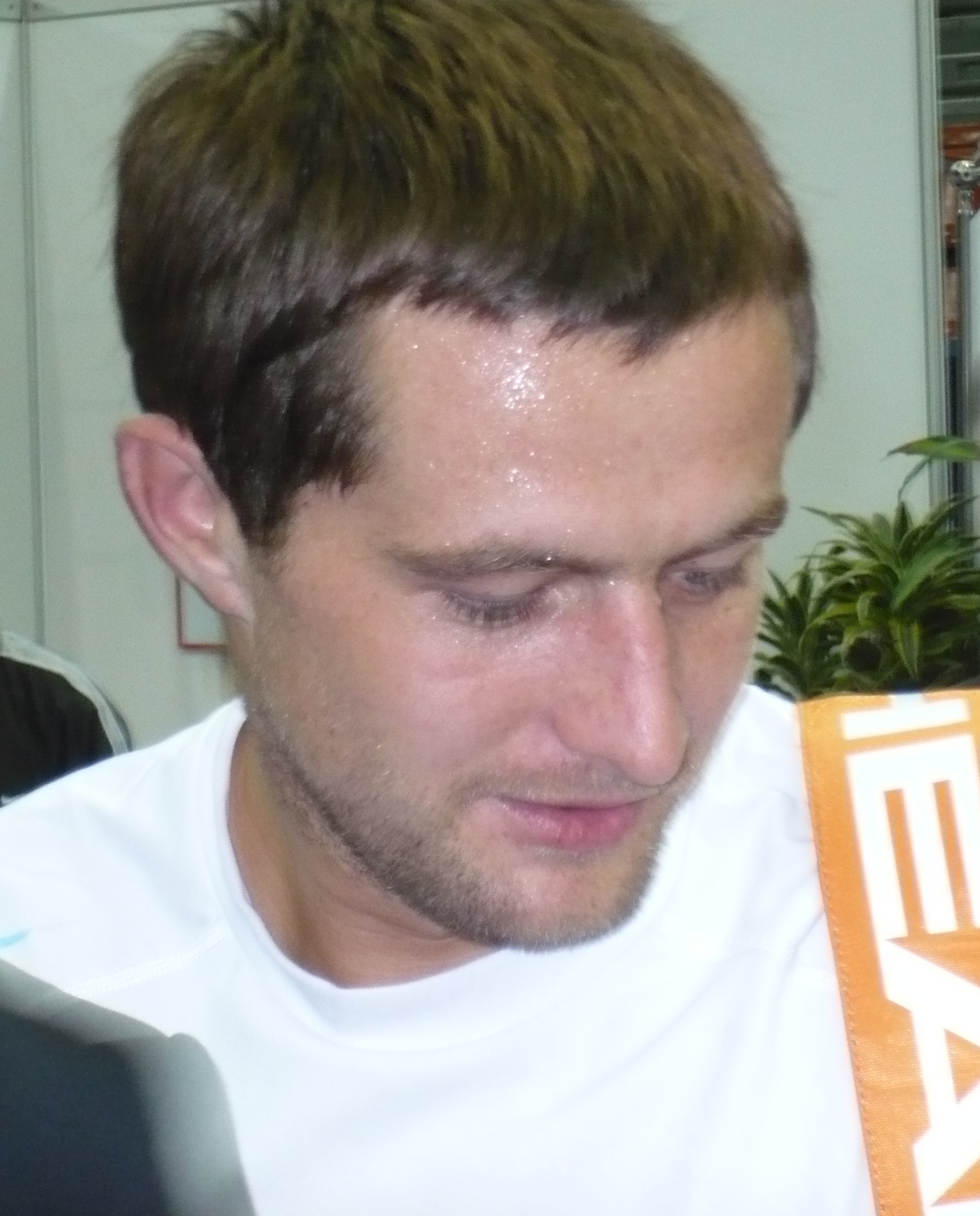
Michail Elgin, vincitore in due tornei di doppio entrambi in Russia, uno a Penza e l'altro a Saransk.

| Settimana | Torneo | Campione                                                | Finalista                             | Semifinalisti                                                | Quarti                                                                    |
| --------- | --- | ------------------------------------------------------- | ------------------------------------- | ------------------------------------------------------------ | ------------------------------------------------------------------------- |
| 6 luglio  | Open Diputación Ciudad de Pozoblanco 2009 Pozoblanco, Spagna Tretorn SERIE+ 85 000 €+H - Cemento - 32S/32Q/16D Singolare – Doppio    | Karol Beck 6–4, 6–3                                     | Thiago Alves                          | Marco Chiudinelli Stéphane Bohli                             | Iván Navarro Marcel Granollers Steven Diez Lukáš Lacko                    |
| 6 luglio  | Open Diputación Ciudad de Pozoblanco 2009 Pozoblanco, Spagna Tretorn SERIE+ 85 000 €+H - Cemento - 32S/32Q/16D Singolare – Doppio    | Karol Beck Jaroslav Levinský 2–6, 7–6(5), [10–7]        | Colin Fleming Ken Skupski             | Marco Chiudinelli Stéphane Bohli                             | Iván Navarro Marcel Granollers Steven Diez Lukáš Lacko                    |
| 6 luglio  | Siemens Open 2009 Scheveningen, Paesi Bassi Tretorn SERIE+ 64 000 €+H - Terra rossa - 32S/32Q/16D Singolare – Doppio                 | Kristof Vliegen 4–2 rit                                 | Albert Montañés                       | Steve Darcis Pablo Cuevas                                    | Daniel Köllerer Juan Ignacio Chela Tomas Tenconi Raemon Sluiter           |
| 6 luglio  | Siemens Open 2009 Scheveningen, Paesi Bassi Tretorn SERIE+ 64 000 €+H - Terra rossa - 32S/32Q/16D Singolare – Doppio                 | Lucas Arnold Ker Máximo González 7–5, 6–2               | Thomas Schoorel Nick van der Meer     | Steve Darcis Pablo Cuevas                                    | Daniel Köllerer Juan Ignacio Chela Tomas Tenconi Raemon Sluiter           |
| 6 luglio  | Oberstaufen Cup 2009 Oberstaufen, Germania Serie regolari 30 000 €+H - Terra rossa - 32S/32Q/16D Singolare – Doppio                  | Robin Vik 6–1, 6–2                                      | Jan Minář                             | Stefan Koubek João Souza                                     | Rogério Dutra da Silva Denis Gremelmayr Marcel Zimmermann Alexander Flock |
| 6 luglio  | Oberstaufen Cup 2009 Oberstaufen, Germania Serie regolari 30 000 €+H - Terra rossa - 32S/32Q/16D Singolare – Doppio                  | Dieter Kindlmann Marcel Zimmermann 6–4, 2–6, [10–4]     | Michael Berrer Philipp Oswald         | Stefan Koubek João Souza                                     | Rogério Dutra da Silva Denis Gremelmayr Marcel Zimmermann Alexander Flock |
| 6 luglio  | Carisap Tennis Cup 2009 San Benedetto del Tronto, Italia Serie regolari 30 000 €+H - Terra rossa - 32S/32Q/16D Singolare – Doppio    | Fabio Fognini 6(5)–7, 7–6(2), 6–0                       | Cristian Villagrán                    | Albert Ramos Viñolas Viñolas Viñolas Viñolas Guillermo Olaso | Thierry Ascione Sebastián Decoud Martin Kližan Jaroslav Pospíšil          |
| 6 luglio  | Carisap Tennis Cup 2009 San Benedetto del Tronto, Italia Serie regolari 30 000 €+H - Terra rossa - 32S/32Q/16D Singolare – Doppio    | Stefano Ianni Cristian Villagrán 7–6(3), 1–6, [10–6]    | Niels Desein Stéphane Robert          | Albert Ramos Viñolas Viñolas Viñolas Viñolas Guillermo Olaso | Thierry Ascione Sebastián Decoud Martin Kližan Jaroslav Pospíšil          |
| 13 luglio | Comerica Bank Challenger 2009 Aptos, Stati Uniti Serie regolari 75 000 $ - Cemento - 32S/32Q/16D Singolare – Doppio                  | Chris Guccione 6–3, 6–4                                 | Nick Lindahl                          | Michael Yani Somdev Devvarman                                | Kyu Tae Im Marinko Matosevic Wayne Odesnik Izak Van Der Merwe             |
| 13 luglio | Comerica Bank Challenger 2009 Aptos, Stati Uniti Serie regolari 75 000 $ - Cemento - 32S/32Q/16D Singolare – Doppio                  | Carsten Ball Chris Guccione 6–3, 6–2                    | Sanchai Ratiwatana Sonchat Ratiwatana | Michael Yani Somdev Devvarman                                | Kyu Tae Im Marinko Matosevic Wayne Odesnik Izak Van Der Merwe             |
| 13 luglio | Seguros Bolivar Open Bogotà, Colombia Serie regolari 125 000 $+H - Terra rossa - 32S/32Q/16D Singolare – Doppio                      | Marcos Daniel 4–6, 7–6(5), 6–4                          | Horacio Zeballos                      | Sebastián Decoud Santiago González                           | Nicolás Massú Santiago Giraldo Ricardo Hocevar Brian Dabul                |
| 13 luglio | Seguros Bolivar Open Bogotà, Colombia Serie regolari 125 000 $+H - Terra rossa - 32S/32Q/16D Singolare – Doppio                      | Sebastián Prieto Horacio Zeballos 6–4, 7–5              | Marcos Daniel Ricardo Mello           | Sebastián Decoud Santiago González                           | Nicolás Massú Santiago Giraldo Ricardo Hocevar Brian Dabul                |
| 13 luglio | Manchester Trophy 2009 Manchester, Gran Bretagna Serie regolari 30 000 €+H - Grass - 32S/32Q/16D Singolare – Doppio                  | Olivier Rochus 6–3, 4–6, 6–2                            | Igor Sijsling                         | Alex Bogdanović Nicolas Mahut                                | Marsel İlhan Karol Beck Lukáš Lacko Martin Fischer                        |
| 13 luglio | Manchester Trophy 2009 Manchester, Gran Bretagna Serie regolari 30 000 €+H - Grass - 32S/32Q/16D Singolare – Doppio                  | Joshua Goodall Jonathan Marray 6(1)–7, 6–3, [11–9]      | Colin Fleming Ken Skupski             | Alex Bogdanović Nicolas Mahut                                | Marsel İlhan Karol Beck Lukáš Lacko Martin Fischer                        |
| 13 luglio | Riviera di Rimini Challenger 2009 Rimini, Italia Serie regolari 42 500 €+H - Terra rossa - 32S/32Q/16D Singolare – Doppio            | Thomaz Bellucci 3–6, 6–3, 6–1                           | Juan Pablo Brzezicki                  | Dieter Kindlmann Juan Ignacio Chela                          | Julian Reister Jiří Vaněk Filippo Volandri Stéphane Robert                |
| 13 luglio | Riviera di Rimini Challenger 2009 Rimini, Italia Serie regolari 42 500 €+H - Terra rossa - 32S/32Q/16D Singolare – Doppio            | Matthias Bachinger Dieter Kindlmann 6–4, 6–2            | Leonardo Azzaro Marco Crugnola        | Dieter Kindlmann Juan Ignacio Chela                          | Julian Reister Jiří Vaněk Filippo Volandri Stéphane Robert                |
| 20 luglio | Poznań Porsche Open 2009 Poznań, Polonia Tretorn Serie+ 64 000 €+H - Terra rossa - 32S/32Q/16D Singolare – Doppio                    | Peter Luczak 3–6, 7–6(4), 7–6(6)                        | Jurij Ščukin                          | Jerzy Janowicz Oleksandr Dolhopolov                          | Björn Rehnquist Laurent Recouderc Antonio Veić Denis Gremelmayr           |
| 20 luglio | Poznań Porsche Open 2009 Poznań, Polonia Tretorn Serie+ 64 000 €+H - Terra rossa - 32S/32Q/16D Singolare – Doppio                    | Sergio Roitman Alexandre Sidorenko 6–4, 6–4             | Michael Kohlmann Rogier Wassen        | Jerzy Janowicz Oleksandr Dolhopolov                          | Björn Rehnquist Laurent Recouderc Antonio Veić Denis Gremelmayr           |
| 20 luglio | Fifth Third Bank Tennis Championships 2009 Lexington, Stati Uniti Serie regolari 50 000 $ - Cemento - 32S/32Q/16D Singolare – Doppio | Harel Levy 6–4, 4–6, 6–2                                | Alex Kuznetsov                        | Daniel Evans Marinko Matosevic                               | Kyu Tae Im Tim Smyczek Tobias Kamke Alex Bogdanović                       |
| 20 luglio | Fifth Third Bank Tennis Championships 2009 Lexington, Stati Uniti Serie regolari 50 000 $ - Cemento - 32S/32Q/16D Singolare – Doppio | Kevin Anderson Ryler DeHeart 6–4, 4–6, [10–6]           | Amir Hadad Harel Levy                 | Daniel Evans Marinko Matosevic                               | Kyu Tae Im Tim Smyczek Tobias Kamke Alex Bogdanović                       |
| 20 luglio | Guzzini Challenger 2009 Recanati, Italia Serie regolari 30 000 €+H - Cemento - 32S/32Q/16D Singolare – Doppio                        | Stéphane Bohli 6–4, 7–6(4)                              | Andrej Golubev                        | Daniele Bracciali Lukáš Lacko                                | Paolo Lorenzi Frederik Nielsen Martin Fischer Serhij Stachovs'kyj         |
| 20 luglio | Guzzini Challenger 2009 Recanati, Italia Serie regolari 30 000 €+H - Cemento - 32S/32Q/16D Singolare – Doppio                        | Frederik Nielsen Joseph Sirianni 6–4, 3–6, [10–6]       | Adriano Biasella Andrej Golubev       | Daniele Bracciali Lukáš Lacko                                | Paolo Lorenzi Frederik Nielsen Martin Fischer Serhij Stachovs'kyj         |
| 20 luglio | Trofeo Manta Open 2009 Manta, Ecuador Serie regolari 35 000 $+H - Cemento - 32S/32Q/16D Singolare – Doppio                           | Horacio Zeballos 3–6, 7–5, 6–3                          | Vincent Millot                        | Ricardo Hocevar Giovanni Lapentti                            | Fernando Vicente Mariano Zabaleta Santiago González Bruno Echagaray       |
| 20 luglio | Trofeo Manta Open 2009 Manta, Ecuador Serie regolari 35 000 $+H - Cemento - 32S/32Q/16D Singolare – Doppio                           | Ricardo Hocevar Andre Miele 6–1, 2–6, [10–7]            | Santiago González Horacio Zeballos    | Ricardo Hocevar Giovanni Lapentti                            | Fernando Vicente Mariano Zabaleta Santiago González Bruno Echagaray       |
| 20 luglio | Penza Cup 2009 Penza, Russia Serie regolari 35 000 $+H - Cemento - 32S/32Q/16D Singolare – Doppio                                    | Michail Kukuškin 6–4, 6–2                               | Illja Marčenko                        | Greg Jones Iñigo Cervantes-Huegun                            | Michail Elgin Mikhail Ledovskikh Aleksandr Kudrjavcev Matwé Middelkoop    |
| 20 luglio | Penza Cup 2009 Penza, Russia Serie regolari 35 000 $+H - Cemento - 32S/32Q/16D Singolare – Doppio                                    | Michail Elgin Aleksandr Kudrjavcev 4–6, 6–3, [10–6]     | Aleksej Kedrjuk Denis Matsukevich     | Greg Jones Iñigo Cervantes-Huegun                            | Michail Elgin Mikhail Ledovskikh Aleksandr Kudrjavcev Matwé Middelkoop    |
| 27 luglio | Tampere Open 2009 Tampere, Finlandia Serie regolari 42 500 € - Terra rossa - 32S/32Q/16D Singolare – Doppio                          | Thiemo De Bakker 6–4, 7–6(7)                            | Peter Luczak                          | Alberto Brizzi Florian Mayer                                 | Matthias Bachinger Andreas Haider-Maurer Henri Kontinen Jurij Ščukin      |
| 27 luglio | Tampere Open 2009 Tampere, Finlandia Serie regolari 42 500 € - Terra rossa - 32S/32Q/16D Singolare – Doppio                          | Peter Luczak Jurij Ščukin 6–1, 6(6)–7, [10–4]           | Simone Vagnozzi Uros Vico             | Alberto Brizzi Florian Mayer                                 | Matthias Bachinger Andreas Haider-Maurer Henri Kontinen Jurij Ščukin      |
| 27 luglio | BH Tennis Open International Cup 2009 Belo Horizonte, Brasile Serie regolari 35 000 $+H - Cemento - 32S/32Q/16D Singolare – Doppio   | Júlio Silva 4–6, 6–3, 6–4                               | Eduardo Schwank                       | Guillermo Alcaide Caio Zampieri                              | Thiago Alves Kristian Pless Ricardo Hocevar David Guez                    |
| 27 luglio | BH Tennis Open International Cup 2009 Belo Horizonte, Brasile Serie regolari 35 000 $+H - Cemento - 32S/32Q/16D Singolare – Doppio   | Joshua Goodall Samuel Groth 7–6(4), 6–3                 | Rogério Dutra da Silva Júlio Silva    | Guillermo Alcaide Caio Zampieri                              | Thiago Alves Kristian Pless Ricardo Hocevar David Guez                    |
| 27 luglio | Challenger Banque Nationale de Granby 2009 Granby, Canada Serie regolari 50 000 $+H - Cemento - 32S/32Q/16D Singolare – Doppio       | Xavier Malisse 6–4, 6–4                                 | Kevin Anderson                        | Peter Polansky Ryler Deheart                                 | Lester Cook Frédéric Niemeyer Jesse Witten Kyu Tae Im                     |
| 27 luglio | Challenger Banque Nationale de Granby 2009 Granby, Canada Serie regolari 50 000 $+H - Cemento - 32S/32Q/16D Singolare – Doppio       | Colin Fleming Ken Skupski 6–3, 7–6(6)                   | Amir Hadad Harel Levy                 | Peter Polansky Ryler Deheart                                 | Lester Cook Frédéric Niemeyer Jesse Witten Kyu Tae Im                     |
| 27 luglio | Mordovia Cup 2009 Saransk, Russia Serie regolari 50 000 $ - Terra rossa - 32S/32Q/16D Singolare – Doppio                             | Inigo Cervantes-Huegun 7–5, 6–4                         | Jonathan Dasnieres de Veigy           | Michail Elgin Guillermo Olaso                                | Denys Molčanov Illja Marčenko Mikhail Ledovskikh Conor Niland             |
| 27 luglio | Mordovia Cup 2009 Saransk, Russia Serie regolari 50 000 $ - Terra rossa - 32S/32Q/16D Singolare – Doppio                             | Michail Elgin Evgenij Kirillov 6–1, 6–2                 | Aleksej Kedrjuk Denis Matsukevich     | Michail Elgin Guillermo Olaso                                | Denys Molčanov Illja Marčenko Mikhail Ledovskikh Conor Niland             |
| 27 luglio | Trofeo Bellaveglia 2009 Orbetello, Italia Serie regolari 85 000 €+H - Terra rossa - 32S/32Q/16D Singolare – Doppio                   | Oleksandr Dolhopolov 6–4, 6–2                           | Pablo Andújar                         | Louk Sorensen Lamine Ouahab                                  | Boris Pašanski Paolo Lorenzi Juan Pablo Brzezicki Rui Machado             |
| 27 luglio | Trofeo Bellaveglia 2009 Orbetello, Italia Serie regolari 85 000 €+H - Terra rossa - 32S/32Q/16D Singolare – Doppio                   | Paolo Lorenzi Giancarlo Petrazzuolo 7–6(5), 3–6, [10–6] | Alessio Di Mauro Manuel Jorquera      | Louk Sorensen Lamine Ouahab                                  | Boris Pašanski Paolo Lorenzi Juan Pablo Brzezicki Rui Machado             |

### Agosto

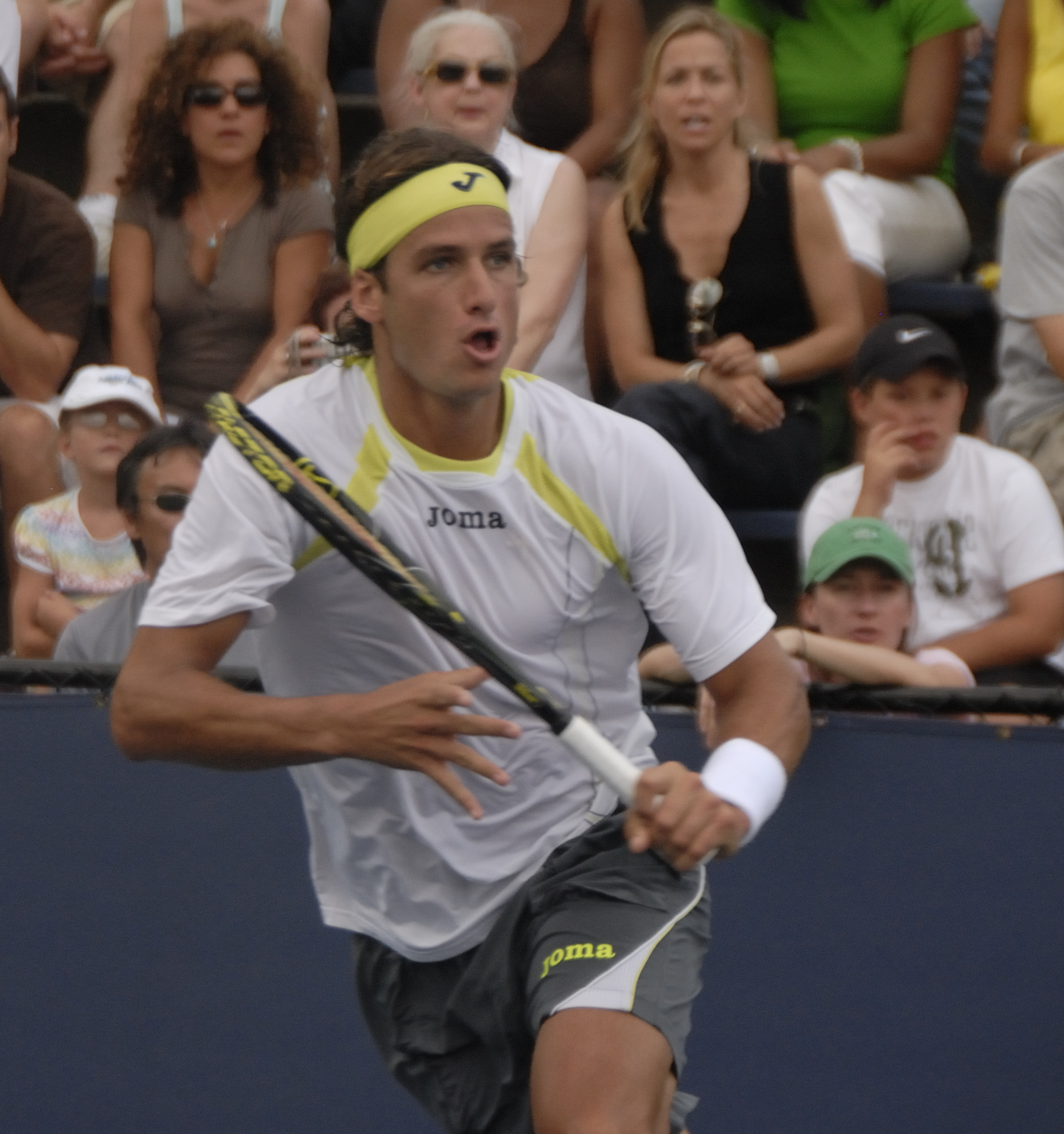
Feliciano López, vincitore all'ATP Open Castilla y León a Segovia, torneo valido per la Trentorn SERIE+.

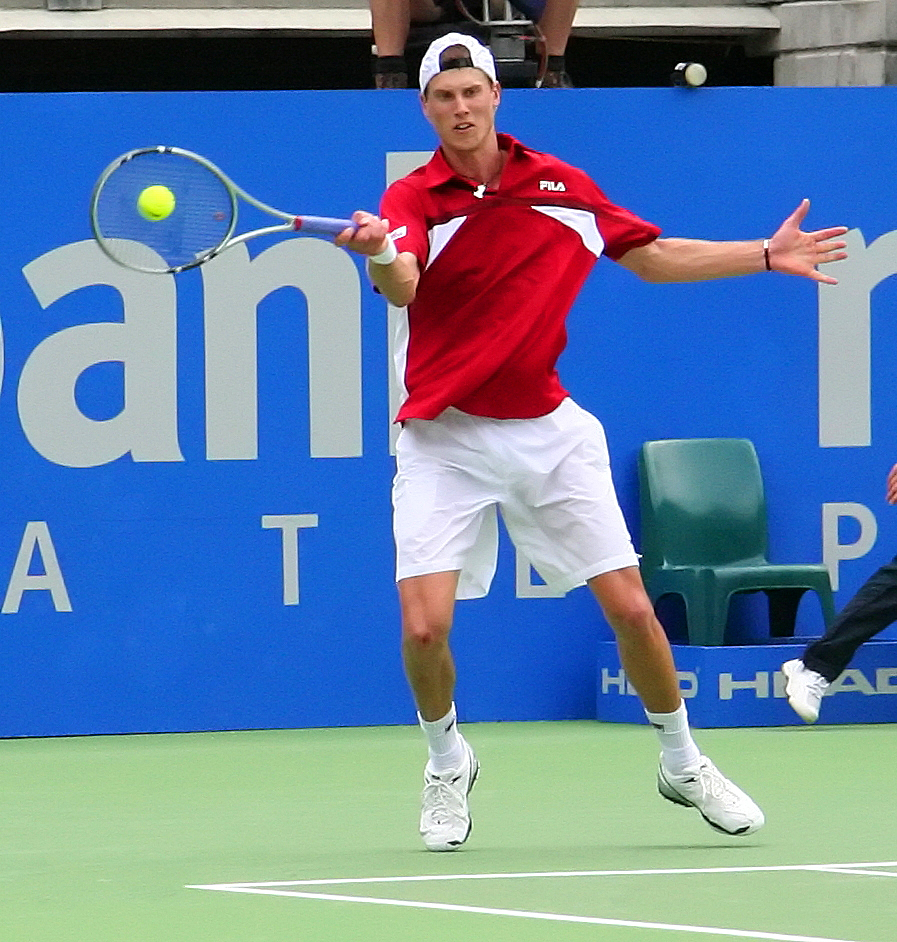
L'altoatesino Andreas Seppi, vincitore del San Marino CEPU Open, torneo anche questo valido per la Trentorn SERIE+.

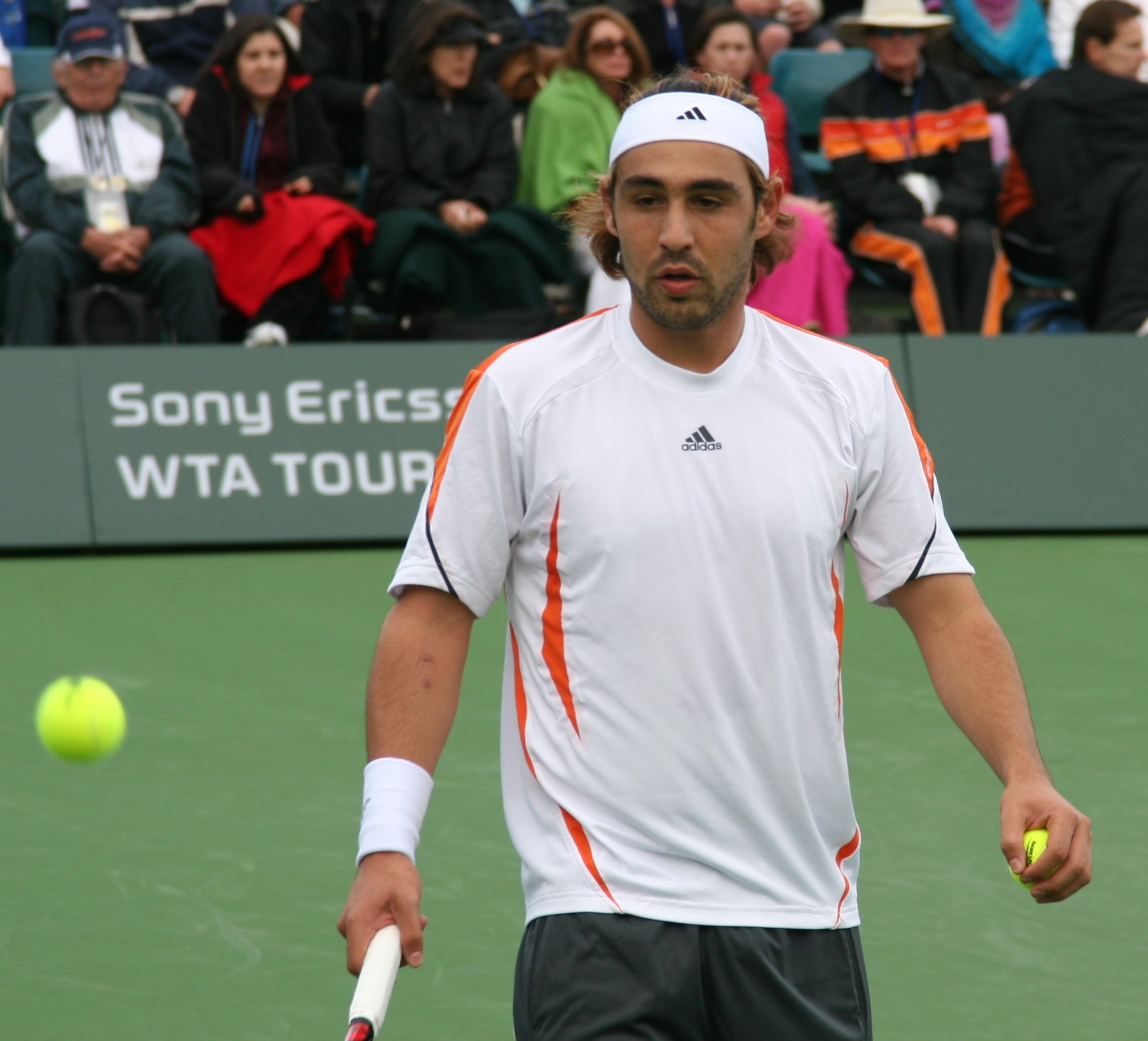
Marcos Baghdatis, vincitore di uno dei tornei più ricchi del mese (100000 $), il Vancouver Open di Vancouver, in Canada.

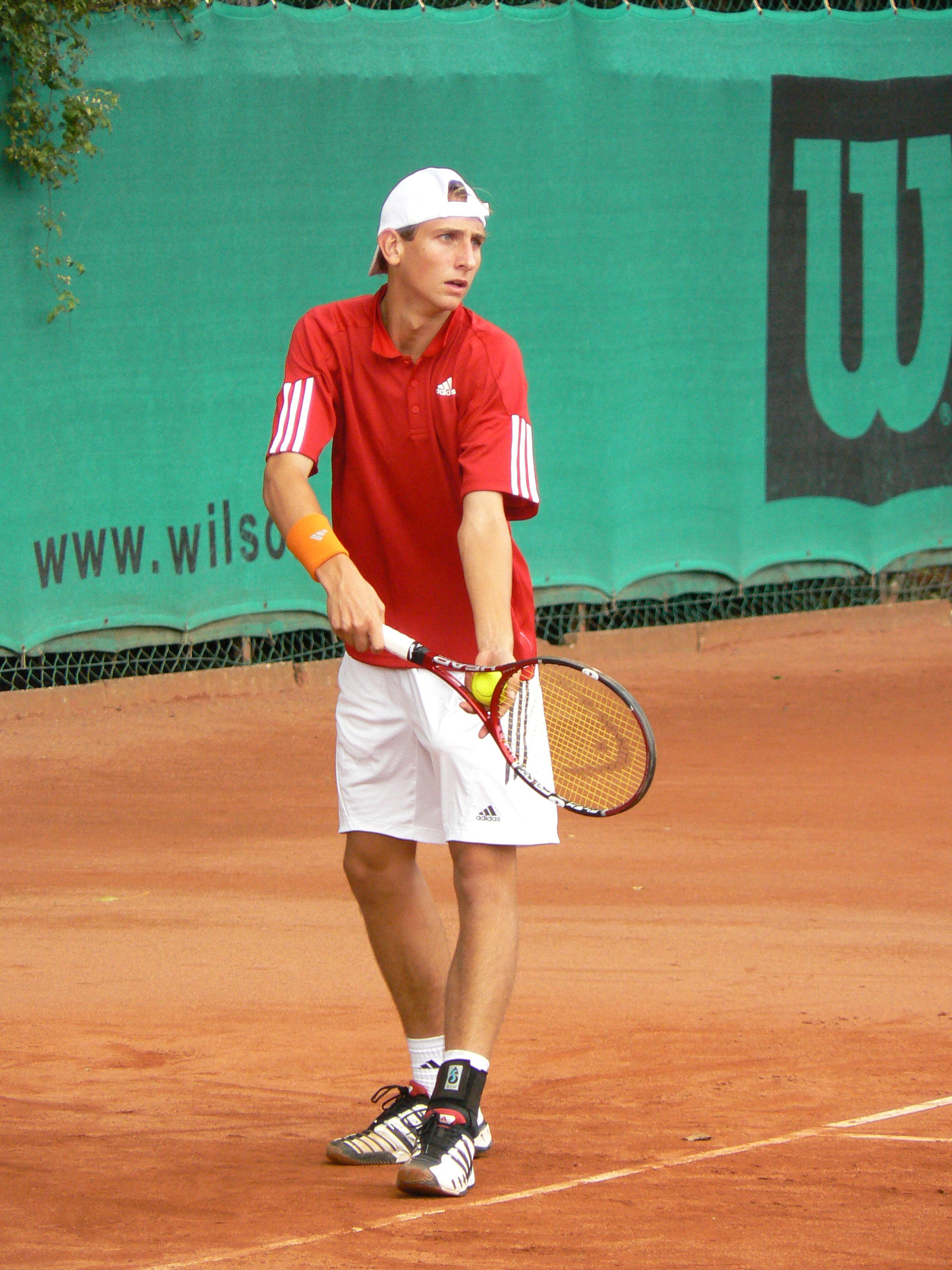
Thiemo De Bakker, vincitore di ben 3 tornei Challenger nel mese di agosto in singolare e di 1 in doppio.

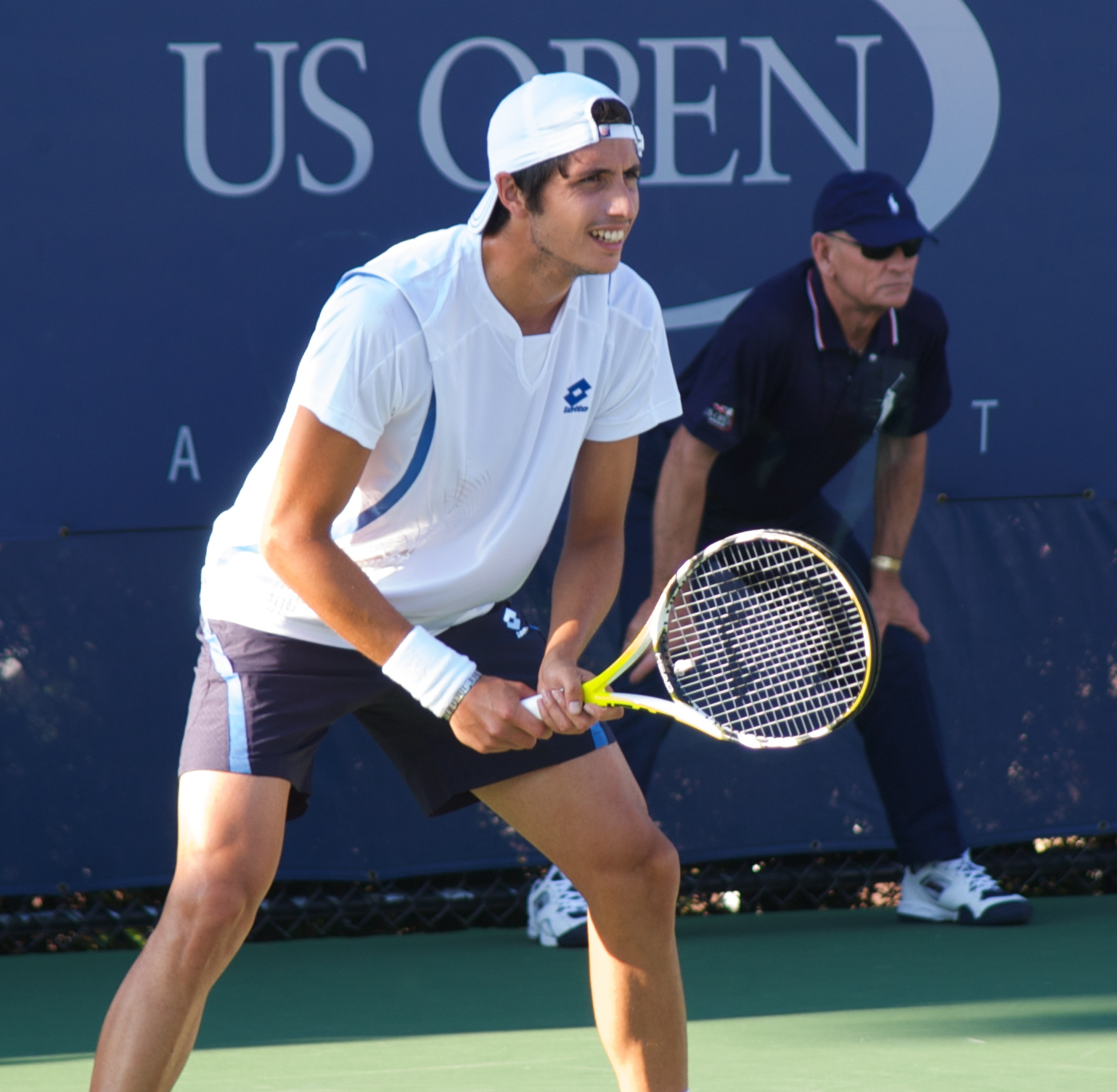
Paul Capdeville, vincitore al LG&T Tennis Challenger di Binghamton, Stati Uniti.

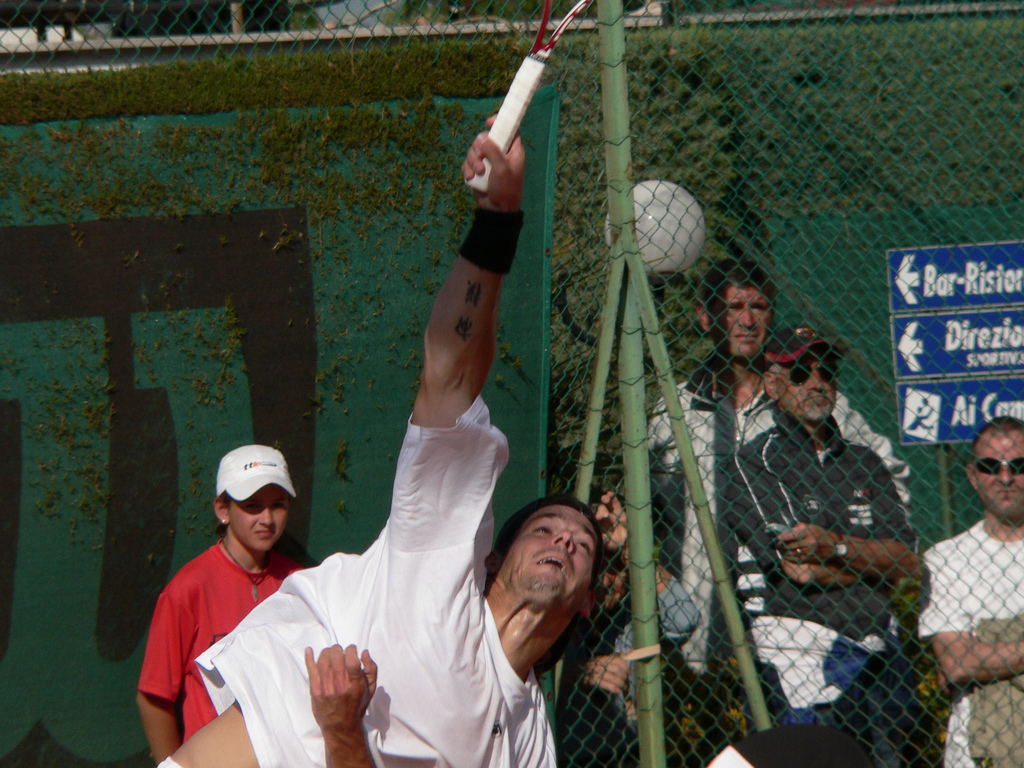
Daniel Köllerer, austriaco, vincitore a Trani nella Trani Cup.

| Settimana | Torneo | Campione                                                 | Finalista                                               | Semifinalisti                        | Quarti                                                                                    |
| --------- | --- | -------------------------------------------------------- | ------------------------------------------------------- | ------------------------------------ | ----------------------------------------------------------------------------------------- |
| 3 agosto  | Open Castilla y León 2009 Segovia, Spagna Tretorn SERIE+ 106 500 €+H - Cemento - 32S/32Q/16D Singolare – Doppio                                     | Feliciano López 6–3, 6–4                                 | Adrian Mannarino                                        | Nicolas Mahut Marcel Granollers      | Iván Navarro Édouard Roger-Vasselin Grigor Dimitrov Roberto Bautista Agut                 |
| 3 agosto  | Open Castilla y León 2009 Segovia, Spagna Tretorn SERIE+ 106 500 €+H - Cemento - 32S/32Q/16D Singolare – Doppio                                     | Nicolas Mahut Édouard Roger-Vasselin 6(4)–7, 6–3, [10–8] | Serhij Stachovs'kyj Lovro Zovko                         | Nicolas Mahut Marcel Granollers      | Iván Navarro Édouard Roger-Vasselin Grigor Dimitrov Roberto Bautista Agut                 |
| 3 agosto  | San Marino CEPU Open 2009 Città di San Marino, San Marino Tretorn SERIE+ 85 000 €+H - Terra rossa - 32S/32Q/16D Singolare – Doppio                  | Andreas Seppi 7–6(4), 2–6, 6–4                           | Potito Starace                                          | Daniel Köllerer Oleksandr Dolhopolov | Sergio Roitman Rui Machado Peter Luczak Pere Riba Madrid                                  |
| 3 agosto  | San Marino CEPU Open 2009 Città di San Marino, San Marino Tretorn SERIE+ 85 000 €+H - Terra rossa - 32S/32Q/16D Singolare – Doppio                  | Lucas Arnold Ker Sebastián Prieto 7–6(4), 3–6, [10–7]    | Johan Brunström Jean-Julien Rojer                       | Daniel Köllerer Oleksandr Dolhopolov | Sergio Roitman Rui Machado Peter Luczak Pere Riba Madrid                                  |
| 3 agosto  | Vancouver Open 2009 Vancouver, Canada Serie regolari 100 000 $ - Terra verde - 32S/32Q/16D Singolare – Doppio                                       | Marcos Baghdatis 6–4, 6–4                                | Xavier Malisse                                          | Alex Bogdanović Tim Smyczek          | Serhij Bubka Philip Bester Lester Cook Taylor Dent                                        |
| 3 agosto  | Vancouver Open 2009 Vancouver, Canada Serie regolari 100 000 $ - Terra verde - 32S/32Q/16D Singolare – Doppio                                       | Kevin Anderson Rik De Voest 6–4, 6–4                     | Ramón Delgado Kaes Van't Hof                            | Alex Bogdanović Tim Smyczek          | Serhij Bubka Philip Bester Lester Cook Taylor Dent                                        |
| 3 agosto  | Credicard Citi Mastercard Tennis Cup 2009 Campos do Jordão, Brasile Serie regolari 50 000 $+H - Cemento - 32S/32Q/16D Singolare – Doppio            | Horacio Zeballos 6(4)–7, 6–4, 6–3                        | Thiago Alves                                            | Marcelo Demoliner Juan Ignacio Chela | Raven Klaasen Ricardo Mello Caio Zampieri David Guez                                      |
| 3 agosto  | Credicard Citi Mastercard Tennis Cup 2009 Campos do Jordão, Brasile Serie regolari 50 000 $+H - Cemento - 32S/32Q/16D Singolare – Doppio            | Joshua Godall Samuel Groth 7–6(4), 6–3                   | Rogeiro Silva Júlio Silva                               | Marcelo Demoliner Juan Ignacio Chela | Raven Klaasen Ricardo Mello Caio Zampieri David Guez                                      |
| 10 agosto | Zucchetti Kos Tennis Cup 2009 Cordenons, Italia Tretorn SERIE+ 85 000 €+H - Terra rossa - 32S/32Q/16D Singolare – Doppio                            | Peter Luczak 6–3, 3–6, 6–1                               | Olivier Rochus                                          | Filippo Volandri Christophe Rochus   | Brian Dabul Victor Crivoi Daniel Köllerer Óscar Hernández                                 |
| 10 agosto | Zucchetti Kos Tennis Cup 2009 Cordenons, Italia Tretorn SERIE+ 85 000 €+H - Terra rossa - 32S/32Q/16D Singolare – Doppio                            | Jamie Cerretani Travis Rettenmaier 4–6, 6–3, [11–9]      | Petr Luczak Alessandro Motti                            | Filippo Volandri Christophe Rochus   | Brian Dabul Victor Crivoi Daniel Köllerer Óscar Hernández                                 |
| 10 agosto | LG&T Tennis Challenger Binghamton, Stati Uniti Serie regolari 50 000 $ - Cemento - 32S/32Q/16D Singolare – Doppio                                   | Paul Capdeville 7–6(7), 7–6(11)                          | Kevin Anderson                                          | Harel Levy Rik De Voest              | Denis Istomin Lester Cook Tigran Martirosyan Serhij Bubka                                 |
| 10 agosto | LG&T Tennis Challenger Binghamton, Stati Uniti Serie regolari 50 000 $ - Cemento - 32S/32Q/16D Singolare – Doppio                                   | Rik De Voest Scott Lipsky 7–6(2), 6–4                    | Carsten Ball Kaes Van't Hof                             | Harel Levy Rik De Voest              | Denis Istomin Lester Cook Tigran Martirosyan Serhij Bubka                                 |
| 10 agosto | American Express - TED Open 2009 Istanbul, Turchia Serie regolari 50 000 $ - Cemento - 32S/32Q/16D Singolare – Doppio                               | Illja Marčenko 6–4, 6–4                                  | Florian Mayer                                           | Frederico Gil Karol Beck             | Michail Kukuškin Marsel İlhan Stéphane Robert Martin Fischer                              |
| 10 agosto | American Express - TED Open 2009 Istanbul, Turchia Serie regolari 50 000 $ - Cemento - 32S/32Q/16D Singolare – Doppio                               | Frederico Gil Filip Prpic 3–6, 6–2, [10–6]               | Grigor Dimitrov Marsel İlhan                            | Frederico Gil Karol Beck             | Michail Kukuškin Marsel İlhan Stéphane Robert Martin Fischer                              |
| 10 agosto | Aberto de Brasília 2009 Brasilia, Brasile Serie regolari 35 000 $+H - Cemento - 32S/32Q/16D Singolare – Doppio                                      | Ricardo Mello 7–6(2), 6–4                                | Juan Ignacio Chela                                      | Nicolás Massú Horacio Zeballos       | Daniel King-Turner Giovanni Lapentti Marcel Felder João Souza                             |
| 10 agosto | Aberto de Brasília 2009 Brasilia, Brasile Serie regolari 35 000 $+H - Cemento - 32S/32Q/16D Singolare – Doppio                                      | Marcelo Demoliner Rodrigo Guidolin 6–4, 6–2              | Ricardo Mello Caio Zampieri                             | Nicolás Massú Horacio Zeballos       | Daniel King-Turner Giovanni Lapentti Marcel Felder João Souza                             |
| 10 agosto | Samarkand Challenger 2009 Samarcanda, Uzbekistan Serie regolari 35 000 $+H - Terra rossa - 32S/32Q/16D Singolare – Doppio                           | Dustin Brown 7–6(3), 6–3                                 | Jonathan Dasnieres de Veigy                             | Carles Poch Evgenij Kirillov         | Valerij Rudnev Guillaume Rufin David Goffin Kamil Čapkovič                                |
| 10 agosto | Samarkand Challenger 2009 Samarcanda, Uzbekistan Serie regolari 35 000 $+H - Terra rossa - 32S/32Q/16D Singolare – Doppio                           | Kaden Hensel Adam Hubble 7–5, 7–5                        | Valerij Rudnev Ivan Serheev                             | Carles Poch Evgenij Kirillov         | Valerij Rudnev Guillaume Rufin David Goffin Kamil Čapkovič                                |
| 10 agosto | Concurso Internacional de Tenis - Vigo 2009 Vigo, Spagna Serie regolari 30 000 €+H - Terra rossa - 32S/32Q/16D Singolare – Doppio                   | Thiemo de Bakker 6–4, 4–6, 6–2                           | Thierry Ascione                                         | Pablo Andújar Martín Alund           | Marcel Granollers Iván Navarro Santiago Ventura Rubén Ramírez Hidalgo                     |
| 10 agosto | Concurso Internacional de Tenis - Vigo 2009 Vigo, Spagna Serie regolari 30 000 €+H - Terra rossa - 32S/32Q/16D Singolare – Doppio                   | Thiemo de Bakker Raemon Sluiter 7–6(5), 6–2              | Pedro Clar Albert Ramos Viñolas Viñolas Viñolas Viñolas | Pablo Andújar Martín Alund           | Marcel Granollers Iván Navarro Santiago Ventura Rubén Ramírez Hidalgo                     |
| 17 agosto | Trani Cup 2009 Trani, Italia Serie regolari 42 500 €+H - Terra rossa - 32S/32Q/16D Singolare – Doppio                                               | Daniel Köllerer 6–3, 7–5                                 | Filippo Volandri                                        | Daniele Bracciali Simon Greul        | Enrico Burzi Simone Vagnozzi Marco Crugnola Luis Horna                                    |
| 17 agosto | Trani Cup 2009 Trani, Italia Serie regolari 42 500 €+H - Terra rossa - 32S/32Q/16D Singolare – Doppio                                               | Jamie Delgado Jamie Murray 3–6, 6–4, [12–10]             | Simon Greul Simone Vagnozzi                             | Daniele Bracciali Simon Greul        | Enrico Burzi Simone Vagnozzi Marco Crugnola Luis Horna                                    |
| 17 agosto | IPP Trophy 2009 Ginevra, Svizzera Serie regolari 30 000 €+H - Terra rossa - 32S/32Q/16D Singolare – Doppio                                          | Dominik Meffert 6–3, 6–1                                 | Benjamin Balleret                                       | Phillip Oswald Jurij Ščukin          | Robin Vik Evgenij Donskoj Diego Alvarez Jan Hájek                                         |
| 17 agosto | IPP Trophy 2009 Ginevra, Svizzera Serie regolari 30 000 €+H - Terra rossa - 32S/32Q/16D Singolare – Doppio                                          | Diego Álvarez Juan Martin Aranguren 6–4, 4–6, [10–2]     | Henri Laaksonen Phillip Oswald                          | Phillip Oswald Jurij Ščukin          | Robin Vik Evgenij Donskoj Diego Alvarez Jan Hájek                                         |
| 17 agosto | Karshi Challenger 2009 Qarshi, Uzbekistan Serie regolari 35 000 $+H - Cemento - 32S/32Q/16D Singolare – Doppio                                      | Rainer Eitzinger 6–3, 1–6, 7–6(3)                        | Ivan Serheev                                            | Carles Poch Ričardas Berankis        | Greg Jones Nicola Ciric Dustin Brown Sadik Kadir                                          |
| 17 agosto | Karshi Challenger 2009 Qarshi, Uzbekistan Serie regolari 35 000 $+H - Cemento - 32S/32Q/16D Singolare – Doppio                                      | Sadik Kadir / Purav Raja 6–3, 7–6(4)                     | Andis Juška Dennis Pavlovs                              | Carles Poch Ričardas Berankis        | Greg Jones Nicola Ciric Dustin Brown Sadik Kadir                                          |
| 17 agosto | Concurso Internacional de Tenis - San Sebastián 2009 San Sebastián, Spagna Serie regolari 30 000 €+H - Terra rossa - 32S/32Q/16D Singolare – Doppio | Thiemo De Bakker 6–2, 6–3                                | Filip Krajinović                                        | Olivier Patience Pedro Clar          | David Marrero Albert Ramos Viñolas Viñolas Viñolas Viñolas Pablo Andújar Jose Checa-Calvo |
| 17 agosto | Concurso Internacional de Tenis - San Sebastián 2009 San Sebastián, Spagna Serie regolari 30 000 €+H - Terra rossa - 32S/32Q/16D Singolare – Doppio | Jonathan Eysseric Romain Jouan 7–5, 6–3                  | Pedro Clar Albert Ramos Viñolas Viñolas Viñolas Viñolas | Olivier Patience Pedro Clar          | David Marrero Albert Ramos Viñolas Viñolas Viñolas Viñolas Pablo Andújar Jose Checa-Calvo |
| 24 agosto | Antonio Savoldi-Marco Cò - Trofeo Dimmidisì 2009 Manerbio, Italia Serie regolari 75 000 €+H - Terra rossa - 32S/32Q/16D Singolare – Doppio          | Federico Delbonis 6–1, 6–3                               | Leonardo Tavares                                        | Benjamin Balleret Jiří Vaněk         | Martín Alund Daniele Giorgini Eduardo Schwank Carlos Berlocq                              |
| 24 agosto | Antonio Savoldi-Marco Cò - Trofeo Dimmidisì 2009 Manerbio, Italia Serie regolari 75 000 €+H - Terra rossa - 32S/32Q/16D Singolare – Doppio          | Alessio Di Mauro Simone Vagnozzi 6–4, 3–6, [10–4]        | Yves Allegro Huta Galung                                | Benjamin Balleret Jiří Vaněk         | Martín Alund Daniele Giorgini Eduardo Schwank Carlos Berlocq                              |
| 24 agosto | Almaty Cup 2009 Almaty, Kazakistan Serie regolari 50 000 $ - Cemento - 32S/32Q/16D Singolare – Doppio                                               | Ivan Serheev 6–3, 5–7, 6–4                               | Dustin Brown                                            | Pierre-Ludovic Duclos Il'ja Beljaev  | Greg Jones Kostantin Kravčuk Michail Ledovskich Andis Juška                               |
| 24 agosto | Almaty Cup 2009 Almaty, Kazakistan Serie regolari 50 000 $ - Cemento - 32S/32Q/16D Singolare – Doppio                                               | Denis Molchanov Yang Tsung-hua 4–6, 7–6(5), [11–9]       | Pierre-Ludovic Duclos Alexay Kedriouk                   | Pierre-Ludovic Duclos Il'ja Beljaev  | Greg Jones Kostantin Kravčuk Michail Ledovskich Andis Juška                               |
| 31 agosto | Brașov Challenger 2009 Brașov, Romania Serie regolari 30 000 €+H - Terra rossa - 32S/32Q/16D Singolare – Doppio                                     | Thiemo De Bakker 7–5, 6–0                                | Pere Riba                                               | Francesco Aldi Adrian Ungur          | Sergio Gutierrez-Ferrol Artem Smyrnov Dušan Lojda Pablo Santos                            |
| 31 agosto | Brașov Challenger 2009 Brașov, Romania Serie regolari 30 000 €+H - Terra rossa - 32S/32Q/16D Singolare – Doppio                                     | Pere Riba Pablo Santos 6–3, 6–2                          | Simone Vagnozzi Uros Vico                               | Francesco Aldi Adrian Ungur          | Sergio Gutierrez-Ferrol Artem Smyrnov Dušan Lojda Pablo Santos                            |
| 31 agosto | Città di Como Challenger 2009 Como, Italia Serie regolari 30 000 €+H - Terra rossa - 32S/32Q/16D Singolare – Doppio                                 | Oleksandr Dolhopolov 7–5, 7–6(5)                         | Juan Martin Aranguren                                   | Paolo Lorenzi Olivier Patience       | Marco Crugnola Filippo Volandri Carlos Berlocq Tomas Tenconi                              |
| 31 agosto | Città di Como Challenger 2009 Como, Italia Serie regolari 30 000 €+H - Terra rossa - 32S/32Q/16D Singolare – Doppio                                 | Marco Crugnola Alessandro Motti 7–6(3), 6–2              | Treat Conrad Huey Harsh Mankad                          | Paolo Lorenzi Olivier Patience       | Marco Crugnola Filippo Volandri Carlos Berlocq Tomas Tenconi                              |
| 31 agosto | Black Forest Open 2009 Freudenstadt, Germania Serie regolari 35 000 €+H - Terra rossa - 32S/32Q/16D Singolare – Doppio                              | Jan Hájek 2–6, 6–3, 7–6(5)                               | Laurent Recouderc                                       | Florian Mayer Daniel Brands          | Nils Langer Jonathan Dasnieres de Veigy Joseph Sirianni James Ward                        |
| 31 agosto | Black Forest Open 2009 Freudenstadt, Germania Serie regolari 35 000 €+H - Terra rossa - 32S/32Q/16D Singolare – Doppio                              | Jan Hájek Dušan Karol 4–6, 6–4, [10–5]                   | Martin Kližan Adil Shamasdin                            | Florian Mayer Daniel Brands          | Nils Langer Jonathan Dasnieres de Veigy Joseph Sirianni James Ward                        |

### Settembre
| Settimana    | Torneo | Campione                                              | Finalista                                    | Semifinalisti                          | Quarti                                                                 |
| ------------ | --- | ----------------------------------------------------- | -------------------------------------------- | -------------------------------------- | ---------------------------------------------------------------------- |
| 7 settembre  | AON Open Challenger 2009 Genova, Italia Serie regolari 85 000 €+H - Terra (Rossa) - 32S/32Q/16D Singolare – Doppio                     | Alberto Martín 6–3, 6–3                               | Carlos Berlocq                               | Steve Darcis Simon Greul               | Juan Martín Aranguren Evgenij Korolëv Harel Levy Daniel Brands         |
| 7 settembre  | AON Open Challenger 2009 Genova, Italia Serie regolari 85 000 €+H - Terra (Rossa) - 32S/32Q/16D Singolare – Doppio                     | Daniele Bracciali Alessandro Motti 6–4, 6–2           | Amir Hadad Harel Levy                        | Steve Darcis Simon Greul               | Juan Martín Aranguren Evgenij Korolëv Harel Levy Daniel Brands         |
| 7 settembre  | TEAN International 2009 Alphen aan den Rijn, Paesi Bassi Serie regolari 42 500 € - Terra (Rossa) - 32S/32Q/16D Singolare – Doppio      | Stéphane Robert 7–6(2), 5–7, 7–6(5)                   | Michael Russell                              | Raemon Sluiter Thiemo de Bakker        | Julian Reister Andrea Arnaboldi Matthias Bachinger Matwé Middelkoop    |
| 7 settembre  | TEAN International 2009 Alphen aan den Rijn, Paesi Bassi Serie regolari 42 500 € - Terra (Rossa) - 32S/32Q/16D Singolare – Doppio      | Jonathan Marray Jamie Murray 6–1, 6–4                 | Serhij Stachovs'kyj Serhij Bubka             | Raemon Sluiter Thiemo de Bakker        | Julian Reister Andrea Arnaboldi Matthias Bachinger Matwé Middelkoop    |
| 7 settembre  | Copa Sevilla 2009 Siviglia, Spagna Serie regolari 42 500 €+H - Terra (Giallo) - 32S/32Q/16D Singolare – Doppio                         | Pere Riba 7–6(2), 6–2                                 | Albert Ramos Viñolas Viñolas Viñolas Viñolas | Santiago Ventura Júlio Silva           | Daniel Gimeno Traver Simone Vagnozzi Pablo Santos Agustin Boje-Ordonez |
| 7 settembre  | Copa Sevilla 2009 Siviglia, Spagna Serie regolari 42 500 €+H - Terra (Giallo) - 32S/32Q/16D Singolare – Doppio                         | Treat Conrad Huey Harsh Mankad 6–1, 7–5               | Alberto Brizzi Simone Vagnozzi               | Santiago Ventura Júlio Silva           | Daniel Gimeno Traver Simone Vagnozzi Pablo Santos Agustin Boje-Ordonez |
| 7 settembre  | Trophee des Alpilles 2009 Saint-Rémy-de-Provence, Francia Serie regolari 42 500 € - Cemento - 32S/32Q/16D Singolare – Doppio           | Marcos Baghdatis 6–4, 6–1                             | Xavier Malisse                               | Björn Phau Lukáš Lacko                 | Sébastien de Chaunac Stéphane Bohli Nicolas Mahut David Guez           |
| 7 settembre  | Trophee des Alpilles 2009 Saint-Rémy-de-Provence, Francia Serie regolari 42 500 € - Cemento - 32S/32Q/16D Singolare – Doppio           | Jiří Krkoška Lukáš Lacko 6–1, 3–6, [10–3]             | Ruben Bemelmans Niels Desein                 | Björn Phau Lukáš Lacko                 | Sébastien de Chaunac Stéphane Bohli Nicolas Mahut David Guez           |
| 14 settembre | Pekao Open 2009 Stettino, Polonia Tretorn series 106 500 €+H - Terra (Rossa) - 32S/32Q/16D Singolare – Doppio                          | Evgenij Korolëv 6–4, 6–3                              | Florent Serra                                | Albert Montañés Óscar Hernández        | Daniel Brands Jurij Ščukin Florian Mayer Santiago Ventura              |
| 14 settembre | Pekao Open 2009 Stettino, Polonia Tretorn series 106 500 €+H - Terra (Rossa) - 32S/32Q/16D Singolare – Doppio                          | Tomasz Bednarek Mateusz Kowalczyk 6–3, 6–4            | Oleksandr Dolhopolov Artem Smyrnov           | Albert Montañés Óscar Hernández        | Daniel Brands Jurij Ščukin Florian Mayer Santiago Ventura              |
| 14 settembre | Seguros Bolivar Open Cali 2009 Cali, Colombia Serie regolari 75 000 $+H - Terra (Rossa) - 32S/32Q/16D Singolare – Doppio               | Alejandro Falla 6–3, 6–4                              | Horacio Zeballos                             | Juan Ignacio Chela Santiago Giraldo    | Ricardo Mello Eduardo Struvay Carlos Poch-Gradin Carlos Salamanca      |
| 14 settembre | Seguros Bolivar Open Cali 2009 Cali, Colombia Serie regolari 75 000 $+H - Terra (Rossa) - 32S/32Q/16D Singolare – Doppio               | Sebastián Prieto Horacio Zeballos 4–6, 6–3, [10–5]    | Ricardo Hocevar João Souza                   | Juan Ignacio Chela Santiago Giraldo    | Ricardo Mello Eduardo Struvay Carlos Poch-Gradin Carlos Salamanca      |
| 14 settembre | USTA Challenger of Oklahoma 2009 Tulsa, Stati Uniti Serie regolari 50 000 $ - Cemento - 32S/32Q/16D Singolare – Doppio                 | Taylor Dent 7–6(9), 7–6(4)                            | Wayne Odesnik                                | Tigran Martirosyan Todd Widom          | Jesse Levine Ryan Sweeting Artëm Sitak Daniel Garza                    |
| 14 settembre | USTA Challenger of Oklahoma 2009 Tulsa, Stati Uniti Serie regolari 50 000 $ - Cemento - 32S/32Q/16D Singolare – Doppio                 | David Martin Rajeev Ram 6–2, 6–2                      | Philip Stephens Ashley Watling               | Tigran Martirosyan Todd Widom          | Jesse Levine Ryan Sweeting Artëm Sitak Daniel Garza                    |
| 14 settembre | Banja Luka Challenger 2009 Banja Luka, Bosnia ed Erzegovina Serie regolari 42 500 €+H - Terra (Rossa) - 32S/32Q/16D Singolare – Doppio | Daniel Gimeno Traver 6–4, 6–1                         | Julian Reister                               | Tobias Kamke Dušan Lojda               | Stéphane Robert Valerij Rudnev Matwé Middelkoop Goran Tošić            |
| 14 settembre | Banja Luka Challenger 2009 Banja Luka, Bosnia ed Erzegovina Serie regolari 42 500 €+H - Terra (Rossa) - 32S/32Q/16D Singolare – Doppio | Dustin Brown Rainer Eitzinger 6–4, 6–3                | Ismar Gorčić Simone Vagnozzi                 | Tobias Kamke Dušan Lojda               | Stéphane Robert Valerij Rudnev Matwé Middelkoop Goran Tošić            |
| 14 settembre | Internazionali di Tennis dell'Umbria 2009 Todi, Italia Serie regolari 42 500 €+H - Terra (Rossa) - 32S/32Q/16D Singolare – Doppio      | Simon Greul 2–6, 6–1, 7–6(6)                          | Adrian Ungur                                 | David Goffin Andrea Arnaboldi          | Édouard Roger-Vasselin Kevin Anderson Paolo Lorenzi David Marrero      |
| 14 settembre | Internazionali di Tennis dell'Umbria 2009 Todi, Italia Serie regolari 42 500 €+H - Terra (Rossa) - 32S/32Q/16D Singolare – Doppio      | Martin Fischer Philip Oswald 7–5, 6–3                 | Pablo Santos Gabriel Trujillo Soler          | David Goffin Andrea Arnaboldi          | Édouard Roger-Vasselin Kevin Anderson Paolo Lorenzi David Marrero      |
| 21 settembre | Copa Petrobras Bogotá 2009 Bogotà, Colombia Tretorn series 75 000 $+H - Terra (Rossa) - 32S/32Q/16D Singolare – Doppio                 | Carlos Salamanca 6–1, 7–6(5)                          | Riccardo Ghedin                              | Caio Zampieri Ricardo Mello            | Alejandro González Andre Begemann Giovanni Lapentti Paul Capdeville    |
| 21 settembre | Copa Petrobras Bogotá 2009 Bogotà, Colombia Tretorn series 75 000 $+H - Terra (Rossa) - 32S/32Q/16D Singolare – Doppio                 | Alejandro Falla Alejandro González 5–7, 6–4, [10–8]   | Diego Alvarez Sebastián Decoud               | Caio Zampieri Ricardo Mello            | Alejandro González Andre Begemann Giovanni Lapentti Paul Capdeville    |
| 21 settembre | ATP Challenger Trophy 2009 Trnava, Slovacchia Serie regolari 64 000 € - Terra (Rossa) - 32S/32Q/16D Singolare – Doppio                 | Oleksandr Dolhopolov 6–2, 6–2                         | Lamine Ouahab                                | Tejmuraz Gabašvili Serhij Stachovs'kyj | Dominik Hrbatý Jan Hájek Tobias Kamke Marek Semjan                     |
| 21 settembre | ATP Challenger Trophy 2009 Trnava, Slovacchia Serie regolari 64 000 € - Terra (Rossa) - 32S/32Q/16D Singolare – Doppio                 | Grigor Dimitrov Tejmuraz Gabašvili 6–4, 2–6, [10–8]   | Jan Minář Lukáš Rosol                        | Tejmuraz Gabašvili Serhij Stachovs'kyj | Dominik Hrbatý Jan Hájek Tobias Kamke Marek Semjan                     |
| 21 settembre | BMW Ljubljana Open 2009 Lubiana, Slovenia Serie regolari 42 500 € - Terra (Rossa) - 32S/32Q/16D Singolare – Doppio                     | Paolo Lorenzi 1–6, 7–6(4), 6–2                        | Grega Žemlja                                 | Janez Semrajč Stéphane Robert          | Filip Krajinović Enrico Burzi Simone Vagnozzi Roko Karanušić           |
| 21 settembre | BMW Ljubljana Open 2009 Lubiana, Slovenia Serie regolari 42 500 € - Terra (Rossa) - 32S/32Q/16D Singolare – Doppio                     | Jamie Delgado Jamie Murray 6–3, 6–3                   | Stéphane Robert Simone Vagnozzi              | Janez Semrajč Stéphane Robert          | Filip Krajinović Enrico Burzi Simone Vagnozzi Roko Karanušić           |
| 21 settembre | Sicilia Classic 2009 Palermo, Italia Serie regolari 30 000 €+H - Terra (Rossa) - 32S/32Q/16D Singolare – Doppio                        | Adrian Ungur 6–4, 6–4                                 | Albert Ramos Viñolas Viñolas Viñolas Viñolas | Nikola Ciric Miguel Ángel López Jaén   | Guillermo Olaso Gero Kretschmer Iván Navarro Inigo Cervantes-Huegun    |
| 21 settembre | Sicilia Classic 2009 Palermo, Italia Serie regolari 30 000 €+H - Terra (Rossa) - 32S/32Q/16D Singolare – Doppio                        | Martin Fischer Philip Oswald 6–3, 7–6(4)              | Pierre-Ludovic Duclos Rogério Dutra da Silva | Nikola Ciric Miguel Ángel López Jaén   | Guillermo Olaso Gero Kretschmer Iván Navarro Inigo Cervantes-Huegun    |
| 28 settembre | Copa Petrobras Buenos Aires 2009 Buenos Aires, Argentina Tretorn series 75 000 $+H - Terra (Rossa) - 32S/32Q/16D Singolare – Doppio    | Horacio Zeballos 6–2, 3–6, 6–3                        | Gastón Gaudio                                | Júlio Silva Juan Ignacio Chela         | Brian Dabul Santiago Ventura Nicolás Lapentti Máximo González          |
| 28 settembre | Copa Petrobras Buenos Aires 2009 Buenos Aires, Argentina Tretorn series 75 000 $+H - Terra (Rossa) - 32S/32Q/16D Singolare – Doppio    | Brian Dabul Sergio Roitman 6(4)–7, 6–0, [10–8]        | Lucas Arnold Ker Máximo González             | Júlio Silva Juan Ignacio Chela         | Brian Dabul Santiago Ventura Nicolás Lapentti Máximo González          |
| 28 settembre | Tennislife Cup 2009 Napoli, Italia Serie regolari 64 000 €+H - Terra (Rossa) - 32S/32Q/16D Singolare – Doppio                          | Frederico Gil 2–6, 6–1, 6–4                           | Potito Starace                               | Adrian Ungur Óscar Hernández           | Peter Luczak Marcel Granollers Tejmuraz Gabašvili Pablo Andújar        |
| 28 settembre | Tennislife Cup 2009 Napoli, Italia Serie regolari 64 000 €+H - Terra (Rossa) - 32S/32Q/16D Singolare – Doppio                          | Frederico Gil Ivan Dodig 6–3, 6–1                     | Thiago Alves Lukáš Rosol                     | Adrian Ungur Óscar Hernández           | Peter Luczak Marcel Granollers Tejmuraz Gabašvili Pablo Andújar        |
| 28 settembre | Club Premium Open 2009 Quito, Ecuador Serie regolari 35 000 $+H - Terra (Rossa) - 32S/32Q/16D Singolare – Doppio                       | Carlos Salamanca 7–6(4), 6(5)–7, 6–4                  | Sebastián Decoud                             | Santiago Giraldo Andre Begemann        | Giovanni Lapentti Peter Polansky Santiago González Eric Nunez          |
| 28 settembre | Club Premium Open 2009 Quito, Ecuador Serie regolari 35 000 $+H - Terra (Rossa) - 32S/32Q/16D Singolare – Doppio                       | Santiago González Travis Rettenmaier 1–6, 6–3, [10–3] | Michael Quintero Fernando Vicente            | Santiago Giraldo Andre Begemann        | Giovanni Lapentti Peter Polansky Santiago González Eric Nunez          |

### Ottobre
| Settimana  | Torneo | Campione                                             | Finalista                             | Semifinalisti                                          | Quarti                                                                          |
| ---------- | --- | ---------------------------------------------------- | ------------------------------------- | ------------------------------------------------------ | ------------------------------------------------------------------------------- |
| 5 ottobre  | Ethias Trophy 2009 Mons, Belgio Tretorn series 106 500 €+H - Cemento indoor - 32S/32Q/16D Singolare – Doppio                         | Janko Tipsarević 7–6(4), 6–3                         | Serhij Stachovs'kyj                   | Steve Darcis Illja Marčenko                            | Xavier Malisse Josselin Ouanna Evgenij Korolëv Lukáš Lacko                      |
| 5 ottobre  | Ethias Trophy 2009 Mons, Belgio Tretorn series 106 500 €+H - Cemento indoor - 32S/32Q/16D Singolare – Doppio                         | Denis Istomin Evgenij Korolëv 6(4)–7, 7–6(4), [11–9] | Alejandro Falla Tejmuraz Gabašvili    | Steve Darcis Illja Marčenko                            | Xavier Malisse Josselin Ouanna Evgenij Korolëv Lukáš Lacko                      |
| 5 ottobre  | Copa Petrobras Montevideo 2009 Montevideo, Uruguay Serie regolari 75 000 $+H - Terra rossa - 32S/32Q/16D Singolare – Doppio          | Pablo Cuevas 7–5, 6–1                                | Nicolás Lapentti                      | Gastón Gaudio Juan Ignacio Chela                       | Leonardo Tavares Luis Horna Juan Pablo Brzezicki Máximo González                |
| 5 ottobre  | Copa Petrobras Montevideo 2009 Montevideo, Uruguay Serie regolari 75 000 $+H - Terra rossa - 32S/32Q/16D Singolare – Doppio          | Juan Pablo Brzezicki David Marrero 6–4, 6–4          | Martin Cuevas Pablo Cuevas            | Gastón Gaudio Juan Ignacio Chela                       | Leonardo Tavares Luis Horna Juan Pablo Brzezicki Máximo González                |
| 5 ottobre  | Natomas Men's Professional Tennis Tournament 2009 Sacramento, USA Serie regolari 50 000 $ - Cemento - 32S/32Q/16D Singolare – Doppio | Santiago Giraldo 7–6(4), 6–1                         | Jesse Levine                          | Jesse Witten Ryan Harrison                             | Robert Kendrick Treat Conrad Huey Jesse Levine Nick Lindahl                     |
| 5 ottobre  | Natomas Men's Professional Tennis Tournament 2009 Sacramento, USA Serie regolari 50 000 $ - Cemento - 32S/32Q/16D Singolare – Doppio | Lester Cook David Martin 4–6, 6–3, [10–5]            | Santiago González Travis Rettenmaier  | Jesse Witten Ryan Harrison                             | Robert Kendrick Treat Conrad Huey Jesse Levine Nick Lindahl                     |
| 5 ottobre  | Open Tarragona Costa Daurada 2009 Tarragona, Spagna Serie regolari 42 500 €+H - Terra rossa - 32S/32Q/16D Singolare – Doppio         | Daniel Gimeno Traver 6–4, 6–0                        | Paolo Lorenzi                         | Jan Hájek Albert Ramos Viñolas Viñolas Viñolas Viñolas | Peter Luczak Alberto Brizzi Antonio Veić Pere Riba                              |
| 5 ottobre  | Open Tarragona Costa Daurada 2009 Tarragona, Spagna Serie regolari 42 500 €+H - Terra rossa - 32S/32Q/16D Singolare – Doppio         | Tomasz Bednarek Mateusz Kowalczyk 6–1, 6–1           | Flavio Cipolla Alessandro Motti       | Jan Hájek Albert Ramos Viñolas Viñolas Viñolas Viñolas | Peter Luczak Alberto Brizzi Antonio Veić Pere Riba                              |
| 12 ottobre | Tashkent Challenger 2009 Tashkent, Uzbekistan Serie regolari 125 000 $+H - Cemento - 32S/32Q/16D Singolare – Doppio                  | Marcos Baghdatis 6–3, 1–6, 6–3                       | Denis Istomin                         | Oleksandr Dolhopolov Lukáš Lacko                       | Aleksandr Kudrjavcev Andrej Kumancov Christophe Rochus Serhij Stachovs'kyj      |
| 12 ottobre | Tashkent Challenger 2009 Tashkent, Uzbekistan Serie regolari 125 000 $+H - Cemento - 32S/32Q/16D Singolare – Doppio                  | Murad Inoyatov Denis Istomin 7–6(4), 6–4             | Jirí Krkoška Lukáš Lacko              | Oleksandr Dolhopolov Lukáš Lacko                       | Aleksandr Kudrjavcev Andrej Kumancov Christophe Rochus Serhij Stachovs'kyj      |
| 12 ottobre | Asunción Challenger 2009 Asunción, Paraguay Serie regolari 75 000 $+H - Terra rossa - 32S/32Q/16D Singolare – Doppio                 | Ramón Delgado 7–6(2), 1–6, 6–3                       | Daniel Gimeno Traver                  | Blaž Kavčič Diego Junqueira                            | Juan Martín Aranguren Santiago Ventura Facundo Bagnis Gastón Gaudio             |
| 12 ottobre | Asunción Challenger 2009 Asunción, Paraguay Serie regolari 75 000 $+H - Terra rossa - 32S/32Q/16D Singolare – Doppio                 | Santiago Ventura Rubén Ramírez Hidalgo 6–3, 7–6(5)   | Máximo González Eduardo Schwank       | Blaž Kavčič Diego Junqueira                            | Juan Martín Aranguren Santiago Ventura Facundo Bagnis Gastón Gaudio             |
| 12 ottobre | Open de Rennes 2009 Rennes, Francia Serie regolari 64 000 €+H - Cemento indoor - 32S/32Q/16D Singolare – Doppio                      | Alejandro Falla 6–3, 6–2                             | Thierry Ascione                       | David Guez Dieter Kindlmann                            | Stefano Galvani Xavier Malisse Kevin Anderson Jan Minář                         |
| 12 ottobre | Open de Rennes 2009 Rennes, Francia Serie regolari 64 000 €+H - Cemento indoor - 32S/32Q/16D Singolare – Doppio                      | Eric Butorac Lovro Zovko 6–4, 3–6, [10–6]            | Kevin Anderson Dominik Hrbatý         | David Guez Dieter Kindlmann                            | Stefano Galvani Xavier Malisse Kevin Anderson Jan Minář                         |
| 12 ottobre | Kolding Challenger 2009 Kolding, Danimarca Serie regolari 42 500 € - Cemento indoor - 32S/32Q/16D Singolare – Doppio                 | Alex Bogdanović 3–6, 7–6(7), def.                    | Ivan Dodig                            | Alexander Peya Robin Vik                               | Martin Fischer Thiemo de Bakker Matthias Bachinger Stefan Koubek                |
| 12 ottobre | Kolding Challenger 2009 Kolding, Danimarca Serie regolari 42 500 € - Cemento indoor - 32S/32Q/16D Singolare – Doppio                 | Martin Fischer Philipp Oswald 7–5, 6–3               | Jonathan Marray Aisam-ul-Haq Qureshi  | Alexander Peya Robin Vik                               | Martin Fischer Thiemo de Bakker Matthias Bachinger Stefan Koubek                |
| 12 ottobre | Tiburon Challenger 2009 Tiburon, USA Serie regolari 50 000 $ - Cemento - 32S/32Q/16D Singolare – Doppio                              | Gō Soeda 3–6, 6–3, 6–2                               | Ilija Bozoljac                        | Nick Lindahl Kevin Kim                                 | Michael Russell Jesse Levine Santiago Giraldo Roko Karanušić                    |
| 12 ottobre | Tiburon Challenger 2009 Tiburon, USA Serie regolari 50 000 $ - Cemento - 32S/32Q/16D Singolare – Doppio                              | Treat Conrad Huey Harsh Mankad 6–4, 6–4              | Ilija Bozoljac Dušan Vemić            | Nick Lindahl Kevin Kim                                 | Michael Russell Jesse Levine Santiago Giraldo Roko Karanušić                    |
| 19 ottobre | Open d'Orleans 2009 Orléans, Francia Serie regolari 106 500 €+H - Cemento indoor - 32S/32Q/16D Singolare – Doppio                    | Xavier Malisse 6–1, 6–2                              | Stéphane Robert                       | Stéphane Bohli Michaël Llodra                          | Jérémy Chardy Nicolas Mahut Daniel Brands Frederico Gil                         |
| 19 ottobre | Open d'Orleans 2009 Orléans, Francia Serie regolari 106 500 €+H - Cemento indoor - 32S/32Q/16D Singolare – Doppio                    | Colin Fleming Ken Skupski 6–1, 6–1                   | Sébastien Grosjean Olivier Patience   | Stéphane Bohli Michaël Llodra                          | Jérémy Chardy Nicolas Mahut Daniel Brands Frederico Gil                         |
| 19 ottobre | Santiago Challenger II 2009 Santiago, Cile Serie regolari 100 000 $+H - Terra rossa - 32S/32Q/16D Singolare – Doppio                 | Eduardo Schwank 6–2, 6–2                             | Nicolás Massú                         | Juan Ignacio Chela Daniel Muñoz de la Nava             | Peter Polansky Rubén Ramírez Hidalgo Federico Delbonis Nicolás Lapentti         |
| 19 ottobre | Santiago Challenger II 2009 Santiago, Cile Serie regolari 100 000 $+H - Terra rossa - 32S/32Q/16D Singolare – Doppio                 | Diego Cristin Eduardo Schwank 6–4, 7–5               | Juan Pablo Brzezicki David Marrero    | Juan Ignacio Chela Daniel Muñoz de la Nava             | Peter Polansky Rubén Ramírez Hidalgo Federico Delbonis Nicolás Lapentti         |
| 19 ottobre | Calabasas Pro Tennis Championships 2009 Calabasas, USA Serie regolari 50 000 $ - Cemento - 32S/32Q/16D Singolare – Doppio            | Donald Young 7–6(4), 6–1                             | Michael Russell                       | Michael Yani Cecil Mamiit                              | Luka Gregorc Prakash Amritraj Gō Soeda Grega Žemlja                             |
| 19 ottobre | Calabasas Pro Tennis Championships 2009 Calabasas, USA Serie regolari 50 000 $ - Cemento - 32S/32Q/16D Singolare – Doppio            | Santiago González Simon Stadler 6–4, 7–5             | Treat Conrad Huey Harsh Mankad        | Michael Yani Cecil Mamiit                              | Luka Gregorc Prakash Amritraj Gō Soeda Grega Žemlja                             |
| 19 ottobre | Aberto de Florianópolis 2009 Florianópolis, Brasile Serie regolari 35 000 $+H - Terra rossa - 32S/32Q/16D Singolare – Doppio         | Guillaume Rufin 6–4, 3–6, 6–3                        | Pere Riba                             | Andre Begemann Gastón Gaudio                           | Diego Junqueira Blaž Kavčič Jonathan D'asnières de Veigy Iñigo Cervantes-Huegun |
| 19 ottobre | Aberto de Florianópolis 2009 Florianópolis, Brasile Serie regolari 35 000 $+H - Terra rossa - 32S/32Q/16D Singolare – Doppio         | Tomasz Bednarek Mateusz Kowalczyk 6–1, 6–4           | Daniel Gimeno Traver Pere Riba        | Andre Begemann Gastón Gaudio                           | Diego Junqueira Blaž Kavčič Jonathan D'asnières de Veigy Iñigo Cervantes-Huegun |
| 26 ottobre | Samsung Securities Cup 2009 Seul, Corea del Sud Tretorn series 125 000 $+H - Cemento - 32S/32Q/16D Singolare – Doppio                | Lukáš Lacko 6–4, 6–2                                 | Dušan Lojda                           | Lester Cook Thiemo de Bakker                           | Greg Jones Somdev Devvarman Marinko Matosevic Lu Yen-hsun                       |
| 26 ottobre | Samsung Securities Cup 2009 Seul, Corea del Sud Tretorn series 125 000 $+H - Cemento - 32S/32Q/16D Singolare – Doppio                | Rik De Voest Lu Yen-hsun 7–6(5), 3–6, [10–6]         | Sanchai Ratiwatana Sonchat Ratiwatana | Lester Cook Thiemo de Bakker                           | Greg Jones Somdev Devvarman Marinko Matosevic Lu Yen-hsun                       |
| 26 ottobre | Brazil Challenger 2009 San Paolo, Brasile Serie regolari 75 000 $+H - Terra rossa - 32S/32Q/16D Singolare – Doppio                   | Thomaz Bellucci 6–4, 6–4                             | Nicolás Lapentti                      | David Marrero Santiago Ventura                         | Nicolás Massú Franco Ferreiro Júlio Silva Juan Ignacio Chela                    |
| 26 ottobre | Brazil Challenger 2009 San Paolo, Brasile Serie regolari 75 000 $+H - Terra rossa - 32S/32Q/16D Singolare – Doppio                   | Franco Ferreiro Ricardo Mello 6–3, 6–3               | Diego Junqueira David Marrero         | David Marrero Santiago Ventura                         | Nicolás Massú Franco Ferreiro Júlio Silva Juan Ignacio Chela                    |

### Novembre
| Settimana   | Torneo | Vincitore                                              | Finalista                                             | Semifinalisti                                  | Eliminati ai quarti                                               |
| ----------- | --- | ------------------------------------------------------ | ----------------------------------------------------- | ---------------------------------------------- | ----------------------------------------------------------------- |
| 2 novembre  | President's Cup 2009 Astana, Kazakistan Serie regolari 125 000 $ - Cemento (i) - 32S/15Q/16D Singolare – Doppio                              | Andrej Golubev 6–3, 6–3                                | Illja Marčenko                                        | Björn Phau Konstantin Kravčuk                  | Marek Semjan Evgenij Donskoj Stéphane Robert Michail Kukuškin     |
| 2 novembre  | President's Cup 2009 Astana, Kazakistan Serie regolari 125 000 $ - Cemento (i) - 32S/15Q/16D Singolare – Doppio                              | Jonathan Marray Jamie Murray 4–6, 6–3, [10–5]          | David Martin Rogier Wassen                            | Björn Phau Konstantin Kravčuk                  | Marek Semjan Evgenij Donskoj Stéphane Robert Michail Kukuškin     |
| 2 novembre  | Charlottesville Men's Pro Challenger Charlottesville, Stati Uniti Serie regolari 50 000 $ - Cemento (i) - 32S/32Q/16D/4Q Singolare – Doppio  | Kevin Kim 6–4, 6(8)–7, 6–4                             | Somdev Devvarman                                      | Ryan Sweeting Donald Young                     | Michael Russell Matwé Middelkoop Dominic Inglot Sanam Singh       |
| 2 novembre  | Charlottesville Men's Pro Challenger Charlottesville, Stati Uniti Serie regolari 50 000 $ - Cemento (i) - 32S/32Q/16D/4Q Singolare – Doppio  | Martin Emmrich Andreas Siljeström 6–4, 3–6, [11–9]     | Dominic Inglot Rylan Rizza                            | Ryan Sweeting Donald Young                     | Michael Russell Matwé Middelkoop Dominic Inglot Sanam Singh       |
| 2 novembre  | Chuncheon Challenger 2009 Chuncheon, Corea del Sud Tretorn SERIE+ 100 000 $+H - Cemento - 32S/32Q/16D Singolare – Doppio                     | Lu Yen-hsun 6–2, 6–3                                   | Igor Sijsling                                         | Frederik Nielsen Harel Levy                    | Alex Kuznetsov Prakash Amritraj Tobias Kamke Tatsuma Itō          |
| 2 novembre  | Chuncheon Challenger 2009 Chuncheon, Corea del Sud Tretorn SERIE+ 100 000 $+H - Cemento - 32S/32Q/16D Singolare – Doppio                     | Andis Juška Dmitrij Sitak 3–6, 6–3, [10–2]             | Hsin-han Lee Tsung-hua Yang                           | Frederik Nielsen Harel Levy                    | Alex Kuznetsov Prakash Amritraj Tobias Kamke Tatsuma Itō          |
| 2 novembre  | Bauer Watertechnology Cup 2009 Eckental, Germania Serie regolari 30 000 €+H - Sintetico (i) - 32S/32Q/16D Singolare – Doppio                 | Daniel Brands 6–4, 6–4                                 | Dustin Brown                                          | Dieter Kindlmann Sébastien de Chaunac          | Peter Gojowczyk Nils Langer Alexander Peya Lukáš Rosol            |
| 2 novembre  | Bauer Watertechnology Cup 2009 Eckental, Germania Serie regolari 30 000 €+H - Sintetico (i) - 32S/32Q/16D Singolare – Doppio                 | Michael Kohlmann Alexander Peya 6–4, 7–6(4)            | Philipp Marx Igor Zelenay                             | Dieter Kindlmann Sébastien de Chaunac          | Peter Gojowczyk Nils Langer Alexander Peya Lukáš Rosol            |
| 2 novembre  | Seguros Bolivar Open Medellin 2009 Medellín, Colombia Serie regolari 50 000 $+H - Terra Rossa - 32S/22Q/16D Singolare – Doppio               | Juan Ignacio Chela 6–4, 4–6, 6–4                       | João Souza                                            | Eduardo Schwank Pere Riba                      | Ricardo Hocevar Martín Alund Pablo Andújar Carlos Salamanca       |
| 2 novembre  | Seguros Bolivar Open Medellin 2009 Medellín, Colombia Serie regolari 50 000 $+H - Terra Rossa - 32S/22Q/16D Singolare – Doppio               | Sebastián Decoud Eduardo Schwank 6–0, 6–2              | Diego Junqueira David Marrero                         | Eduardo Schwank Pere Riba                      | Ricardo Hocevar Martín Alund Pablo Andújar Carlos Salamanca       |
| 9 novembre  | Lambertz Open by STAWAG 2009 Aquisgrana, Germania Serie regolari 42 500 €+H - Sintetico (i) - 32S/31Q/16D Singolare – Doppio                 | Rajeev Ram 7–6(2), 6(5)–7, 7–6(2)                      | Dustin Brown                                          | Daniel Brands Ruben Bemelmans                  | Louk Sorensen Steve Darcis Michał Przysiężny Simon Stadler        |
| 9 novembre  | Lambertz Open by STAWAG 2009 Aquisgrana, Germania Serie regolari 42 500 €+H - Sintetico (i) - 32S/31Q/16D Singolare – Doppio                 | Rohan Bopanna Aisam-ul-Haq Qureshi 6–4, 7–6(6)         | Philipp Marx Igor Zelenay                             | Daniel Brands Ruben Bemelmans                  | Louk Sorensen Steve Darcis Michał Przysiężny Simon Stadler        |
| 9 novembre  | Challenger Ciudad de Guayaquil 2009 Guayaquil, Ecuador Serie regolari 50 000 $+H - Terra Rossa - 32S/32Q/16D Singolare – Doppio              | Nicolás Lapentti 6–2, 2–6, 7–6(4)                      | Santiago Giraldo                                      | Eduardo Schwank Lars Pörschke                  | Júlio Silva Pedro Sousa Rui Machado Brian Dabul                   |
| 9 novembre  | Challenger Ciudad de Guayaquil 2009 Guayaquil, Ecuador Serie regolari 50 000 $+H - Terra Rossa - 32S/32Q/16D Singolare – Doppio              | Julio César Campozano Emilio Gómez 6(2)–7, 6–3, [10–8] | Andreas Haider-Maurer Lars Pörschke                   | Eduardo Schwank Lars Pörschke                  | Júlio Silva Pedro Sousa Rui Machado Brian Dabul                   |
| 9 novembre  | Jersey International Tennis Tournament 2009 Jersey, Channel Islands Serie regolari 42 500 € - Sintetico (i) - 32S/18Q/16D Singolare – Doppio | Jarkko Nieminen 4–6, 6–1, 7–5                          | Stéphane Robert                                       | Tobias Kamke Robin Haase                       | Frederik Nielsen Henri Kontinen Yannick Mertens Uladzimir Ihnacik |
| 9 novembre  | Jersey International Tennis Tournament 2009 Jersey, Channel Islands Serie regolari 42 500 € - Sintetico (i) - 32S/18Q/16D Singolare – Doppio | Frederik Nielsen Joseph Sirianni 7–5, 3–6, [10–2]      | Henri Kontinen Jarkko Nieminen                        | Tobias Kamke Robin Haase                       | Frederik Nielsen Henri Kontinen Yannick Mertens Uladzimir Ihnacik |
| 9 novembre  | Knoxville Challenger 2009 Knoxville, Stati Uniti Serie regolari 50 000 $ - Cemento (i) - 32S/32Q/16D/4Q Singolare – Doppio                   | Taylor Dent 6–3, 7–6(6)                                | Ilija Bozoljac                                        | Ryan Sweeting Grega Žemlja                     | Wayne Odesnik Kevin Anderson Ramón Delgado Donald Young           |
| 9 novembre  | Knoxville Challenger 2009 Knoxville, Stati Uniti Serie regolari 50 000 $ - Cemento (i) - 32S/32Q/16D/4Q Singolare – Doppio                   | Martin Emmrich Andreas Siljeström 7–5, 6–4             | Raven Klaasen Izak van der Merwe                      | Ryan Sweeting Grega Žemlja                     | Wayne Odesnik Kevin Anderson Ramón Delgado Donald Young           |
| 16 novembre | Slovak Open 2009 Bratislava, Slovacchia Tretorn SERIE+ 106 500 € - Cemento (i) - 32S/29Q/16D Singolare – Doppio                              | Michael Berrer 6(6)–7, 6–4, 7–6(3)                     | Dominik Hrbatý                                        | Harel Levy Lukáš Lacko                         | Rameez Junaid Alex Bogdanović Stefan Koubek Andrej Golubev        |
| 16 novembre | Slovak Open 2009 Bratislava, Slovacchia Tretorn SERIE+ 106 500 € - Cemento (i) - 32S/29Q/16D Singolare – Doppio                              | Philipp Marx Igor Zelenay 6–4, 6–4                     | Leoš Friedl David Škoch                               | Harel Levy Lukáš Lacko                         | Rameez Junaid Alex Bogdanović Stefan Koubek Andrej Golubev        |
| 16 novembre | Abierto Internacional Ciudad de Cancun 2009 Cancún, Messico Serie regolari 35 000 $+H - Terra Verde- 32S/32Q/16D Singolare – Doppio          | Nicolás Massú 6–3, 7–5                                 | Grega Žemlja                                          | Andreas Haider-Maurer Adrián Menéndez Maceiras | Rui Machado Benjamin Balleret Marc Sieber Marcel Felder           |
| 16 novembre | Abierto Internacional Ciudad de Cancun 2009 Cancún, Messico Serie regolari 35 000 $+H - Terra Verde- 32S/32Q/16D Singolare – Doppio          | Andre Begemann Leonardo Tavares 6–1, 6(6)–7, [10–8]    | Greg Ouellette Adil Shamasdin                         | Andreas Haider-Maurer Adrián Menéndez Maceiras | Rui Machado Benjamin Balleret Marc Sieber Marcel Felder           |
| 16 novembre | JSM Challenger of Champaign-Urbana 2009 Champaign, Stati Uniti Serie regolari 50 000 $ - Cemento (i) - 32S/31Q/16D/4Q Singolare – Doppio     | Michael Russell 7–5, 6–4                               | Taylor Dent                                           | Kevin Kim Ričardas Berankis                    | Ryan Sweeting Jesse Levine Björn Rehnquist Kaden Hensel           |
| 16 novembre | JSM Challenger of Champaign-Urbana 2009 Champaign, Stati Uniti Serie regolari 50 000 $ - Cemento (i) - 32S/31Q/16D/4Q Singolare – Doppio     | Brian Battistone Dann Batistone 7–5, 7–6(5)            | Treat Conrad Huey Harsh Mankad                        | Kevin Kim Ričardas Berankis                    | Ryan Sweeting Jesse Levine Björn Rehnquist Kaden Hensel           |
| 16 novembre | Lima Challenger 2009 Lima, Perù Serie regolari 50 000 $ - Terra Rossa - 32S/29Q/16D Singolare – Doppio                                       | Eduardo Schwank 7–5, 6–4                               | Jorge Aguilar                                         | Brian Dabul Cristóbal Saavedra-Corvalán        | Diego Junqueira Iván Miranda Martín Alund Carlos Berlocq          |
| 16 novembre | Lima Challenger 2009 Lima, Perù Serie regolari 50 000 $ - Terra Rossa - 32S/29Q/16D Singolare – Doppio                                       | Martín Alund Juan Martín Aranguren 6–2, 7–6(4)         | Guillermo Rivera-Aránguiz Cristóbal Saavedra-Corvalán | Brian Dabul Cristóbal Saavedra-Corvalán        | Diego Junqueira Iván Miranda Martín Alund Carlos Berlocq          |
| 16 novembre | Keio Challenger 2009 Yokohama, Giappone Serie regolari 50 000 $ - Cemento - 32S/32Q/16D Singolare – Doppio                                   | Takao Suzuki 6–4, 7–6(5)                               | Martin Fischer                                        | Gō Soeda Philipp Oswald                        | Tsung-hua Yang Uladzimir Ihnacik Dieter Kindlmann Kyu Tae Im      |
| 16 novembre | Keio Challenger 2009 Yokohama, Giappone Serie regolari 50 000 $ - Cemento - 32S/32Q/16D Singolare – Doppio                                   | Tsung-hua Yang Chu-huan Yi 6(9)–7, 6–3, [12–10]        | Aleksej Kedrjuk Junn Mitsuhashi                       | Gō Soeda Philipp Oswald                        | Tsung-hua Yang Uladzimir Ihnacik Dieter Kindlmann Kyu Tae Im      |
| 23 novembre | IPP Open 2009 Helsinki, Finlandia Serie regolari 106 500 €+H - Sintetico (i) - 32S/30Q/16D Singolare – Doppio                                | Michał Przysiężny 4–6, 6–4, 6–1                        | Stéphane Bohli                                        | Henri Kontinen Robin Haase                     | Jarkko Nieminen Antonio Veić Niels Desein Karol Beck              |
| 23 novembre | IPP Open 2009 Helsinki, Finlandia Serie regolari 106 500 €+H - Sintetico (i) - 32S/30Q/16D Singolare – Doppio                                | Rohan Bopanna Aisam-ul-Haq Qureshi 6–2, 7–6(7)         | Henri Kontinen Jarkko Nieminen                        | Henri Kontinen Robin Haase                     | Jarkko Nieminen Antonio Veić Niels Desein Karol Beck              |
| 23 novembre | Challenger Varonil Britania Zavaleta 2009 Puebla, Messico Serie regolari 35 000 $+H - Cemento - 32S/24Q/16D Singolare – Doppio               | Ramón Delgado 6–3, 6–4                                 | Andre Begemann                                        | Grega Žemlja Pere Riba                         | José Checa-Calvo Blaž Kavčič Nicolás Massú Leonardo Tavares       |
| 23 novembre | Challenger Varonil Britania Zavaleta 2009 Puebla, Messico Serie regolari 35 000 $+H - Cemento - 32S/24Q/16D Singolare – Doppio               | Vasek Pospisil Adil Shamasdin 7–6(7), 6–0              | Guillermo Olaso Pere Riba                             | Grega Žemlja Pere Riba                         | José Checa-Calvo Blaž Kavčič Nicolás Massú Leonardo Tavares       |
| 23 novembre | Toyota Challenger 2009 Toyota, Giappone Serie regolari 35 000 $+H - Sintetico (i) - 32S/26Q/16D Singolare – Doppio                           | Uladzimir Ihnacik 7–6(7), 7–6(3)                       | Tatsuma Itō                                           | Simon Stadler Martin Fischer                   | Junn Mitsuhashi Philipp Oswald Greg Jones Yūichi Sugita           |
| 23 novembre | Toyota Challenger 2009 Toyota, Giappone Serie regolari 35 000 $+H - Sintetico (i) - 32S/26Q/16D Singolare – Doppio                           | Andis Juška Aleksandr Kudrjavcev 6–4, 7–6(6)           | Aleksej Kedrjuk Junn Mitsuhashi                       | Simon Stadler Martin Fischer                   | Junn Mitsuhashi Philipp Oswald Greg Jones Yūichi Sugita           |
| 30 novembre | Yugra Cup 2009 Chanty-Mansijsk, Russia Serie regolari 50 000 $+H - Sintetico (i) - 32S/20Q/16D Singolare – Doppio                            | Konstantin Kravčuk 1–6, 6–3, 6–2                       | Marcel Granollers                                     | Jan Mertl Andrej Kuznecov                      | Daniel Lustig Ivo Klec Andrej Kumancov Aleksandr Kudrjavcev       |
| 30 novembre | Yugra Cup 2009 Chanty-Mansijsk, Russia Serie regolari 50 000 $+H - Sintetico (i) - 32S/20Q/16D Singolare – Doppio                            | Marcel Granollers Gerard Granollers Pujol 6–3, 6–2     | Evgenij Kirillov Andrej Kuznecov                      | Jan Mertl Andrej Kuznecov                      | Daniel Lustig Ivo Klec Andrej Kumancov Aleksandr Kudrjavcev       |
| 30 novembre | ATP Salzburg Indoors 2009 Salisburgo, Austria Serie regolari 64 000 €+H - Cemento (i) - 32S/26Q/16D Singolare – Doppio                       | Michael Berrer 6(4)–7, 6–4, 6–4                        | Jarkko Nieminen                                       | Daniel Brands Karol Beck                       | Yannick Mertens Philipp Petzschner Daniel Köllerer Stéphane Bohli |
| 30 novembre | ATP Salzburg Indoors 2009 Salisburgo, Austria Serie regolari 64 000 €+H - Cemento (i) - 32S/26Q/16D Singolare – Doppio                       | Philipp Marx Igor Zelenay 6–4, 7–5                     | Sanchai Ratiwatana Sonchat Ratiwatana                 | Daniel Brands Karol Beck                       | Yannick Mertens Philipp Petzschner Daniel Köllerer Stéphane Bohli |